# Lissabon
Lissabon (portugiesisch Lisboaⓘ [liʒˈβoɐ]) ist die Hauptstadt Portugals sowie des gleichnamigen Distrikts Lissabon; sie ist mit ca. 546.000 Einwohnern sowie mit 2,8 Mio. Einwohnern im Großraum Lissabon (Stand 2019) eine der größeren Städte in der Europäischen Union. Der Distrikt Lissabon hatte bei der letzten Zählung 2.963.272 Einwohner. Die Metropole liegt an einer Bucht der Flussmündung des Tejo im äußersten Südwesten Europas an der Atlantikküste der Iberischen Halbinsel. Außerhalb der Stadt Lissabons erstreckt sich zwischen Cascais und Estoril eine Reihe von Stränden am Atlantik.
Der Handelshafen an der Tejo-Bucht wurde vor der römischen Herrschaft Alis Ubbo genannt. Lissabon, eine Gründung der Phönizier, erhielt zu Zeiten Julius Caesars unter dem Namen Colonia Felicitas Iulia römisches Stadtrecht. 711 fiel der Ort wie der größte Teil der Iberischen Halbinsel an die Mauren; im Kontext des Zweiten Kreuzzugs wurde Lissabon 1147 portugiesisch und damit wieder unter christliche Herrschaft gestellt. Nach der Verlegung des Königssitzes von Coimbra wurde die Stadt im Jahr 1256 unter König Afonso III. zur Hauptstadt des Königreichs Portugal. Um 1500 erlebte Lissabon einen brillanten Aufstieg zu einer der glanzvollsten Handels- und Hafenstädte der damaligen Zeit.
Ein gewaltiges Erdbeben besiegelte im Jahr 1755 den wirtschaftlichen Niedergang der Stadt, der bereits Jahrzehnte zuvor schleichend eingesetzt hatte, und sorgte in ganz Europa für Aufsehen. Im 19. Jahrhundert erlebte Lissabon einen Wiederaufstieg.
Seit dem letzten Viertel des 20. Jahrhunderts ist die Stadt allerdings massiv geschrumpft (von über 800.000 Einwohnern um 1980 auf etwa 500.000 um 2017); viele Menschen sind in das Umland gezogen. Lissabon hat mit erheblichen strukturellen Problemen zu kämpfen, unter denen vor allem die marode Bausubstanz vieler Gebäude und der enorme Straßenverkehr herausragen. Durch große und kleinere Infrastrukturprojekte hat jedoch auch schon eine Modernisierung eingesetzt, die sich u. a. in Wohnungsbau- und Renovierungsprogrammen oder auch in einem wachsenden Radwegenetz und Ausbau des öffentlichen Nahverkehrs zeigt. 2020 wurde Lissabon zur Umwelthauptstadt Europas gekürt. Auch als IT-Standort hat die Stadt inzwischen Bedeutung, mit wachsender Anzahl Start-up-Unternehmen, IT-Entwicklungsabteilungen internationaler Unternehmen, oder auch seit 2016 als Gastgeber des Web Summit, einem bedeutenden internationalen Technologietreffen.
Als noch immer größte Stadt Portugals mit dem wichtigsten Hafen, dem Regierungssitz, den obersten Staats- und Regierungsbehörden, mehreren Universitäten und der Akademie der Wissenschaften (Academia das Ciências de Lisboa) ist die Stadt heute das politische, wirtschaftliche und kulturelle Zentrum des Landes. 1994 war Lissabon Kulturhauptstadt Europas, mit der Expo 98 fand hier die Weltausstellung 1998 statt, und mit dem Hieronymitenkloster und der Torre de Belém beherbergt die Stadt UNESCO-Welterbestätten (Eintrag 1983). Auch der hier beheimatete Fado ist seit 2011 UNESCO-geschütztes Immaterielles Kulturerbe. Zahlreiche internationale Großveranstaltungen fanden und finden häufig in Lissabon statt, darunter der Eurovision Song Contest 2018, der MTV Europe Music Awards 2005, sieben Rock-in-Rio-Festivals oder Fußball-Finalspiele wie das der Fußball-Europameisterschaft 2004, des UEFA-Pokals 2005 und die UEFA-Champions-League-Finale 2014 und 2020, neben einer Vielzahl weiterer kultureller und sportlicher Veranstaltungen. Vor allem seit den 2010er Jahren zogen eine Reihe international bekannter Persönlichkeiten nach Lissabon, vor allem Schauspieler, Musiker und Sportler. Dies steigerte die wachsende Anziehungskraft der Stadt auf Touristen noch weiter. Inzwischen laufen Kreuzfahrtschiffe die Stadt häufig an. Die Stadt gewann mehrfach internationale Preise als Reiseziel, etwa die World Travel Awards in Kategorien wie bestes Städtereiseziel (2019) oder bestes Kreuzfahrtziel (2020), u. a.
Der Ort ist Sitz einiger Agenturen der Europäischen Union, darunter der Europäischen Beobachtungsstelle für Drogen und Drogensucht und der Europäischen Agentur für die Sicherheit des Seeverkehrs. Auch die Gemeinschaft der Portugiesischsprachigen Länder (CPLP) hat ihren Hauptsitz in Lissabon.
Lissabon galt 2007 als die sicherste Hauptstadt der EU.

## Geographie

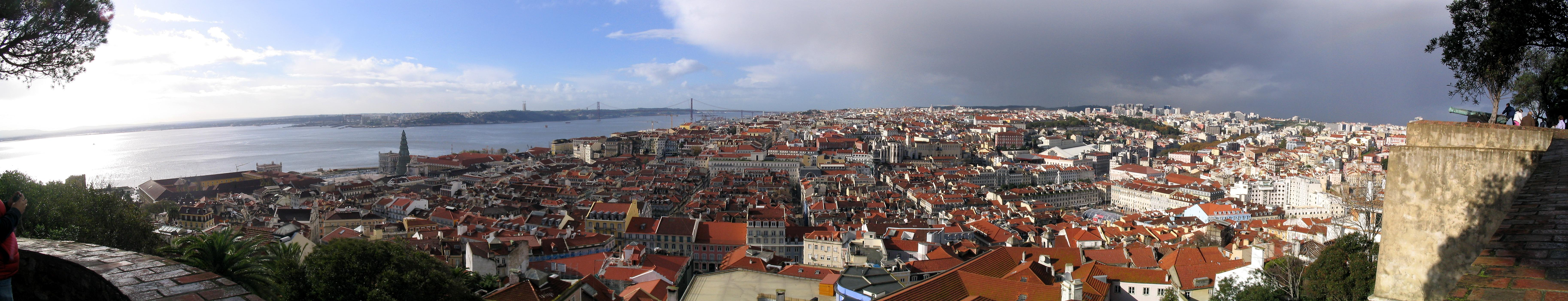
Lissabon: Blick von der Burg São Jorge

Das Stadtgebiet von Lissabon entspricht dem Kreis Lissabon und umfasst 84,7 km² Fläche bei 506.654 Einwohnern (Stand 2018). Im Distrikt Lissabon leben rund 2.400.000 Menschen (Stand 2015) und in der Metropolregion Lissabon mit 3.200.414 Menschen (Stand 2015) mehr als 30 % der portugiesischen Bevölkerung. Die Metropolregion erstreckt sich über Grande Lisboa am nördlichen Ufer des Tejo und die Península de Setúbal im Süden.

### Geographische Lage

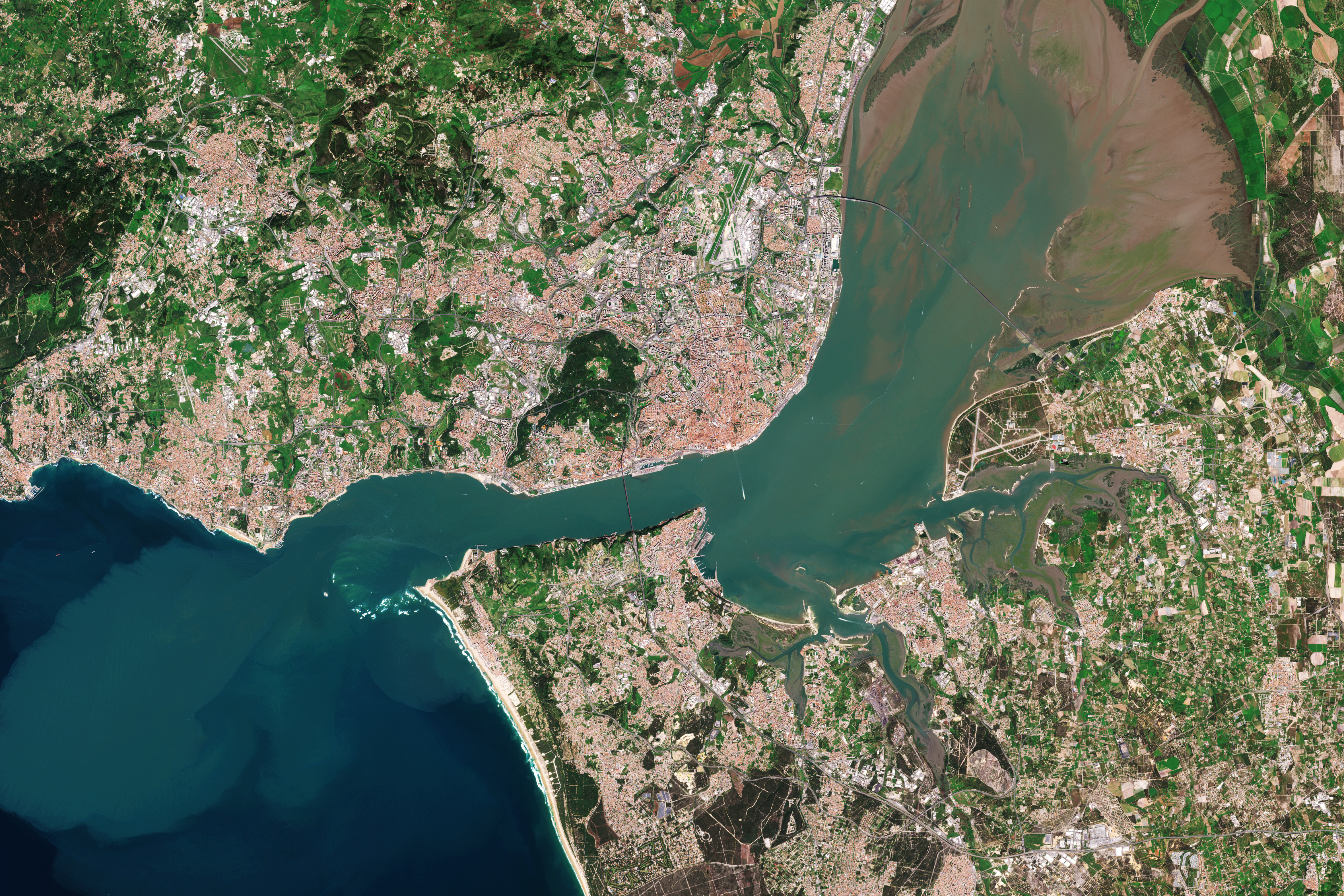
Satellitenbild Lissabons

Lissabon befindet sich auf der Iberischen Halbinsel. Die Stadt liegt an einer Bucht am nördlichen Ufer der Flussmündung des Tejo im äußersten Südwesten Europas an der Atlantikküste. Der sich kurz vor seiner Mündung ausbreitende Tejo verengt sich auf den letzten Kilometern bis zum Atlantik. Dort zieht sich die Stadt am Ufer entlang. Vom Ufer aus steigt sie stufenförmig an mehreren Hügeln empor. In Lissabon gibt es hohe Hügel und tiefe Taleinschnitte. Die höchste Erhebung im Stadtgebiet erreicht 226 Meter. Die Stadt hat sich lange Zeit nur am Tejo entlang entfaltet. Seit dem 20. Jahrhundert breitet sich die Hauptstadt beständig landeinwärts aus.

### Geologie
Die Stadt liegt auf sieben Hügeln, die kleineren Anhöhen nicht mitgerechnet. Im Atlantik auf der Höhe von Cádiz verläuft in ostwestlicher Richtung eine tektonische Verwerfung, die sogenannte Gloria-Blattverschiebung. Zwei weitere tektonische Besonderheiten, die Gorringe-Bank und die Marquês-de-Pombal-Verwerfung, liegen auf Höhe der portugiesischen Südküste. Erdbeben sind eine Folge des Zusammenstoßens der nordwärts driftenden afrikanischen Platte mit der iberischen Halbinsel (eurasischen Platte). Des Weiteren deuten zahlreiche aktive Schlammvulkane im Golf von Cadiz auf fortwährende seismische Aktivitäten in der Region hin. Aufgrund der vergangenen Erdbeben wurden 2004 am Meeresboden Beobachtungspunkte angelegt. Sie sollen Temperatur- und Druckschwankungen messen, die auf Spannungen in der Erdkruste hindeuten, die sich in einem Erdbeben entladen können.

### Klima
Die Klimaklassifikation nach Lauer und Frankenberg (1987) ordnet das Klima Portugals dem maritimen und semihumiden Klima der subtropischen Klimazone zu.
Aufgrund seiner Lage direkt am Atlantik wird es vom Temperaturverhalten des Meeres geprägt: Nicht zu heiße Sommer und verhältnismäßig milde Winter. Die Temperaturen fallen nur selten unter 0 °C. Noch seltener ist Schneefall zu verzeichnen.
|                       | Jan  | Feb  | Mär  | Apr  | Mai  | Jun  | Jul  | Aug  | Sep  | Okt  | Nov  | Dez  |   |      |
| Mittl. Tagesmax. (°C) | 14,5 | 15,6 | 17,6 | 19,1 | 21,7 | 24,8 | 27,4 | 27,9 | 26,4 | 22,4 | 17,8 | 14,8 | ⌀ | 20,9 |
| Mittl. Tagesmin. (°C) | 8,2  | 9,0  | 9,9  | 11,1 | 13,0 | 15,6 | 17,4 | 17,7 | 17,0 | 14,6 | 11,2 | 8,9  | ⌀ | 12,8 |
|                       |      |      |      |      |      |      |      |      |      |      |      |      |   |      |
| Niederschlag (mm)     | 110  | 111  | 69   | 64   | 39   | 21   | 5    | 6    | 26   | 80   | 114  | 108  | Σ | 753  |
|                       |      |      |      |      |      |      |      |      |      |      |      |      |   |      |
| Sonnenstunden (h/d)   | 4,6  | 5,3  | 6,7  | 7,8  | 9,4  | 10,1 | 11,4 | 11,1 | 8,7  | 6,9  | 5,2  | 4,6  | ⌀ | 7,7  |
|                       |      |      |      |      |      |      |      |      |      |      |      |      |   |      |
| Regentage (d)         | 11   | 11   | 8    | 8    | 6    | 3    | 1    | 1    | 4    | 8    | 10   | 10   | Σ | 81   |
|                       |      |      |      |      |      |      |      |      |      |      |      |      |   |      |
| Wassertemperatur (°C) | 14   | 14   | 14   | 15   | 16   | 17   | 18   | 19   | 19   | 18   | 16   | 15   | ⌀ | 16,3 |
|                       |      |      |      |      |      |      |      |      |      |      |      |      |   |      |
| Luftfeuchtigkeit (%)  | 80   | 77   | 75   | 70   | 67   | 66   | 63   | 63   | 70   | 73   | 78   | 81   | ⌀ | 71,9 |

| 8,2 |

| 9,0 |

| 9,9 |

| 11,1 |

| 13,0 |

| 15,6 |

| 17,4 |

| 17,7 |

| 17,0 |

| 14,6 |

| 11,2 |

| 8,9 |

| 8,2 |

| 9,0 |

| 9,9 |

| 11,1 |

| 13,0 |

| 15,6 |

| 17,4 |

| 17,7 |

| 17,0 |

| 14,6 |

| 11,2 |

| 8,9 |

Die Monate mit den höchsten Niederschlagswerten sind Oktober bis März. Entscheidend ist die Lage am kühlen Kanarenstrom, der in südlicher Richtung an der Küste Portugals entlangstreicht. Er bewirkt in der warmen Jahreszeit häufig Küstennebel. Im Winter liegt Lissabon im Einflussbereich atlantischer Tiefausläufer, die im Küstenbereich viel Regen bringen. Das jährliche Niederschlagsmittel beträgt 656 mm.

### Etymologie
Es gibt unterschiedliche Erklärungen zur Namensentstehung. Lissabon wurde von den Goten und Römern Olissipona bzw. Olisibona genannt. Die Volksetymologie sieht darin einen Zusammenhang mit dem Helden Odysseus. Unter Julius Caesar hieß der zur Provinz Lusitania gehörende Ort Felicitas Julia. Andere leiten den Namen Lissabon von dem phönizischen Alis ubbo ab. Eine weitere Theorie erklärt die Namenschöpfung mit den vorrömischen Namen des Flusses Tejo, Lisse oder Lucio.
Der Name Lissabon wird üblicherweise als „LX“ oder „Lx“ abgekürzt, was auf die antiquierte Schreibweise „Lixbõa“ zurückgeht. Während die alte Schreibweise inzwischen komplett aus dem Sprachgebrauch verschwunden ist und gegen moderne Sprachstandards verstößt, wird die Abkürzung immer noch häufig verwendet.

### Stadtgliederung

Karte mit den ehemaligen 53 Stadtgemeinden (freguesias) und 4 Bezirken (bairros)

Lissabon war bis 2013 in 53 Stadtgemeinden aufgegliedert, die wiederum aus administrativen Gründen vier Bezirken (bairros) zugeordnet waren.
- Ajuda (2. Bairro)
- Alcântara (2. Bairro)
- Alto do Pina (4. Bairro)
- Alvalade (3. Bairro)
- Ameixoeira (3. Bairro)
- Anjos (1. Bairro)
- Beato (4. Bairro)
- Benfica (3. Bairro)
- Campo Grande (3. Bairro)
- Campolide (3. Bairro)
- Carnide (3. Bairro)
- Castelo (1. Bairro)
- Charneca (3. Bairro)
- Coração de Jesus (1. Bairro)
- Encarnação (1. Bairro)
- Graça (1. Bairro)
- Lapa (2. Bairro)
- Lumiar (3. Bairro)
- Madalena (1. Bairro)
- Mártires (1. Bairro)
- Marvila (4. Bairro)
- Mercês (1. Bairro)
- Nossa Senhora de Fátima (3. Bairro)
- Pena (1. Bairro)
- Penha de França (4. Bairro)
- Prazeres (2. Bairro)
- Sacramento (1. Bairro)
- Santa Catarina (1. Bairro)
- Santa Engrácia (1. Bairro)
- Santa Isabel (2. Bairro)
- Santa Justa (1. Bairro)
- Santa Maria de Belém (2. Bairro)
- Santa Maria dos Olivais (4. Bairro)
- Santiago (1. Bairro)
- Santo Condestável (2. Bairro)
- Santo Estêvão (1. Bairro)
- Santos-o-Velho (2. Bairro)
- São Cristóvão e São Lourenço (1. Bairro)
- São Domingos de Benfica (3. Bairro)
- São Francisco Xavier (2. Bairro)
- São João (4. Bairro)
- São João de Brito (3. Bairro)
- São João de Deus (4. Bairro)
- São Jorge de Arroios (4. Bairro)
- São José (1. Bairro)
- São Mamede (1. Bairro)
- São Miguel (1. Bairro)
- São Nicolau (1. Bairro)
- São Paulo (1. Bairro)
- São Sebastião da Pedreira (3. Bairro)
- São Vicente de Fora (1. Bairro)
- Sé (1. Bairro)
- Socorro (1. Bairro)

Karte mit den aktuellen 24 Stadtgemeinden (freguesias) in 5 Zonen (UIT – Unidades de Intervenção Territorial)

Nach langer öffentlicher Diskussion verabschiedete das Portugiesische Parlament am 8. November 2012 das Gesetz Nr. 56/2012 zur Reorganisation der Stadtgemeinden von Lissabon. Die Gebietsreform in Portugal trat im folgenden Jahr in Kraft. Seit 2013 ist Lissabon in 24 Stadtgemeinden (freguesias) aufgegliedert:

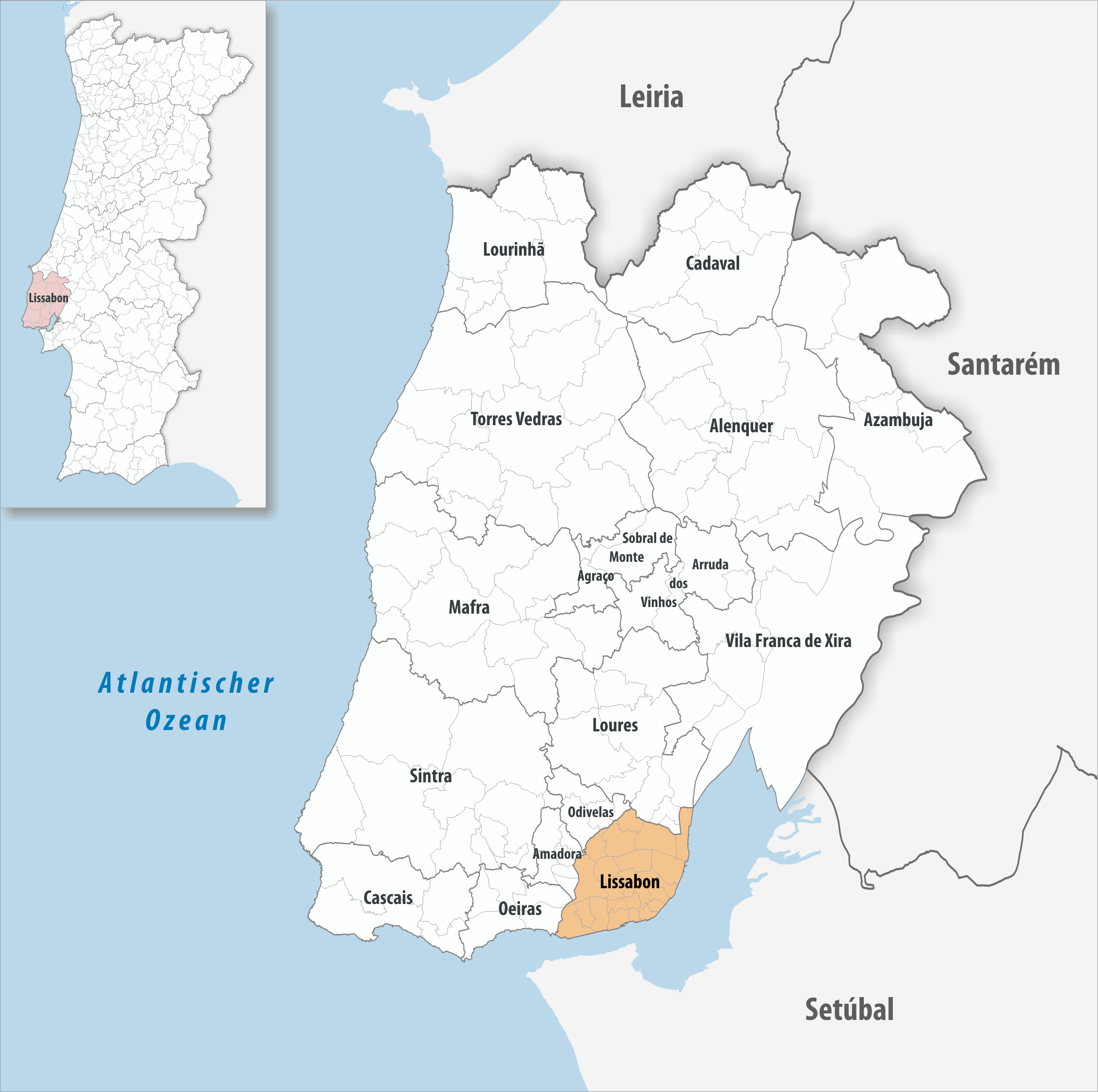
Kreis Lissabon

| Gemeinde                | Einwohner (2021) | Fläche km² | Dichte Einw./km² | LAU- Code |
| ----------------------- | ---------------- | ---------- | ---------------- | --------- |
| Ajuda                   | 14.306           | 2,88       | 4.973            | 110601    |
| Alcântara               | 13.850           | 5,07       | 2.729            | 110602    |
| Alvalade                | 33.309           | 5,34       | 6.236            | 110654    |
| Areeiro                 | 21.160           | 1,74       | 12.141           | 110655    |
| Arroios                 | 33.302           | 2,13       | 15.651           | 110656    |
| Avenidas Novas          | 23.261           | 2,99       | 7.768            | 110657    |
| Beato                   | 12.183           | 2,46       | 4.953            | 110607    |
| Belém                   | 16.546           | 10,43      | 1.587            | 110658    |
| Benfica                 | 35.362           | 8,03       | 4.406            | 110608    |
| Campo de Ourique        | 22.140           | 1,65       | 13.407           | 110659    |
| Campolide               | 14.787           | 2,77       | 5.330            | 110610    |
| Carnide                 | 18.028           | 3,69       | 4.887            | 110611    |
| Estrela                 | 20.267           | 4,60       | 4.402            | 110660    |
| Lumiar                  | 46.334           | 6,57       | 7.047            | 110618    |
| Marvila                 | 35.479           | 7,12       | 4.981            | 110621    |
| Misericórdia            | 9.658            | 2,19       | 4.406            | 110661    |
| Olivais                 | 32.179           | 8,09       | 3.979            | 110633    |
| Parque das Nações       | 22.382           | 5,43       | 4.118            | 110662    |
| Penha de França         | 28.475           | 2,71       | 10.505           | 110663    |
| Santa Clara             | 23.645           | 3,36       | 7.047            | 110664    |
| Santa Maria Maior       | 10.051           | 3,01       | 3.337            | 110665    |
| São Domingos de Benfica | 34.076           | 4,29       | 7.935            | 110639    |
| São Vicente             | 13.956           | 1,99       | 7.028            | 110667    |
| Santo António           | 11.060           | 1,49       | 7.401            | 110666    |
| Kreis Lissabon          | 545.796          | 100,03     | 5.456            | 1106      |

## Geschichte
Die Stadt wurde in ihrer Geschichte mehrfach von Erdbeben, Feuersbrünsten und Epidemien heimgesucht.

### Von den Anfängen bis 1147

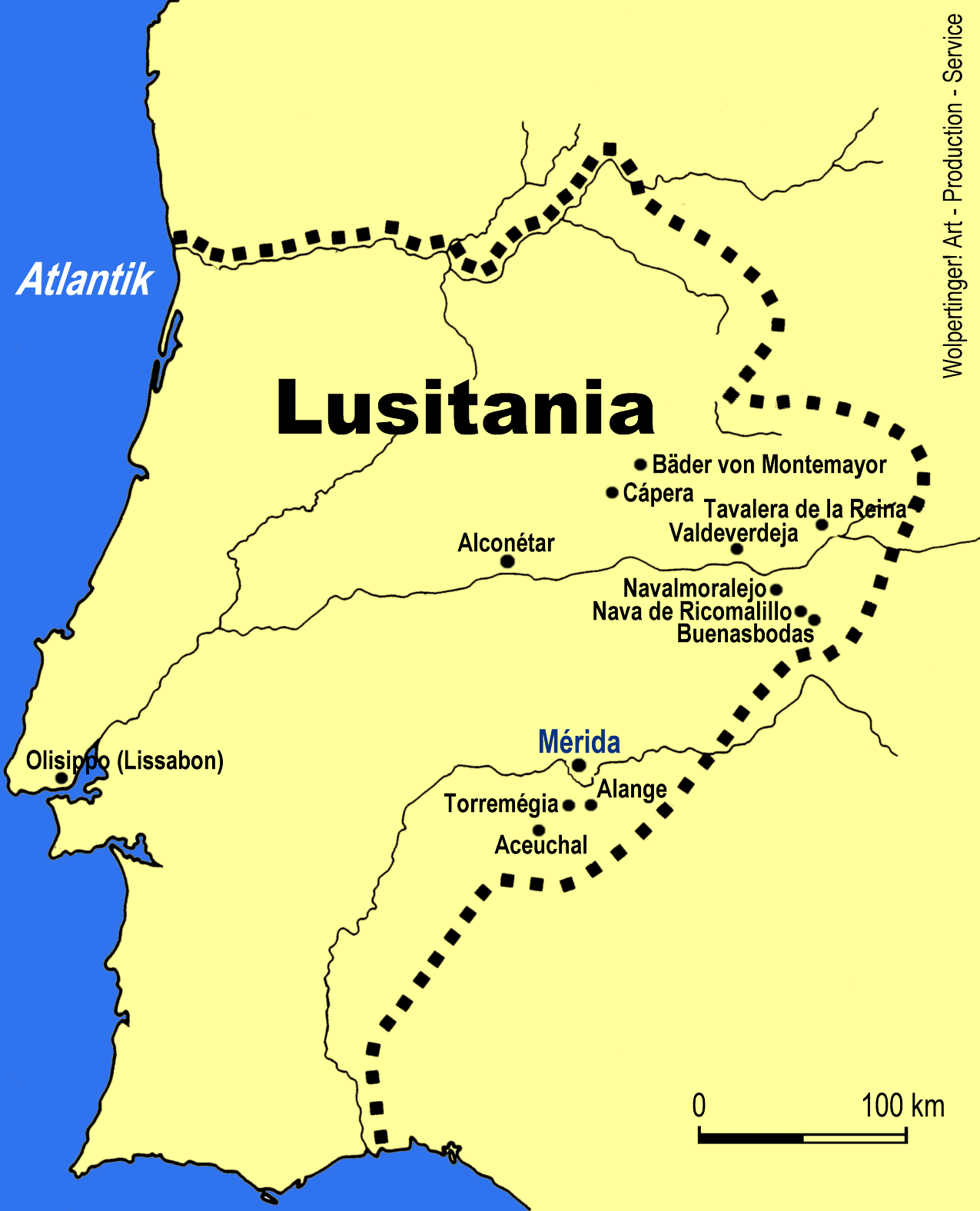
Provinz Lusitania

Das Aftasiden-Emirat von Badajoz beim Tod Ibn al-Aftas' (1045)

Die Phönizier gründeten ab 1000 v. Chr. in Portugal Stützpunkte, vermutlich auch an der Stelle des heutigen Lissabon. Sie und später die Karthager sollen den Platz Alis Ubbo (fröhliche Meeresbucht bzw. lustiger Meeresbusen) genannt und als einzigen großen Naturhafen an der iberischen Atlantikküste genutzt haben. Ausgrabungen bereits aus phönizischer Zeit können im Castelo de São Jorge besichtigt werden; weit umfangreicher sind griechische Siedlungsspuren. Sollte sich hier nicht nur ein Handelspunkt, sondern tatsächlich eine griechische Stadt (polis) befunden haben, so ist der griechische Name dieser Siedlung unbekannt. Nach Plinius dem Älteren galt Lissabon in späterer Zeit als eine Gründung des Odysseus.
Unter römischer Herrschaft, ab etwa 205 v. Chr., hieß die Stadt zunächst Olisipo. Julius Caesar gelang es im Keltiberischen Krieg ab 60 v. Chr. von Lissabon aus, den letzten Widerstand der einheimischen Stämme zu brechen. Unter Caesar wurden hier später römische Veteranen angesiedelt, um das Gebiet zu kontrollieren; die Ortschaft erhielt 48 v. Chr. das römische Stadtrecht und wurde nachfolgend als Colonia Felicitas Iulia zu einem größeren Ort in der Provinz Lusitania. Ab 409 n. Chr. drangen dann barbarische Stämme von Gallien aus auf die Iberische Halbinsel vor. Während der spätantiken Völkerwanderungszeit versuchten Alanen, Sueben, Vandalen und Westgoten Lissabon zu besetzen. Im Jahr 468 übergab der römische Stadtkommandant Lusidius die Stadt an die Sueben, doch schon kurz nach dem Erdbeben von 472, bei dem große Teile der alten Römerstadt zerstört wurden, begann die Herrschaft der Westgoten. Die Westgoten erneuerten wahrscheinlich die römische Festungsmauer.
719 wurde Lissabon von muslimischen Mauren erobert und später Teil des Emirats von Córdoba. Danach erlebte die Stadt, die nun al-Ushbuna hieß, ihren ersten großen Aufschwung. Alfons II. siegte zwar bei Lugo im Kampf gegen die Mauren, drang bis zum Tejo vor und eroberte 798 für kurze Zeit die Stadt. Lissabon fiel jedoch bald danach wieder an die Mauren. Im Kalifat von Córdoba war die Stadt einer der wichtigsten Häfen, zugleich versuchten christliche Galicier und Leonesen wiederholt, den Ort einzunehmen. Im Jahr 955 sandte Ordonho III de Leão im Kampf gegen die Muslime seine Armee bis nach Lissabon. Wikinger verwüsteten die Stadt und das Umland im Jahr 844.
Im 11. Jahrhundert gehörte Lissabon zum Emirat der maurischen Aftasiden von Badajoz. Ab 1093 bekam Graf Raymond von Armous, ein jüngerer Sohn des Herzogs Wilhelm I. von Burgund, vom leonesischen König Alfons VI. die Herrschaft in Galicien übertragen. Von dort aus unternahm er Feldzüge gegen die Mauren im Süden. Dabei gelang es ihm, vorübergehend in Lissabon einzuziehen, nachdem der muslimische Herrscher von Badajoz sich König Alfons unterworfen hatte. Doch auch diese Eroberung (bis 1095) war ebenso wie die Besetzung Lissabons durch norwegische Kreuzfahrer unter Sigurd 1108 (bis 1111) noch nicht von Dauer.
Auch beim Regierungsantritt von König Dom Afonso Henriques (Alfons I.) wurde der Süden der Iberischen Halbinsel noch von den Mauren gehalten. Doch im Jahr 1147 führte die Belagerung von Lissabon endgültig zur Einnahme der Stadt durch die Portugiesen (reconquista, deutsch „Rückeroberung“). Entscheidend war dabei auswärtige Unterstützung für die Angreifer: Die erfolgreiche Belagerung der Stadt durch ein Kreuzritterheer des Zweiten Kreuzzugs sicherte Alfons I. die Grundlage für die Herrschaft über das gesamte Umland. Gegen 1195 wurde der heilige Antonius von Padua, der zuweilen auch Antonius von Lissabon genannt wird, in Lissabon geboren.

### Als Hauptstadt des Königreichs Portugal bis zur spanischen Besetzung
Alfons III. verlegte 1256 seine Residenz von Coimbra nach Lissabon. Die Stadt wurde damit zur Hauptstadt des Königreichs Portugal. 1344 erschütterte ein Erdbeben die Stadt. Die große Pest, der von September 1348 bis Anfang 1349 wahrscheinlich mehr als ein Drittel der Bevölkerung des Landes zum Opfer fielen, dezimierte auch radikal die Bevölkerung der portugiesischen Hauptstadt.

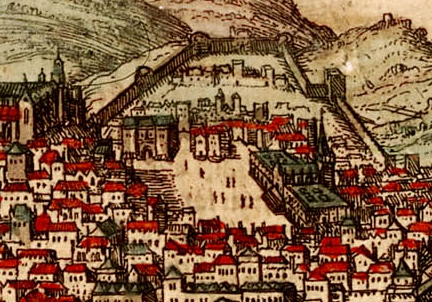
Verlauf der alten Stadtmauer, 1598

Ferdinand I. ließ nach seiner Thronbesteigung 1367 eine neue Stadtmauer errichten. Die Bauarbeiten an der Ringmauer waren um 1370 abgeschlossen. Im Frieden von Alcoutim verpflichtete sich Ferdinand I. unter anderem, eine Tochter Heinrich II. zu heiraten. Er verliebte sich dann aber in die portugiesische Adlige Leonore Teles de Menezes und heiratete diese anstatt der kastilischen Prinzessin. Verärgert über den Vertragsbruch griff Heinrich II. daraufhin Portugal an und plünderte im Jahr 1373 Lissabon. Zehn Jahre später war Lissabon Schauplatz der ersten „bürgerlichen“ Revolution in Europa: Nach dem Tode Ferdinands I. übernahm zunächst dessen Witwe, Leonore Teles de Menezes, zusammen mit einem Liebhaber für sechs Wochen die Macht. Daraus erwachsende Spannungen und Auseinandersetzungen mündeten schließlich in die Krise bzw. Revolution von 1383. In Lissabon kam es zu einem Aufstand der Handwerkerzünfte. Gestützt auf große Teile des niederen Adels und auf das Bürgertum von Porto und Lissabon stellte sich der spätere König Johann I. an die Spitze des Aufstandes, tötete eigenhändig Leonores Liebhaber und zwang Leonore ins Exil nach Kastilien.
Sein Sohn, Heinrich der Seefahrer, legte um 1430 die Grundlagen für Portugals Aufstieg zur Seemacht, mit Lissabon als wichtigstem Hafen.
Unter der Herrschaft Manuels I. entwickelte sich Lissabon zu einem führenden Zentrum des Welthandels. Am 9. September 1499 wurde hier Vasco da Gama nach seiner ersten Indienreise ein triumphaler Empfang bereitet. 1503 kam es in Lissabon zur Gründung der Casa da Índia, deren Tätigkeit die Basis der portugiesischen Wirtschafts- und Handelspolitik in den folgenden beiden Jahrhunderten bildete. Besonders in Lissabon wuchsen Handel und Gewerbe, was nicht unwesentlich der Ausbeutung der portugiesischen Kolonien in Afrika, Asien und Südamerika zu verdanken war. Bereits um 1500 sprach man von einer ersten Blüte Lissabons, die bis Mitte des 16. Jahrhunderts andauerte. Der Lissabonner Hafen war in der damaligen Zeit einer der größten der Erde.

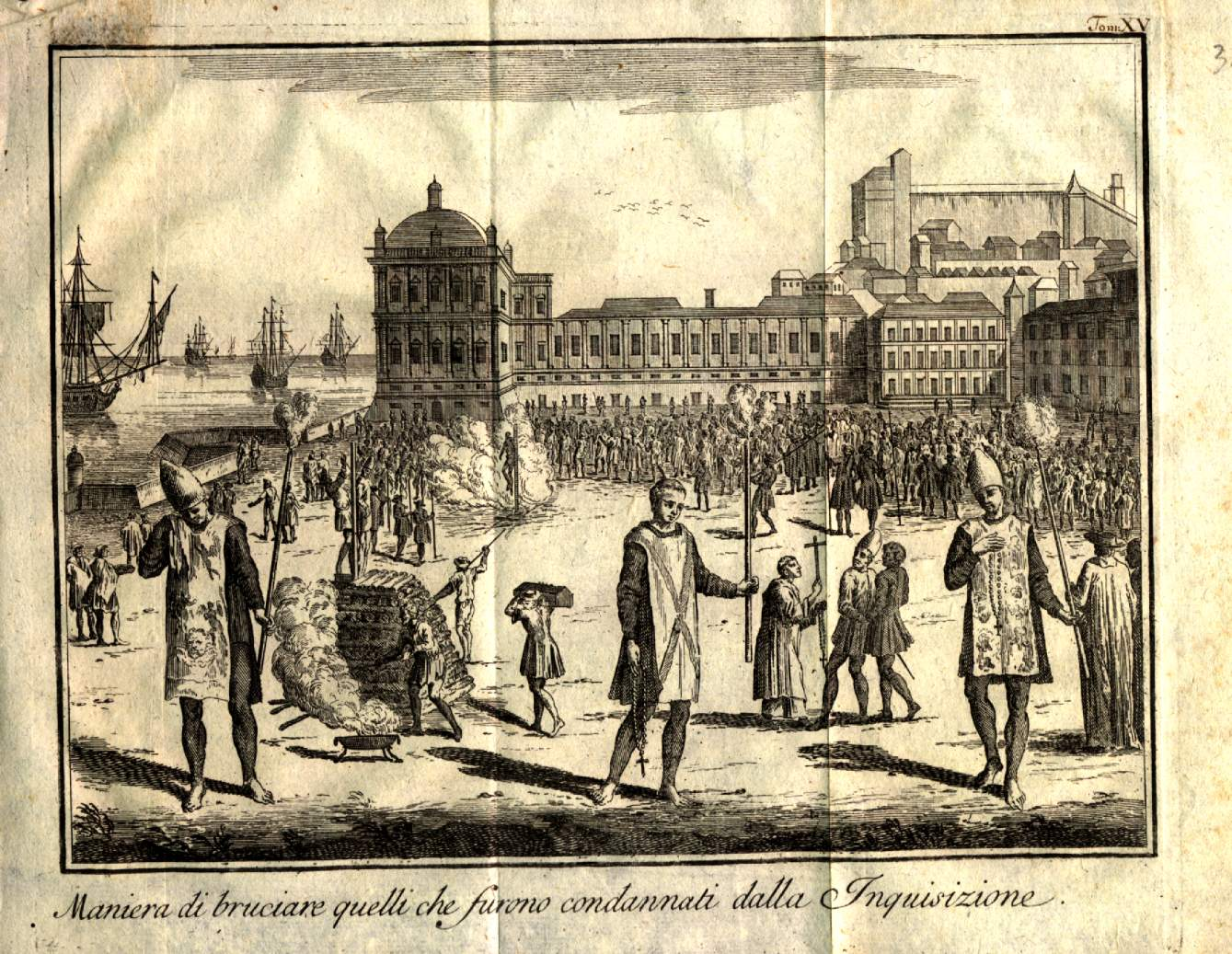
Inquisition im 17. Jahrhundert

1506 kam es zur Zeit Manuels I. in der Stadt zu einem Pogrom gegen die in den Jahren zuvor zwangsgetauften Juden (Marranen), der hohe Opfer forderte, die Handels- und Finanzbeziehungen der Stadt nachhaltig schädigte und eine Auswanderungswelle in Gang setzte. Die erste Volkszählung in Portugal wurde dann in der Zeit von 1527 bis 1532 durchgeführt. Lissabon zählte damals 13.010 Haushalte bzw. zwischen 50.000 und 65.000 Einwohner. Die Stadt hatte sich zu einer europäischen Metropole entwickelt. 1531 wurde sie jedoch erneut von einem Erdbeben erschüttert. Dabei kam eine unbekannte Zahl von Einwohnern ums Leben. Die Schätzzahlen liegen zwischen 1.000 und 30.000 Menschen.
1536 wurde unter Johann III. die Inquisition eingeführt. Vier Jahre später fanden in Lissabon die ersten öffentlichen Vollstreckungen von Urteilen statt. 1569 forderte eine Pestepidemie in Lissabon und Umgebung bis zu 60.000 Menschenleben.

### Von der spanischen Besetzung bis zum großen Erdbeben
1580 starb König Heinrich I. Im Rahmen eines Portugalfeldzugs nahm im selben Jahr der Herzog von Alba Lissabon für die spanische Krone in Besitz. Zwei Jahre später verstarb er in Lissabon als Portugiesischer Generalgouverneur der spanischen Habsburger. Vom Tag der Eroberung blieb Lissabon für die folgenden 60 Jahre von den Spaniern besetzt; Portugal war in dieser Zeit in Personalunion mit Spanien vereint. Am 28. Mai 1588 liefen die ersten Schiffe der Spanischen Armada gegen England aus dem Hafen von Lissabon aus. Der Aufbruch der Kriegsflotte mit 130 Schiffen zog sich bis zum 30. Mai hin. Die Schiffe waren mit etwa 27.000 Soldaten bemannt und mit über 2600 Kanonen bestückt.

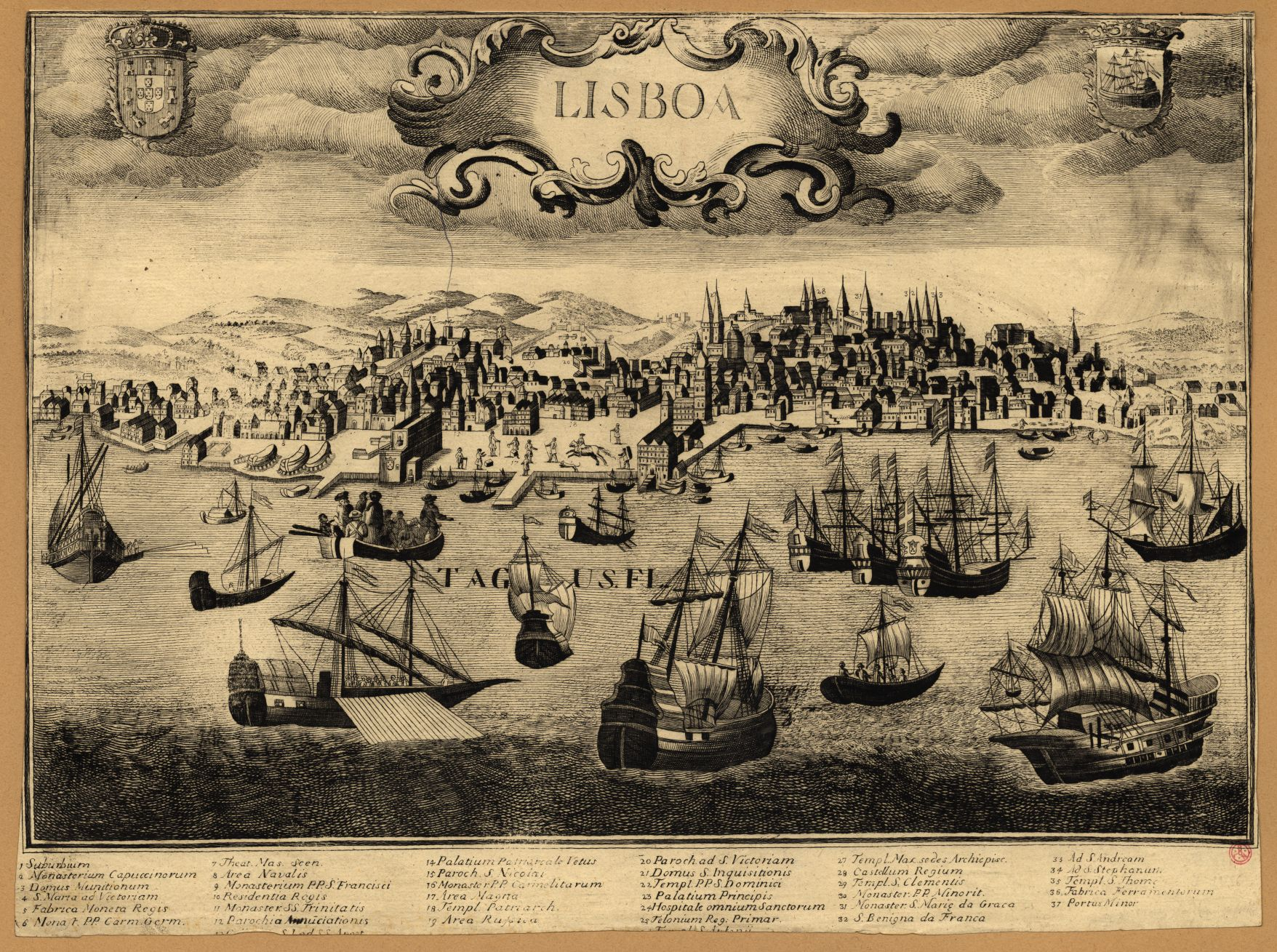
Lissabon, 1650

Am 1. Dezember 1640 schlossen sich mehrere portugiesische Adlige zum Aufstand gegen die spanische Regierung zusammen. Frankreich, der große Widersacher der Habsburger (und damit auch Spaniens), sah darin eine Chance, die Habsburger zu schwächen, und ermunterte den Herzog von Braganza zum Aufstand. In einem Handstreich wurde die spanische Statthalterin, Margarete von Savoyen, die Herzogin von Mantua, in Lissabon gestürzt und das Oberhaupt der Familie Braganza, Herzog Johann II. am 15. Dezember 1640 als Johann IV. zum König von Portugal ausgerufen. Es folgte ein jahrelanger Krieg. Erst 1668 beendete der Vertrag von Lissabon den Spanisch-Portugiesischen Krieg und besiegelte die erneute Unabhängigkeit des Landes.
1696 leiteten Gold- und spätere Diamantenfunde in Brasilien eine zweite Blüte der portugiesischen Hauptstadt ein. Am 27. Dezember 1703 wurde der Methuenvertrag zwischen England und Portugal in Lissabon geschlossen. Das Abkommen band Portugal wirtschaftlich noch enger an England, was in den folgenden Jahrzehnten zu einem langsamen ökonomischen Niedergang Lissabons führte, das nun wohl über 200.000 Einwohner zählte und damit eine Metropole Europas war.

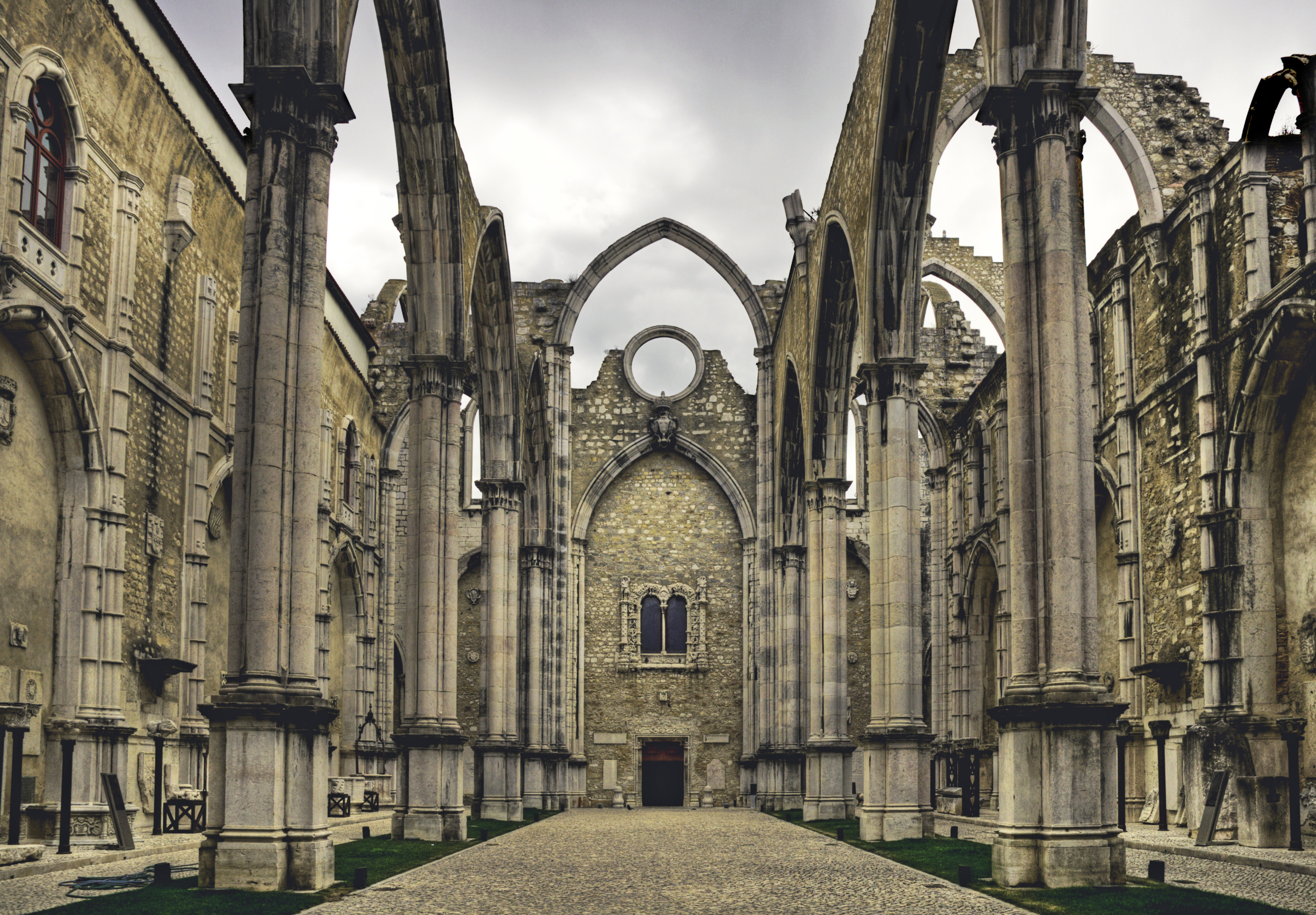
Kirche des beim Erdbeben zerstörten Convento do Carmo

Am 1. November 1755 wurde Lissabon durch ein sehr starkes Erdbeben und einen anschließenden Tsunami zu zwei Dritteln zerstört. Nach heutigen Schätzungen hatte es die Stärke 8,7 bis 9,0 auf der Richterskala. Zeitgenössische Quellen geben allein für Lissabon bis zu 60.000 Todesopfer an; die Zahl dürfte übertrieben sein, doch gehen auch moderne Schätzungen von bis zu 100.000 Opfern in ganz Portugal aus. Die Erschütterungen waren in ganz Europa und Nordafrika zu spüren. Planmäßig wiederaufgebaut wurde die Stadt auf Geheiß von Sebastião José de Carvalho e Melo, der ab 1769 unter seinem Adelstitel „Marquês de Pombal“ bekannt wurde. Besonders typisch für diesen Wiederaufbau ist die Baixa, die Unterstadt, mit ihren rechtwinklig angelegten Straßen im Bereich um die Rua Augusta. Neben den physischen Schäden, die das Erdbeben anrichtete, erschütterte es auch die aufklärerischen und theistischen Denkweisen vieler Philosophen, welche die Ursache dieser Naturkatastrophe nicht erkennen konnten, die Theodizee-Frage stellten und ihren Optimismus aufgaben. Voltaire schrieb als Reaktion auf das Beben sein Poème sur le désastre de Lisbonne (1756).

### Zeit nach dem Beben bis zur Ersten Portugiesischen Republik

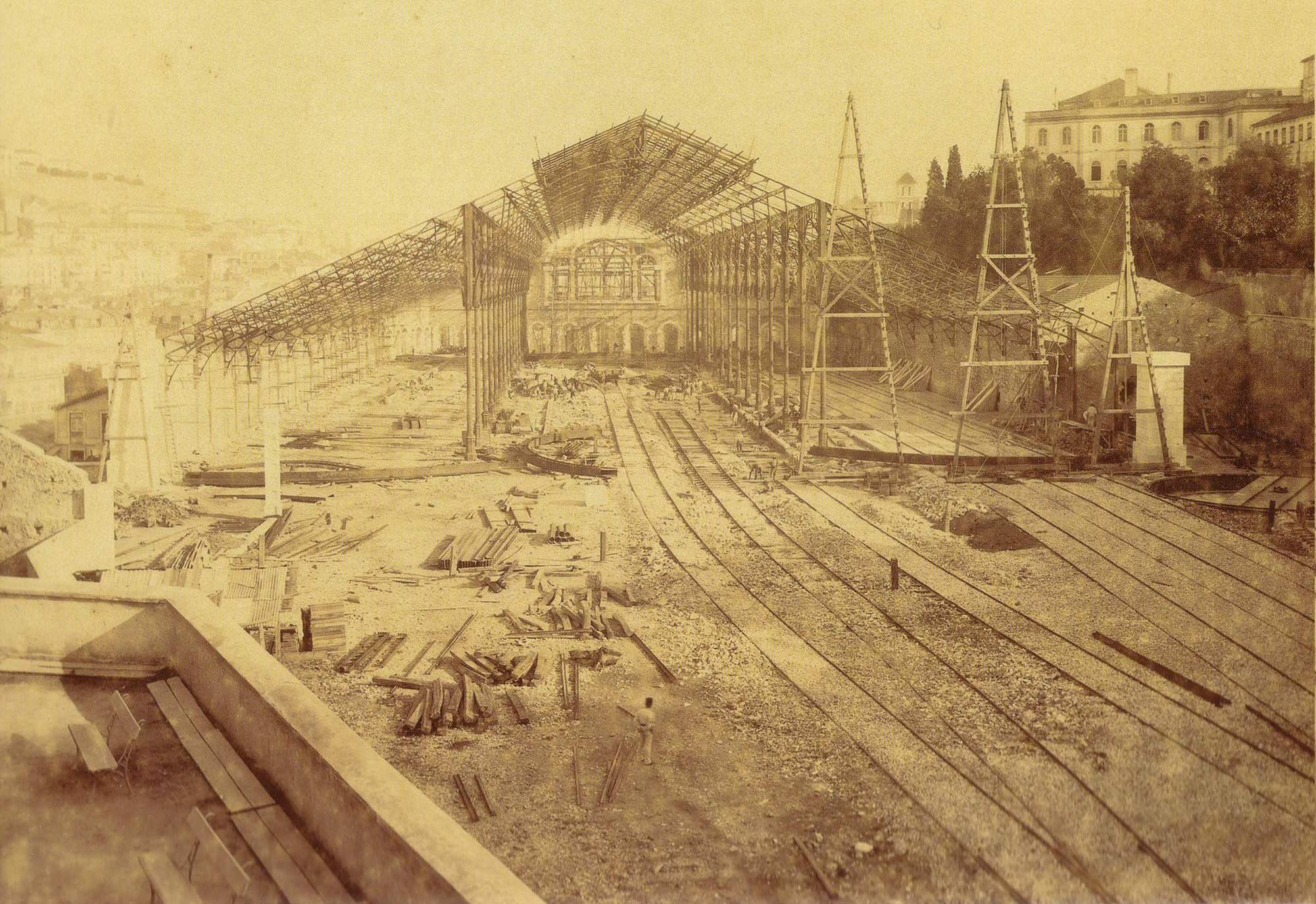
Bau des Rossio-Bahnhofs, 1886

Lissabon erholte sich in den Folgejahren und erhielt im Jahr 1780 seine erste Straßenbeleuchtung mit Öllaternen. Das erste Postamt der Stadt eröffnete 1800. Im Jahr 1807 kam es zur Besetzung Portugals durch französische Truppen. Die Königsfamilie mitsamt dem Hofstaat floh deshalb nach Brasilien. Ende November 1807 verließen 36 Schiffe mit rund 15.000 Personen und der Aristokratie des Landes den Lissabonner Hafen. Prinzregent Johann VI. erreichte im März 1808 Brasilien. Rio de Janeiro wurde danach neuer Regierungssitz.
In der Stadt brach 1811 Typhus aus. 1833 folgte dann Cholera. Daran starben innerhalb von 9 Monaten 13.522 Menschen. Im Miguelistenkrieg wurde das von König Michael besetzte Lissabon am 24. Juli 1833 von Truppen Peters I. eingenommen. Während der Septemberrevolution trafen am 9. September 1836 setembristische Abgeordnete aus Porto, an ihrer Spitze Manuel da Silva Passos, in der portugiesischen Hauptstadt ein. Sie wurden von der Bevölkerung Lissabons triumphal empfangen.
Im Jahre 1849 wurden die ersten Straßenlaternen mit Gas beleuchtet. Zwei Jahre später eröffnete die Eisenbahnlinie Lissabon–Carregado. Der Vertrag von Lissabon beschloss am 20. April 1859 die Aufteilung und den Austausch portugiesischer und niederländischer Besitzungen auf dem Solor- und Timorarchipel zwischen Portugal und den Niederlanden. 1873 erfolgte die Inbetriebnahme der Pferdebahn, genannt „O Americano“. Die ersten elektrischen Straßenlaternen wurden 1878 angeschlossen. Der Rossio-Bahnhof eröffnete offiziell am 11. Juni 1890. Der Elevador do Município bestand von 1897 bis 1920.

### Von der Ersten Portugiesischen Republik bis zur Gegenwart

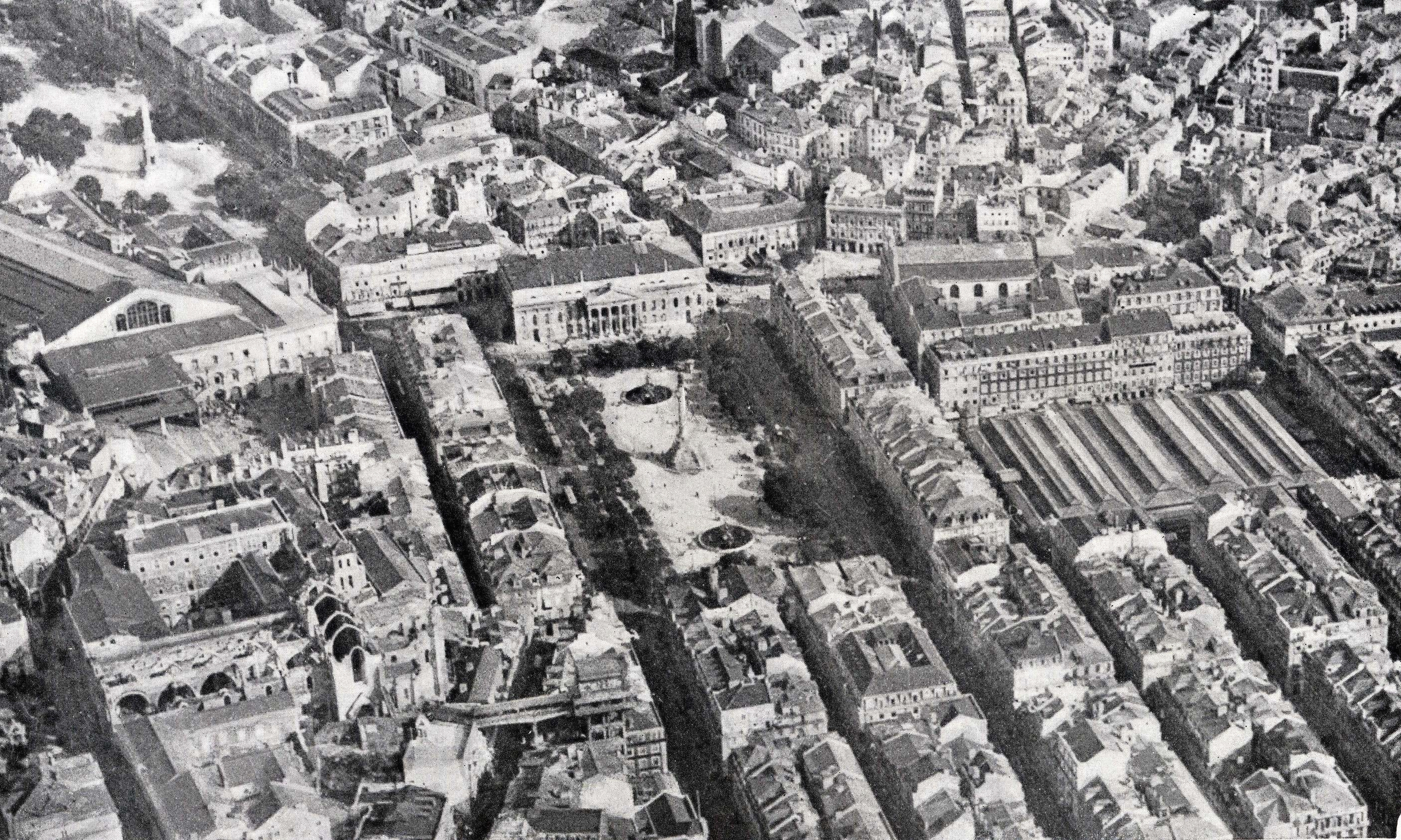
Lissabon, 1919

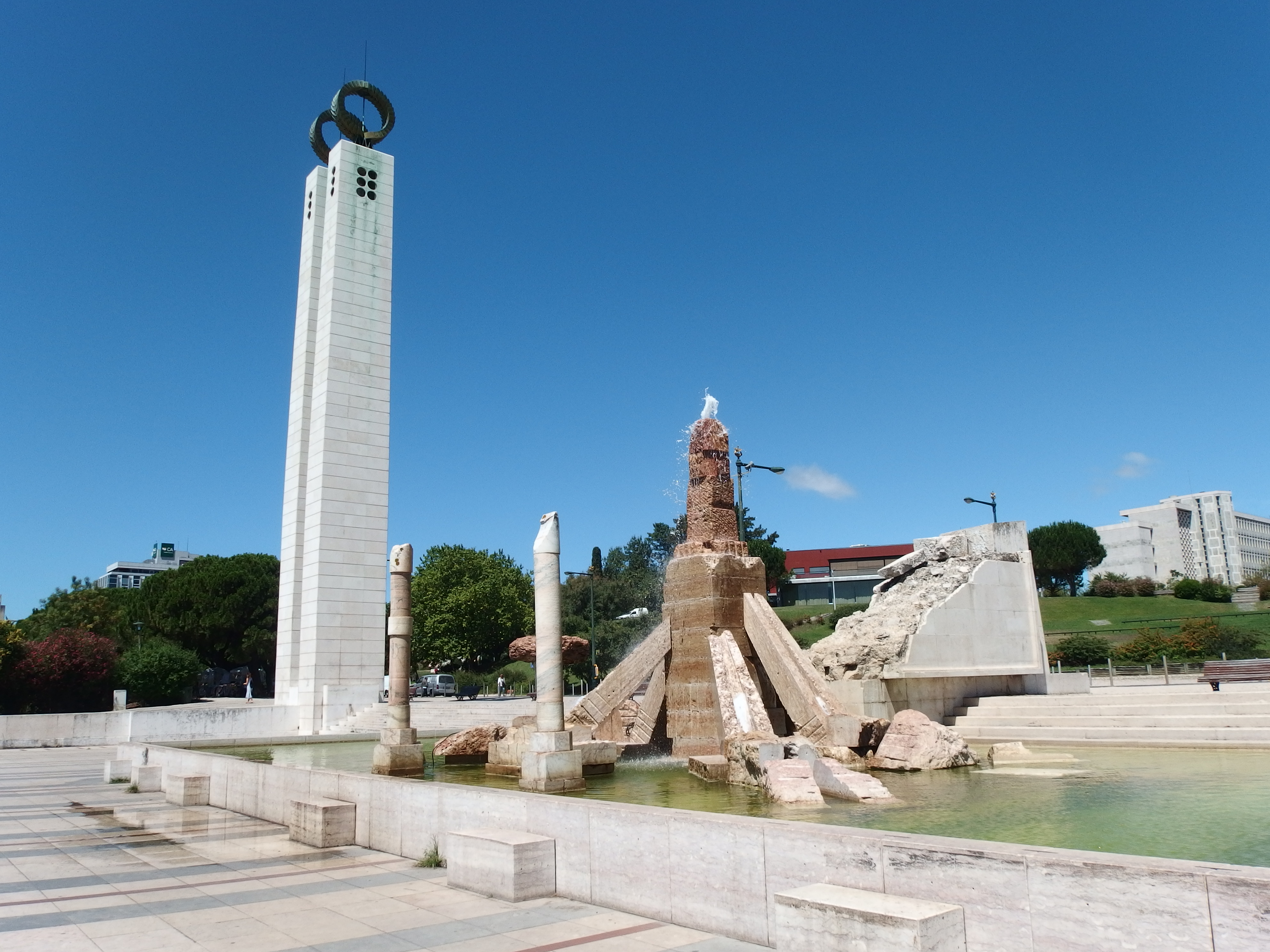
Denkmal am Parque Eduardo VII. für den 25 de Abril, die Nelkenrevolution

Am 5. Oktober 1910 wurde auf dem Balkon des Rathauses die Erste Portugiesische Republik ausgerufen. König Emanuel II. floh daraufhin ins Exil nach England. Damit endete die 771-jährige Geschichte der portugiesischen Monarchie. Am 19. Oktober 1921 wurden in der Lissabonner Blutnacht bei einem Aufstand der Republikanischen Garden der Regierungschef António Joaquim Granjo und eine Reihe anderer Politiker getötet. Ein Militärputsch beendete im Jahr 1926 die Erste Portugiesische Republik. Acht Jahre später kam der Ministerpräsident und Diktator von Portugal António de Oliveira Salazar an die Macht. Er verkündete den Estado Novo, den „Neuen Staat“, eine konservativ-autoritäre Diktatur. In der Zeit des Estado Novo, von 1926 bis 1974, wuchs die Stadt weiter. Sie wurde zu Lasten des restlichen Landes ausgebaut.
Während des Zweiten Weltkrieges blieb Portugal neutral; Geheimdienste beider Seiten wurden hier tätig; Männer wie Ian Fleming und Johnny Jebsen arbeiteten hier, und Gefangene wie George F. Kennan wurden in Lissabon ausgetauscht.
Die Statue des Cristo Rei in Almada, die sich mit ausgebreiteten Armen der Stadt Lissabon zuwendet, wurde nach rund zehnjähriger Bautätigkeit am 17. Mai 1959 eingeweiht. Im Dezember 1959 eröffnet die erste Metro-Linie in Lissabon. 1966 wurde eine Hängebrücke über den Tejo nach Almada fertiggestellt, die der Golden-Gate-Brücke in San Francisco ähnelt. Vor der Nelkenrevolution noch nach António de Oliveira Salazar benannt, heißt sie nun Ponte 25 de Abril (deutsch „Brücke des 25. April“).
Ende April 1974 war Lissabon das Zentrum der Nelkenrevolution. Mit der Beendigung des Kolonialkriegs in Afrika 1975 kam es zu einer Fluchtwelle aus Angola und Mosambik insbesondere in den Großraum von Lissabon. Ein Großbrand im Altstadtviertel Chiado zerstörte 1988 diverse Gebäude. Im Jahr 1994 wurde Lissabon Kulturhauptstadt Europas. Zwei Jahre später verabschiedeten der Europarat und die UNESCO in Lissabon eine neue gemeinsame allgemeine Hochschulkonvention, die sogenannte „Lissabon-Konvention“. 1998 wurde die insgesamt über 17 Kilometer lange Autobahn-Brücke Ponte Vasco da Gama über den Tejo anlässlich der Weltausstellung Expo 98 fertiggestellt.
Im März 2000 verabschiedeten die europäischen Staats- und Regierungschefs auf einem Sondergipfel die Lissabon-Strategie. Die Strategie hat das Ziel, die EU bis 2010 zum wettbewerbsfähigsten und dynamischsten wissensgestützten Wirtschaftsraum der Welt zu machen. Am 13. Dezember 2007 wurde unter portugiesischer Ratspräsidentschaft der Vertrag von Lissabon (auch EU-Grundlagenvertrag genannt) zwischen den 27 Mitgliedstaaten der Europäischen Union unterzeichnet. Beim NATO-Gipfeltreffen in der Zeit vom 19.–20. November 2010 hat die NATO in Lissabon ein neues strategisches Konzept beschlossen. Zu dem Konzept gehört der Aufbau eines Raketenabwehrschirms zum Schutz ihres gesamten Territoriums.
Lissabon war vom 8. bis zum 12. Mai 2018 Austragungsort des 63. Eurovision Song Contest, nachdem Salvador Sobral mit Amar Pelos Dois den ESC 2017 in Kiew gewonnen hatte.

## Bevölkerung

### Einwohnerentwicklung
Die Bevölkerung der eigentlichen Stadt beträgt 545.796 (Stand: 19. April 2021); die Einwohnerzahl für die Metropolregion Lissabons beträgt gemäß dem Instituto Nacional de Estatística („Nationales Institut für Statistiken“) etwa 2.800.000. Die Bevölkerungsdichte der Stadt selbst beträgt 6.658 Einwohner pro km². Im Jahr 2007 waren 13 % der Bevölkerung unter 15 Jahre alt und 24 % über 65 Jahre. Der nationale Durchschnitt Portugals lag bei den Personen über 65 Jahren dagegen nur bei 17 %. Frauen stellen mit 54 % mehr als die Hälfte der Einwohner Lissabons.

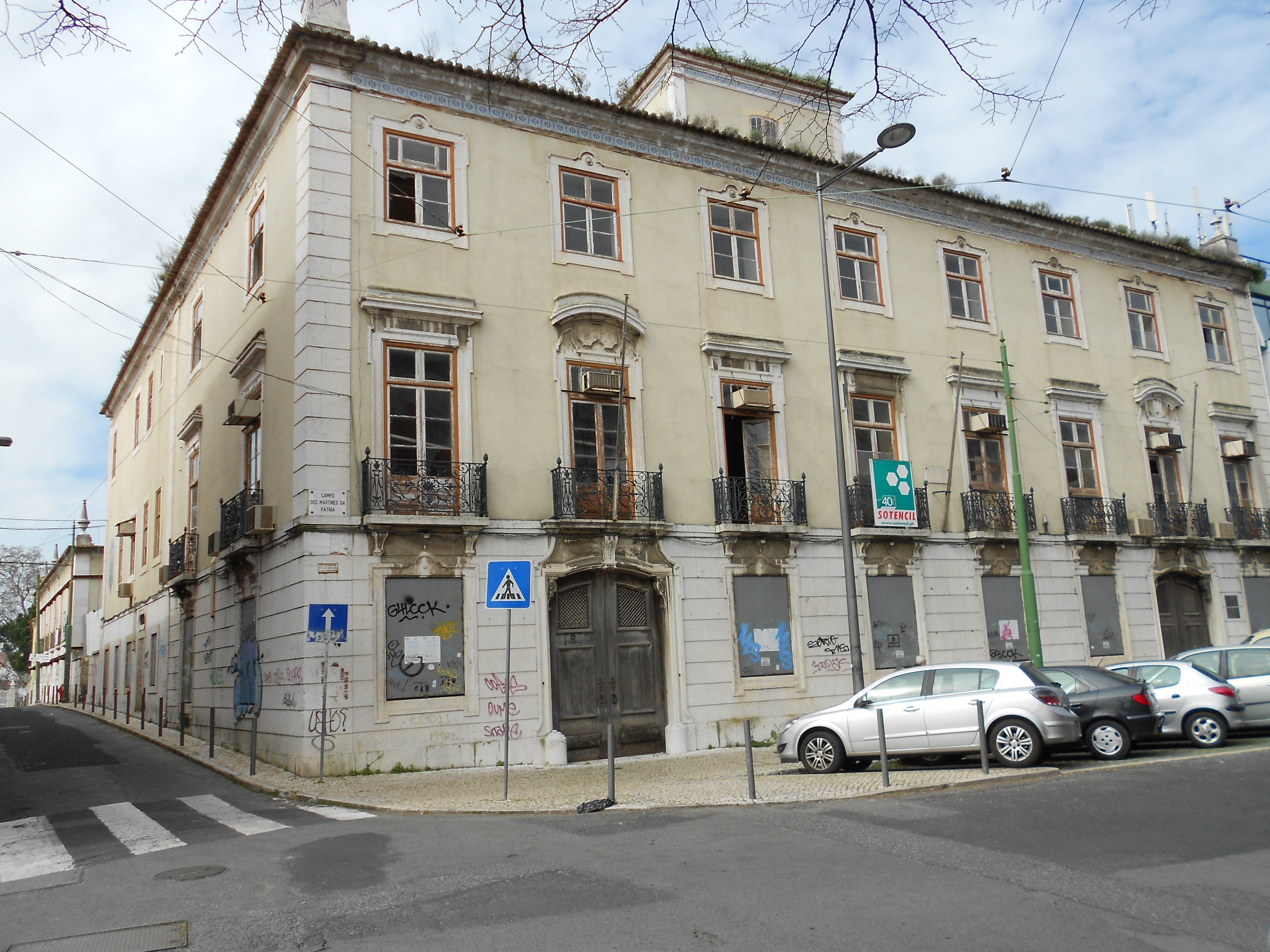
Leerstehendes Gebäude in der Innenstadt

In den 1980er und 1990er Jahren hat Lissabon einen dramatischen Bevölkerungsrückgang erlebt. Trotz des Zuzugs von 53.000 Menschen zwischen 1996 und 2001 verließen im Jahr 2001 für jeden neu nach Lissabon gezogenen Bewohner zwei weitere die Stadt. Die Zuzügler sind vorrangig Familien, die dank ihrer finanziellen Mittel für die hohen Wohnraumkosten aufkommen können; vor allem jüngere Leute und Vertreter des Mittelstandes sind hingegen weggezogen. Der Tendenz zur Suburbanisierung, die in der Stadt zu beobachten ist, wird durch die sukzessive Verlagerung von Wohnraum in das Großstadtgebiet von Lissabon entgegengewirkt: Dies erhöht die Zahl der Berufspendler massiv, so dass Mobilitäts- und Transportprobleme inzwischen ein kritischer Faktor im Alltag der Stadt und in Hinblick auf die Lebensqualität ihrer Bürger geworden sind.
Einwohnerentwicklung von Lissabon (1801–2021)

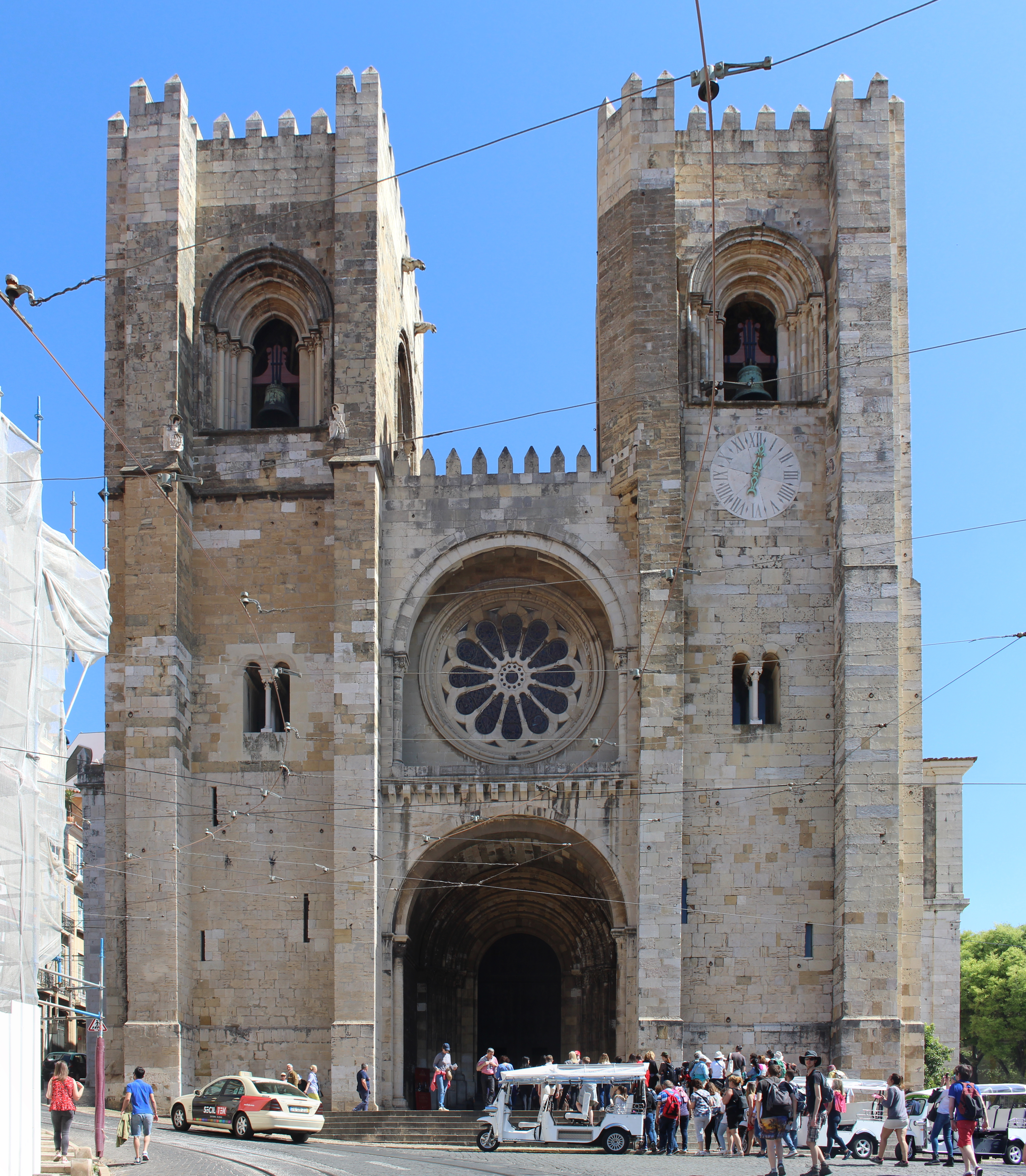
Kathedrale von Lissabon

| Jahr | Einwohner |
| ---- | --------- |
| 1801 | 203.999   |
| 1849 | 174.668   |
| 1900 | 350.919   |

| Jahr | Einwohner |
| ---- | --------- |
| 1930 | 591.939   |
| 1960 | 801.155   |
| 1981 | 807.937   |

| Jahr | Einwohner |
| ---- | --------- |
| 1991 | 663.394   |
| 2001 | 564.657   |
| 2004 | 529.485   |

| Jahr | Einwohner |
| ---- | --------- |
| 2005 | 519.795   |
| 2006 | 509.751   |
| 2007 | 499.700   |

| Jahr | Einwohner |
| ---- | --------- |
| 2011 | 552.700   |
| 2021 | 545.796   |

### Religion
Die Mehrheit der Lissabonner bekennt sich zum römisch-katholischen Glauben. Laut einer Umfrage aus dem Jahr 2018 gab etwas mehr als die Hälfte der Bevölkerung Lissabons an, katholisch zu sein (54,9 %) und 35 % gaben an, keine Religion zu haben (davon 13,1 % Gläubige ohne Zugehörigkeit zu einer Religionsgemeinschaft, 10 % Atheisten, 4,9 % Indifferente und 6,9 % Agnostiker). 10 % der Bevölkerung gaben an, kleineren Religionsgemeinschaften anzugehören, wobei die Hälfte (5 %) protestantischen Kirche angab und sich die weiteren 5 % auf die Zeugen Jehovas, Muslime, Buddhisten, Orthodoxe und andere verteilten. Nur 11,4 % der Bevölkerung von Lissabon gaben an, wöchentlich eine Kirche oder einen anderen Ort des Gottesdienstes zu besuchen.
Neben ihrer demographischen Präsenz ist die römisch-katholische Kirche auch historisch in der Stadt präsent: Das erste Bistum Lissabon wurde bereits im 4. Jahrhundert gegründet. Als die Stadt von den Mauren erobert wurde, existierte es als zum Teil vakantes Titularbistum der römisch-katholischen Kirche weiter. Daneben gibt es Hinweise auf namentlich nicht bekannte mozarabische Bischöfe von Lissabon. Nach der Zurückeroberung durch Alfons I. lebte es als römisch-katholisches Bistum unter seinem Bischof, dem Normannen Gilbert von Hastings (Bischof von 1147 bis 1166), wieder auf. In diesem Zeitraum begann auch die Errichtung der Kathedralkirche Igreja de Santa Maria Maior, am ehemaligen Standort einer Moschee, die heute als älteste Kirche der Stadt gilt. 1394 wurde das Bistum Lissabon zum Erzbistum erhoben, 1716 wurde schließlich das Patriarchat von Lissabon errichtet. Nach dem Europäischen Jugendtreffen 2004/2005 richtete Lissabon 2023 mit dem 37. Weltjugendtag eine weitere kirchliche Großveranstaltung aus, an deren Abschlussgottesdienst mit Papst Franziskus im Tejo-Park etwa 1,5 Millionen Menschen teilnahmen.
Der Friedhof Cemitério Alemão der deutschen Gemeinde liegt in der Stadtgemeinde Santo Condestável.

## Kommunalpolitik

### Stadtrat und Gemeinderat
Die Gemeinde- und Kommunalversammlung werden von den Einwohnern nach dem Verhältniswahlprinzip gewählt. Der direkt gewählte Stadtrat und der Gemeinderat stellen die lokale staatliche Gewalt. Sie sind der jeweiligen Versammlung gegenüber verantwortlich. Die lokale Selbstverwaltung finanziert sich aus örtlichen Einnahmen und Eigenvermögen sowie aus dem staatlichen Finanzausgleich. Der Haushaltsplan wird vom Gemeinde- bzw. Stadtrat ausgearbeitet und der jeweiligen Versammlung zur Entscheidung vorgelegt. Im Großraum Lissabon trugen in den letzten Jahren Einnahmen von 40 bis 50 Prozent, aus der Immobiliensteuer sowie Kfz- und Gewerbesteuer, zum örtlichen Haushalt bei.
Die Cámara Municipal (dt. Stadtrat) besteht aus 17 und die Assembleia Municipal (dt. Gemeinderat) aus 107 Mitgliedern. Die Mitglieder des Gemeinderates werden von der Gemeindeversammlung gewählt. Den Gemeinderatsvorsitz übernimmt der Kandidat auf dem ersten Listenplatz der stärksten Partei vor Ort. Den Bürgermeister stellt die Partei mit dem höchsten Anteil der Sitze im Stadtrat.
Die Kommunalwahlen vom 9. Oktober 2005 brachten folgende Ergebnisse:
| Stadt-/Gemeinderat   | PSD | PS | PCP | BE | PP | PEV |
| -------------------- | --- | -- | --- | -- | -- | --- |
| Cámara Municipal     | 8   | 5  | 2   | 1  | 1  | 0   |
| Assembleia Municipal | 56  | 28 | 13  | 5  | 3  | 2   |

Die Kommunalwahlen in der Zeit von 2007 bis 2017 brachten folgende Ergebnisse:
| Jahr                                  | PCP | PS   | PSD  | CDS  | PPM  | UDP | APU | AD | CDU | BE  | CR   | HR   | PAN |
| ------------------------------------- | --- | ---- | ---- | ---- | ---- | --- | --- | -- | --- | --- | ---- | ---- | --- |
| 2007                                  | 9.5 | 29.5 | 15.7 | 3.7  | 0.4  | -   | -   | -  | 9.5 | 6.8 | 16.7 | 10.2 | -   |
| 2009                                  | -   | 44.0 | 38.7 | 38.7 | 38.7 | -   | -   | -  | 8.1 | 4.6 | -    | -    | -   |
| 2013                                  | -   | 50.9 | 22.4 | 22.4 | 1.2  | -   | -   | -  | 9.9 | 4.6 | -    | -    | 2.3 |
| 2017                                  | -   | 42.0 | 11.2 | 20.6 | 20.6 | -   | -   | -  | 9.6 | 7.1 | -    | -    | 3.0 |
| Quelle: Comissão Nacional de Eleições |     |      |      |      |      |     |     |    |     |     |      |      |     |

### Bürgermeister
Im Mai 2007 waren vorgezogene Kommunalwahlen nötig, weil der damalige Lissabonner Bürgermeister Carmona Rodrigues aufgrund einer Korruptionsaffäre zurücktreten musste. In der Wahl am 15. Juli 2007 wählten die Lissabonner António Luís Santos da Costa mit einer einfachen Mehrheit von 29,54 Prozent zum Bürgermeister der portugiesischen Hauptstadt. Die Wahlbeteiligung lag bei 37,39 Prozent. Am 6. April 2015 wählten die Lissabonner Fernando Medina zum neuen Bürgermeister von Lissabon.

### Wappen
| Wappen von Lissabon | Blasonierung: „Im Wellenschnitt von Gold und Grün geteilt, unten drei silberne Wellenbalken nach der Teilung, daraus wachsend ein schwarzes einmastiges Segelschiff mit silberner, linkswehender Mastflagge mit Doppelschwenkel und eingerolltem silbernem Rahsegel, auf den Schiffsenden je ein schwarzer Vogel, einander zugewandt (Rabe und Krähe). Über dem Wappen eine schwarzgefugte goldene Mauerkrone, unten vier schwarze Rundportale, oben fünf aufgesetzte Zinnentürme, darin je ein schwarzes Portal, überhöht von zwei schwarzen Fenstern, unter dem Schild ein weißes Band mit der dreiteiligen Devise in schwarzen Majuskeln: „MUI NOBRE E – SEMPRE LEAL – CIDADE DE LISBOA“ (dt. Sehr edle und stets treuergebene Stadt Lissabon). Der untere Schild wird von der Kette zum anhängenden Turm- und Schwertorden umgeben.“ |
| Wappen von Lissabon | Wappenbegründung: Den Wappenschild von Lissabon ziert ein Segelschiff mit zwei Raben. Die Abbildung bezieht sich auf eine Legende. Angeblich wurde der Leichnam des Stadtheiligen Vicente de Saragoça in einem führerlosen Boot begleitet von einem Raben und einer Krähe an der Algarveküste, am Cabo de São Vicente, angetrieben. Von diesem Ort wurde der Leichnam nach Lissabon gebracht und dort beigesetzt. Die Stadt wurde mit dem Turm- und Schwertorden ausgezeichnet. |

### Partnerstädte
Lissabon unterhält Städtepartnerschaften mit folgenden Städten:
| - Bissau, Guinea-Bissau - Panaji, Indien - Brasília, Brasilien - Budapest, Ungarn - Cacheu, Guinea-Bissau - Dili, Osttimor - Guimarães, Portugal | - Luanda, Angola - Macau, Volksrepublik China - Madrid, Spanien - Maputo, Mosambik - Malakka, Malaysia - Montreal, Kanada | - Paris, Frankreich - Praia, Kap Verde - Rabat, Marokko - Rio de Janeiro, Brasilien - Salvador da Bahia, Brasilien - São Paulo, Brasilien | - São Tomé, São Tomé und Príncipe - Zagreb, Kroatien - Tunis, Tunesien |

## Kultur und Sehenswürdigkeiten

### Stadtbild

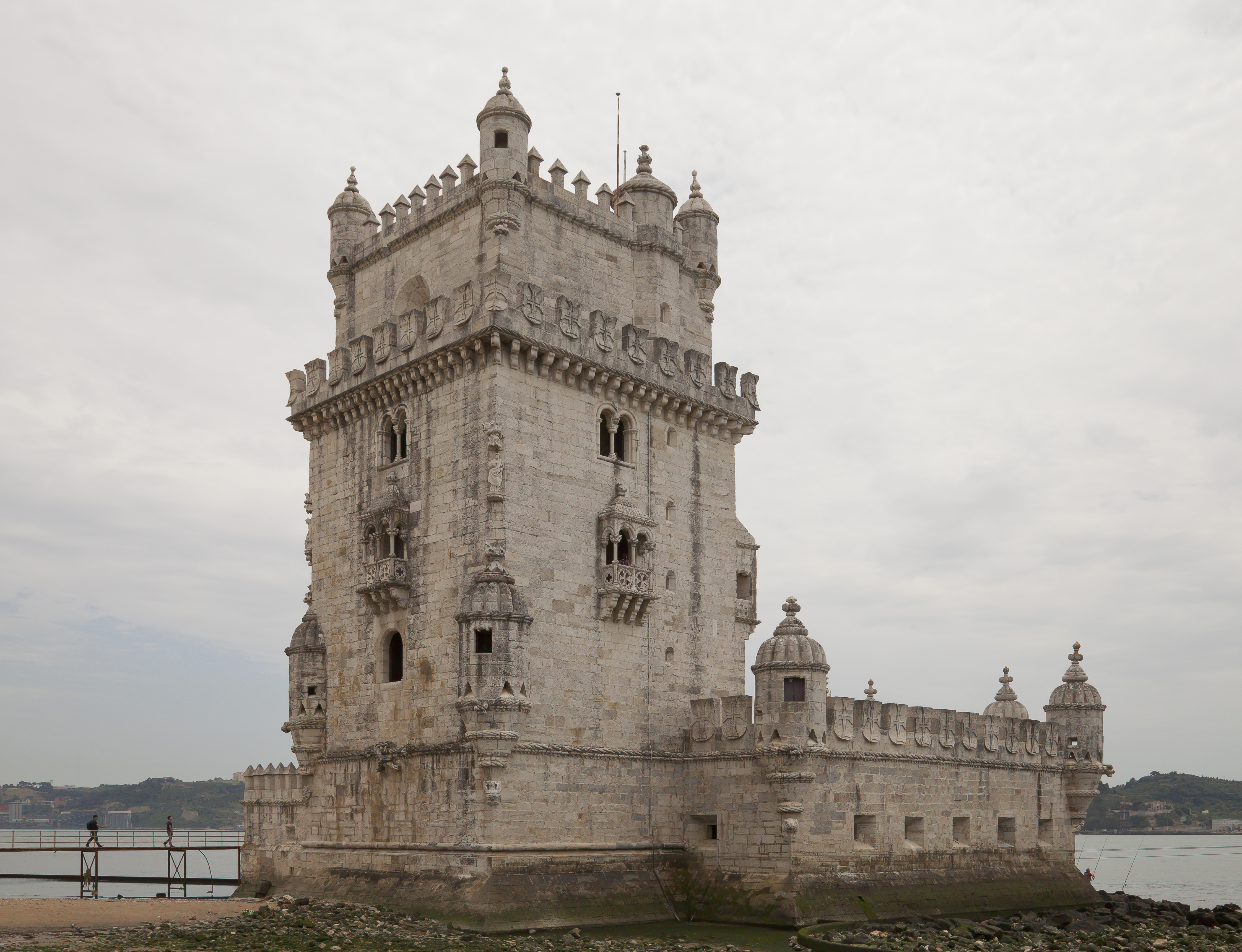
Torre de Belém (Bauzeit 1515–1521)

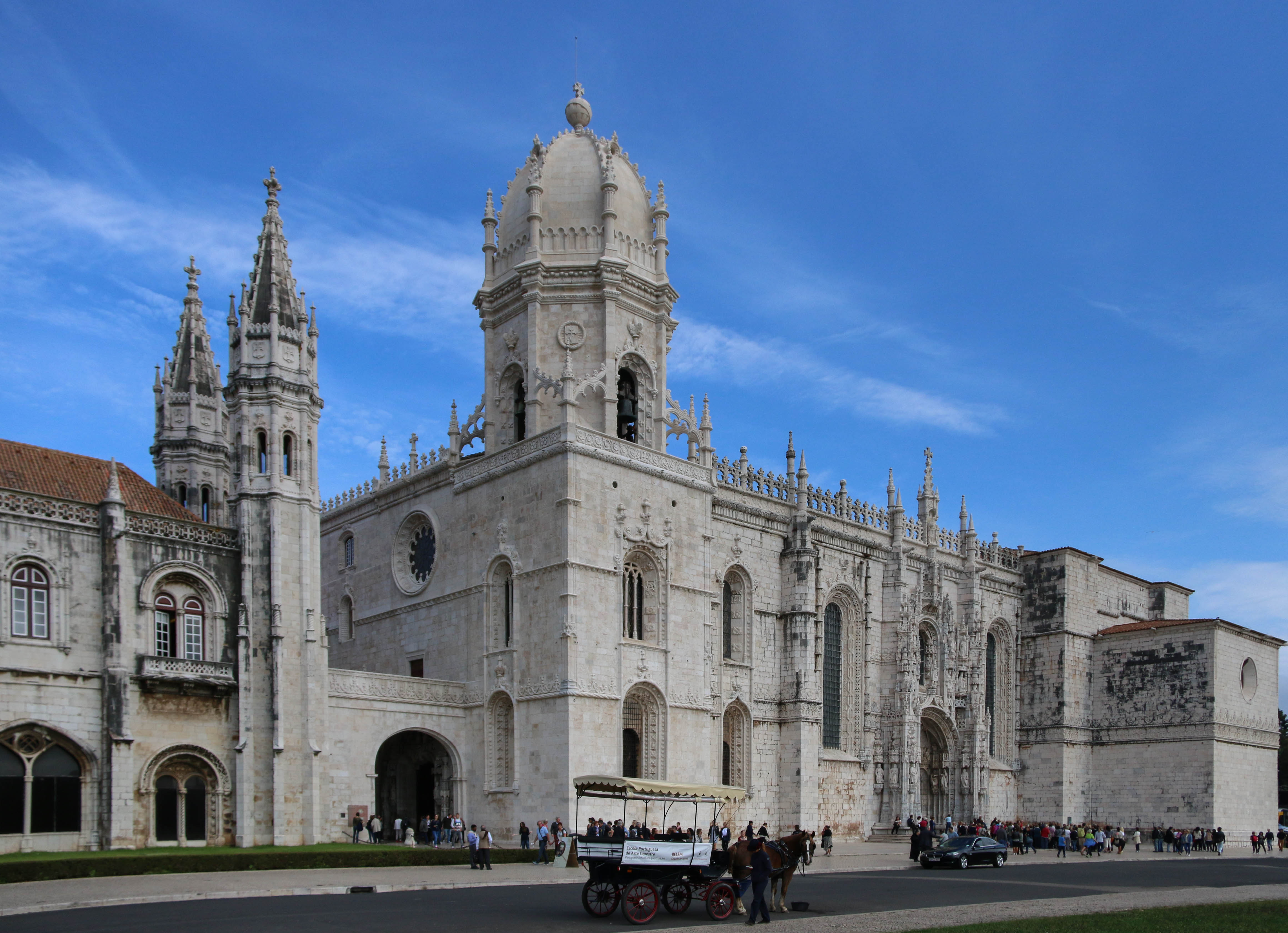
Mosteiro dos Jerónimos

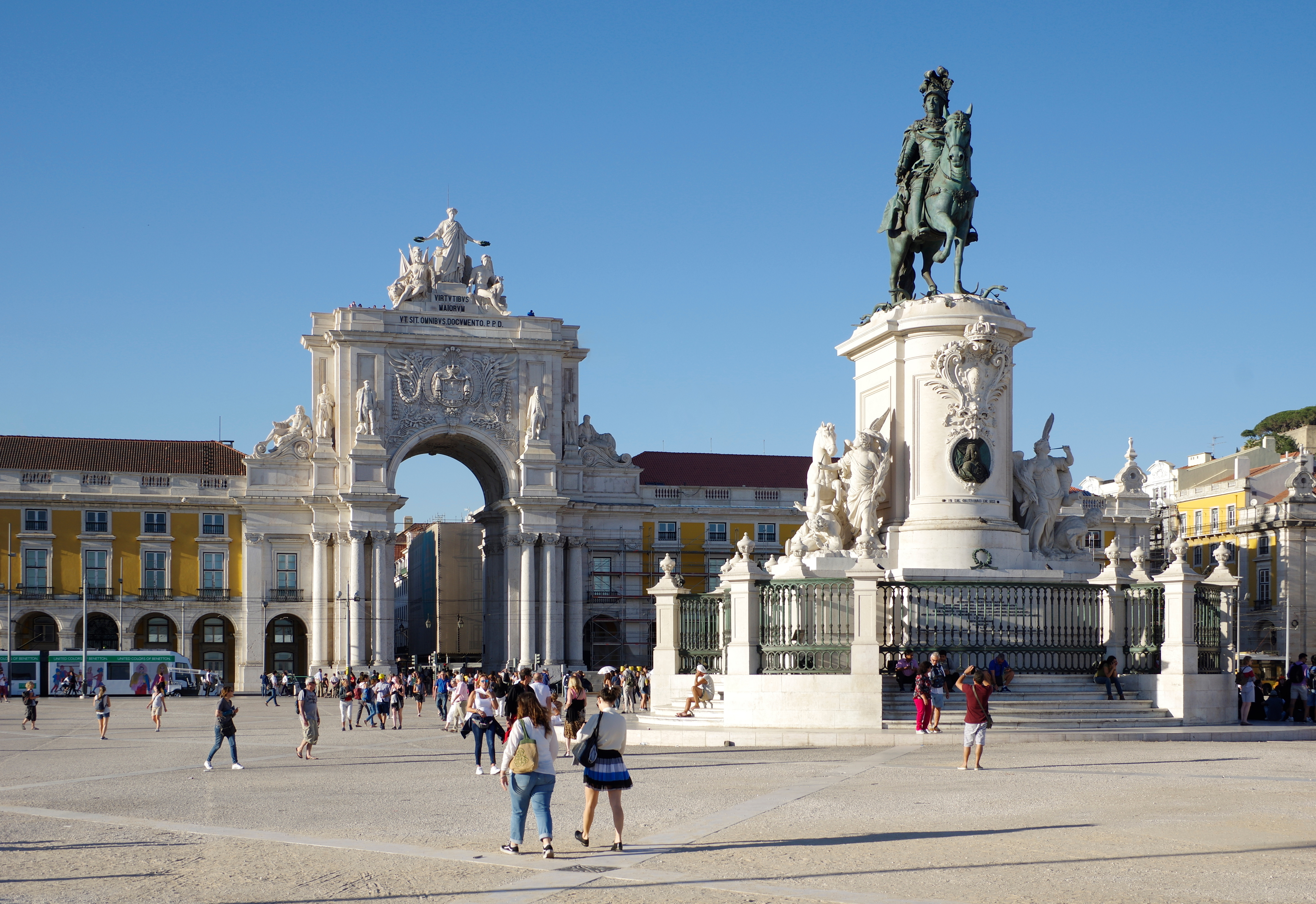
Praça do Comércio in Lissabon

Das heutige Stadtbild von Lissabon geht vornehmlich auf Baumaßnahmen nach dem großen Erdbeben im Jahr 1755 zurück. Das Zentrum von Lissabon ist die Baixa. Die Altstadt besticht durch ihre Fliesenfassaden und mittelalterlichen, engen Gassen. Nach dem Erdbeben waren Ziegel knapp und teuer. Fassaden konnten mit Azulejos schneller und kostengünstiger verkleidet werden. In den Innenstadtvierteln prägen auch Bausubstanzprobleme das Stadtbild. 1994 wurde die Gesamtzahl der Gebäude in Lissabon mit 62.041 angegeben. Davon stammten 30,73 % der Gebäude aus der Zeit vor 1919 und 21,37 % aus der Zeit zwischen 1919 und 1945. Nach Erhebungen des Zentrums für territoriale Studien der Stadt Lissabon aus dem Jahr 1992 fielen die veranschlagten Renovierungskosten des bestehenden Wohnraums mit einem Drittel auf die Gebäude zwischen 1850 und 1930.
Aufgrund eines Verbots, die Mieten zu erhöhen, haben seit Ende der 1960er Jahre zahlreiche Immobilienbesitzer aufgehört, in ihr Eigentum zu investieren, da aufgrund der Inflation die Mieteinnahmen nicht mehr die Unterhaltungskosten deckten. In der Folge verfielen Tausende von Häusern in Lissabon. Erst im Zuge des Reformprogramms zur Überwindung der Wirtschaftskrise Portugals wurde 2012 dieses Gesetz aufgehoben. In der Folge wurden Zehntausende Wohnungen renoviert; die Aufhebung der Mietpreisbindung hatte eine Gentrifizierung ganzer Stadtteile zur Folge.

### UNESCO-Welterbe
Im Jahr 1983 wurden der Torre de Belém und das Mosteiro dos Jerónimos (Hieronymus-Kloster) von der UNESCO zum Weltkulturerbe erklärt. Der Torre de Belém, der im gleichnamigen Stadtteil an der Tejomündung liegt, ist eines der bekanntesten Wahrzeichen Lissabons. Der Wachturm wurde während der napoleonischen Invasion zerstört und 1846 rekonstruiert. Neben dem nahegelegenen Mosteiro dos Jerónimos gehört er zu den wenigen herausragenden Bauwerken des „manuelinischen Stils“, die das Erdbeben von Lissabon überstanden haben. Das Mosteiro dos Jerónimos liegt im Stadtteil Belém. Neben den Königsgräbern befindet sich hier auch die Grabstätte des bekannten Seefahrers Vasco da Gama. Das Kloster gilt als bedeutendster Bau der Manuelinik, einer portugiesischen Variante der Spätgotik, die auch einige Elemente der Renaissance enthält.

### Bauwerke

#### Sakralbauten
Zu den sehenswerten Bauwerken Lissabons gehört das Kloster São Vicente de Fora. Es wurde 1147 als Augustinerkloster von Alfons I. außerhalb der Stadtmauern gegründet und dem heiligen Vinzenz von Saragossa gewidmet. Unter Philipp II. erhielten die Kirche und das Kloster das heutige Aussehen. In der Kirche wurden viele Familienmitglieder der portugiesischen Königsfamilie aus dem Haus Braganza begraben.

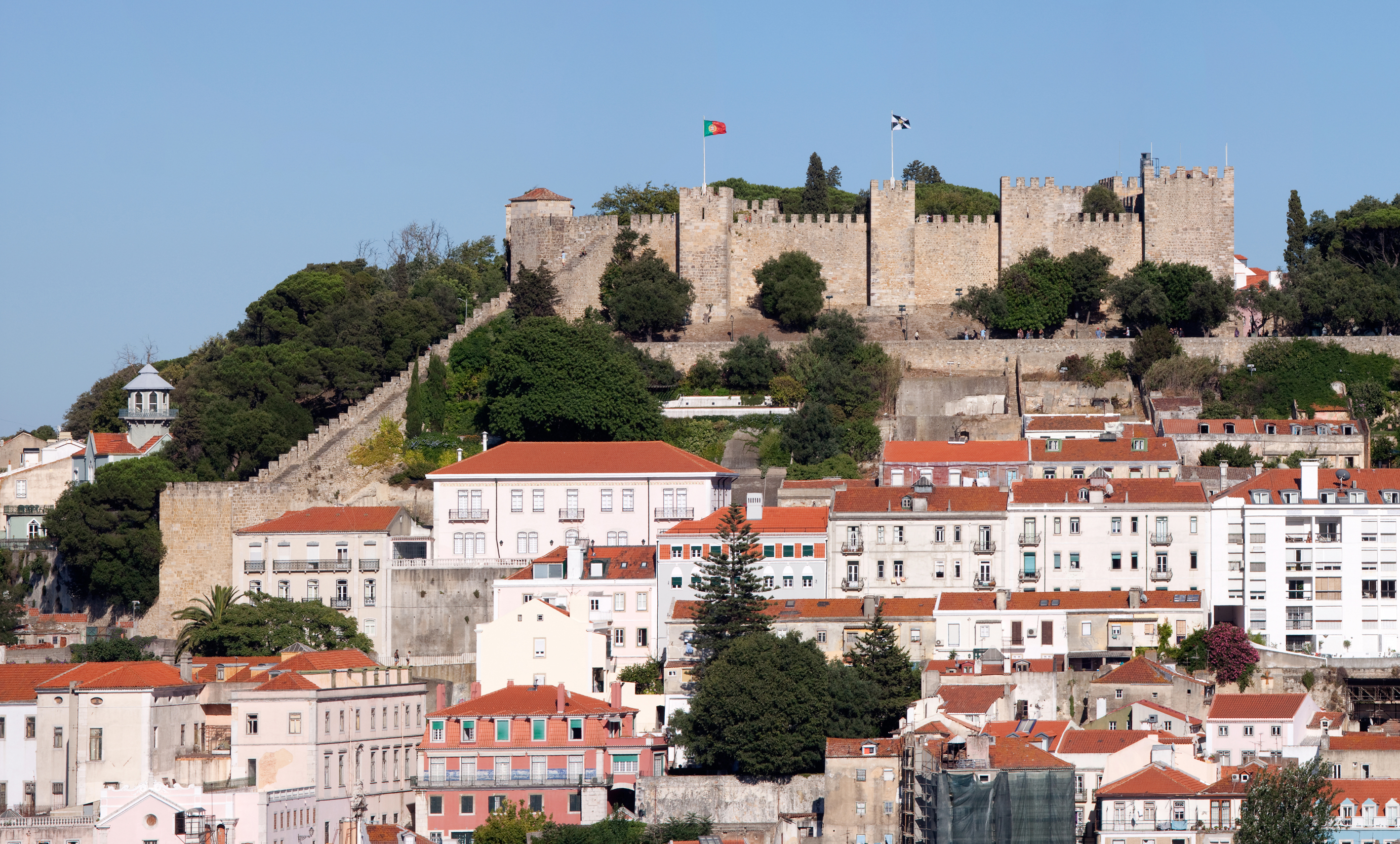
Castelo de São Jorge

Das Castelo de São Jorge, eine Festungsanlage mit integrierter Burgruine, wurde jahrhundertelang als Königsburg genutzt. In einem Turm der Burg, dem Torre do Tombo, befand sich die königliche Urkundensammlung. Die Burg wurde 1755 beim großen Erdbeben weitgehend zerstört. Nach umfangreichen Renovierungsarbeiten ist die Anlage wieder in einem guten Zustand.
Die Hauptkirche der Stadt Lissabon und die Kathedrale des Patriarchats von Lissabon ist die Catedral de Santa Maria Maior. Die Bauarbeiten an der ältesten Kirche der Stadt begannen im Jahr 1147. Ein Erdbeben beschädigte 1344 das Bauwerk. Im Jahr 1380 wurde die westliche Fassade im Stil der Romanik errichtet.
Im 17. Jahrhundert errichtete man die große Barockkirche Igreja de Santa Engrácia (dt. Kirche der heiligen Engrácia). Die Kirche konnte erst im 20. Jahrhundert vollendet werden. Sie wurde nie als Gotteshaus genutzt und dient heute als Panteão Nacional (dt. Nationales Pantheon). In dem Bauwerk wurden einige Staatspräsidenten und Schriftsteller sowie zuletzt Fußballidol Eusébio begraben. Zudem befinden sich dort noch einige Kenotaphe für „Helden der portugiesischen Geschichte“.
Das Convento do Carmo ist ein in den Jahren 1389 bis 1423 von Nuno Álvares Pereira errichtetes Kloster des Karmeliter-Ordens. Die Karmeliter-Kirche galt als ein Prachtexemplar der Lissabonner Gotik. Durch das Erdbeben von 1755 wurde das Kloster stark zerstört. Heute sind nur noch die Ruinen zu besichtigen.
Der Convento de Santos-o-Novo ist ein ehemaliges Kloster des Santiagoordens.
Das Rathaus von Lissabon wurde in seiner heutigen Form zwischen 1865 und 1880 im neoklassizistischen Stil errichtet. Die Stadtverwaltung und der Stadtrat von Lissabon hat hier ihren Sitz.
Die Synagoge im Stil des Historismus wurde 1902 bis 1904 errichtet.

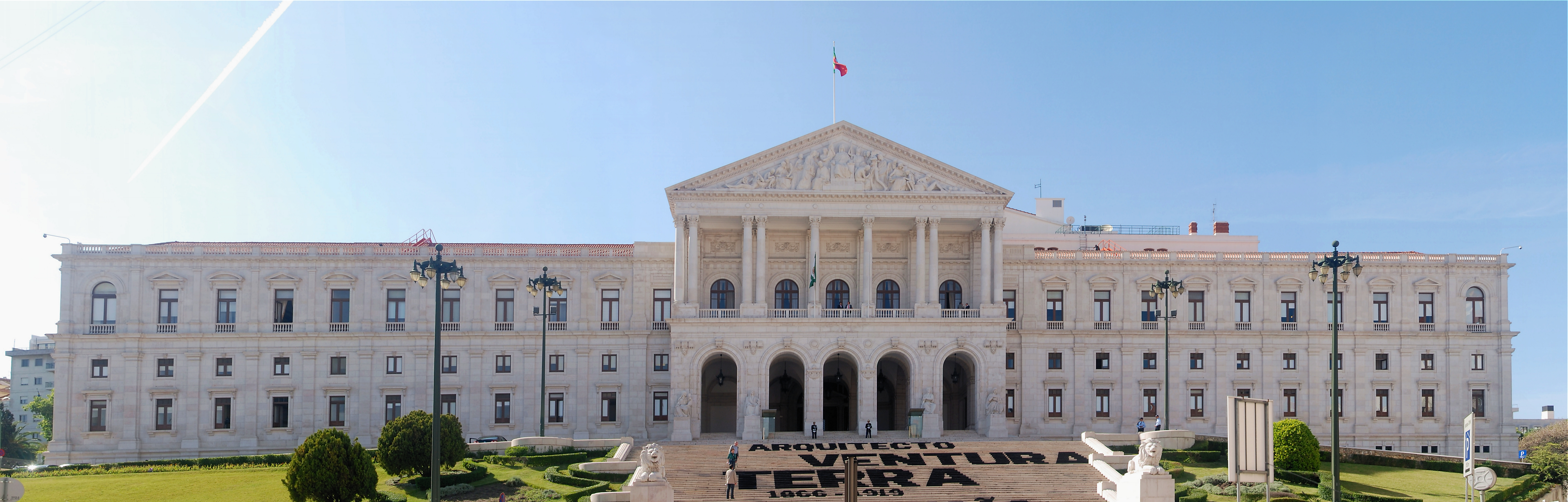
Palácio de São Bento

#### Technische Bauwerke
Das Aqueduto das Águas Livres hat eine Länge von 19 km und erstreckt sich von Queluz über Caneças bis zum Mãe d’Água das Amoreiras. Dieses Aquädukt gehört zu den weltweit größten Bauten dieser Art. Am imposantesten ist das Aquädukt im Alcântara-Tal. Die Bogenbrücke hat eine Gesamtlänge von 941 m. Gestützt wird die 66 m hohe Brücke von 109 Bögen.
Der Elevador de Santa Justa, auch Elevador do Carmo genannt, ist ein 45 Meter hoher Personenaufzug, der im Stadtzentrum von Lissabon den Stadtteil Baixa mit dem höhergelegenen Stadtteil Chiado verbindet. Im allgemeinen Sprachgebrauch werden manchmal auch die drei straßenbahnähnlichen Lissabonner Standseilbahnen Elevador genannt, was eigentlich ein senkrecht fahrender Aufzug ist.

#### Repräsentationsbauten
Der Palácio de São Bento war anfangs ein Benediktiner-Kloster. Es wurde im Jahre 1598 errichtet. Die Benediktiner-Mönche lebten bis zum Jahre 1820 in dem Kloster. 1834 zog das portugiesische Parlament in das Bauwerk ein. Im hinteren Teil des Gebäudes befindet sich der Sitz des Premierministers.

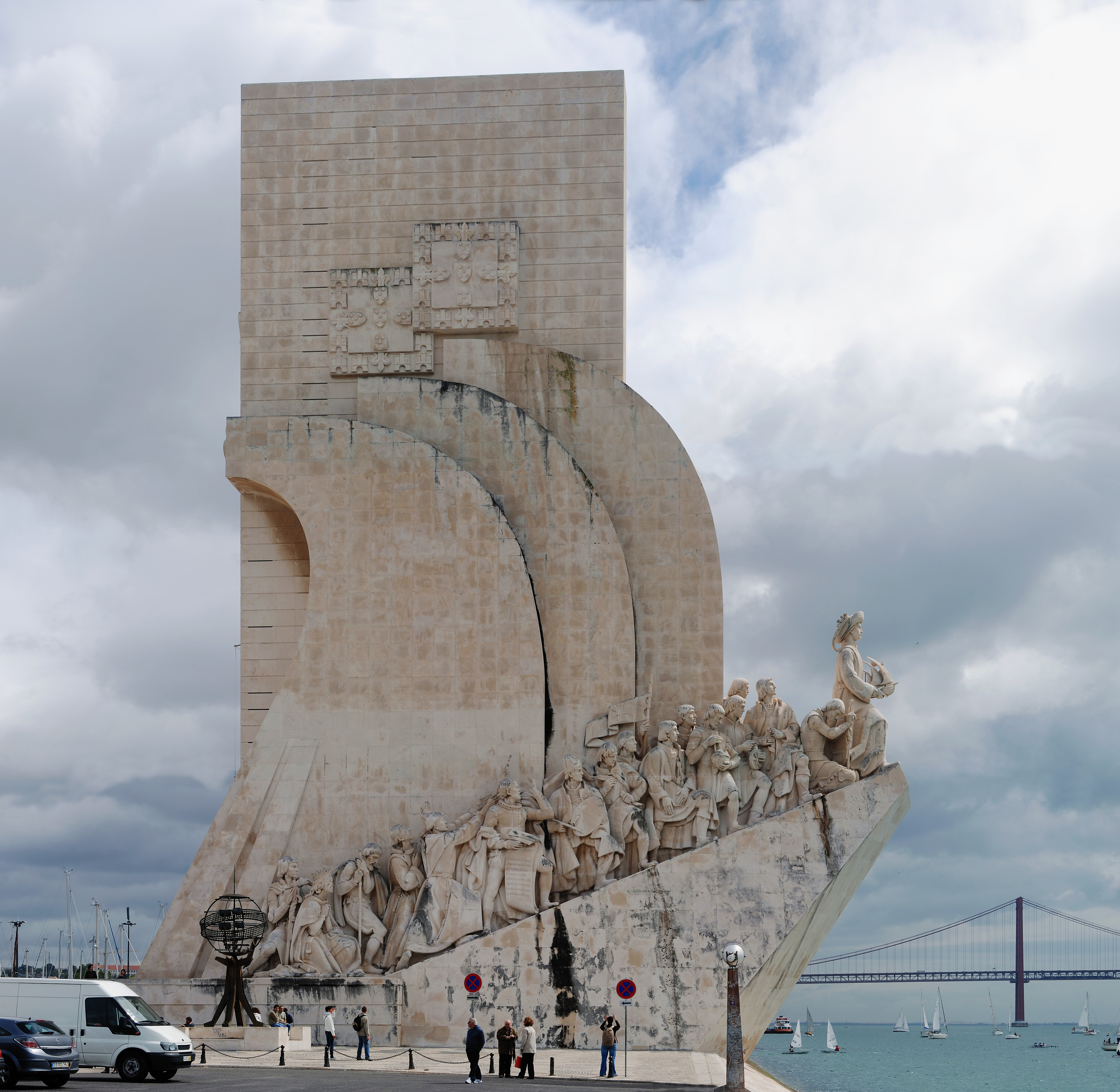
Padrão dos Descobrimentos

Der portugiesische Außenminister ist im Palácio das Necessidades, dem ehemaligen königlichen Palast aus dem 18. Jahrhundert, untergebracht. Der Palast wurde unter der Regentschaft Königin Maria II. zur offiziellen Residenz der königlichen Familie. Nach der Ausrufung der Republik am 5. Oktober 1910 wurde das Bauwerk zum Sitz des Außenministeriums bestimmt.
Die Palacete Lambertini ist eine ehemalige Stadtvilla im Stadtzentrum.
António José Dias da Silva, ein portugiesischer Architekt, entwarf die Praça de Touros do Campo Pequeno (dt. Stierkampfarena) am Campo Pequeno. Die Arena wurde zwischen 1890 und 1892 errichtet, nachdem die ehemalige Lissabonner Stierkampfarena am Campo de Santana, die zwischen 1831 und 1891 in Funktion war, abgerissen worden war.

#### Denkmäler
Das Entdeckerdenkmal Padrão dos Descobrimentos steht im Stadtteil Bélem am Ufer des Flusses Tejo. Es wurde 1960 unter dem Salazar-Regime erstellt, genau 500 Jahre nach dem Tode von Heinrich dem Seefahrer und soll die alten Zeiten der Seefahrernation Portugal glorifizieren. Dargestellt ist der Bug einer Karavelle, auf dem, angeführt von Heinrich dem Seefahrer, weitere bedeutende Personen aus dem Zeitalter der Entdeckungen dargestellt sind. Der 54 Meter hohe Turm, seitlich mit stilisierten Segeln versehen, versinnbildlicht den Mast der Karavelle. Auf der Nordseite ist ein Schwert dargestellt.

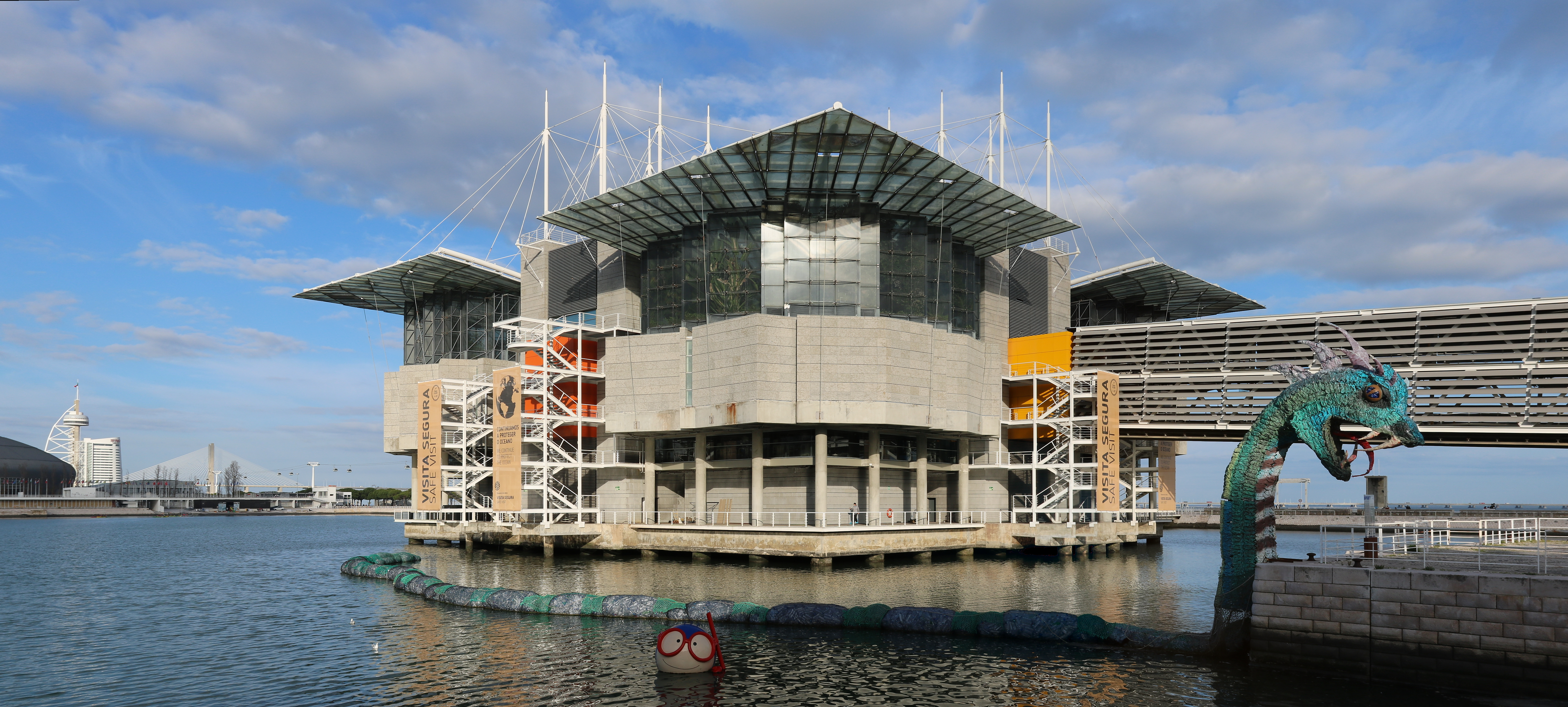
Ozeanarium im Parque das Nações

Der Torre Vasco da Gama ist ein 145 Meter hoher Aussichtsturm in Stahlfachwerkbauweise, der 1998 für die Weltausstellung erbaut wurde. Nach Plänen des portugiesischen Architekten Nuno Leónidas soll der Vasco-da-Gama-Turm in ein Luxushotel mit 178 Zimmern in 20 Stockwerken umgewandelt werden. Der Umbau war von 2007 bis 2012 und heißt jetzt MyRiad.
In dem Bereich des ehemaligen Ausstellungsgeländes der Expo 98 steht ebenfalls das Oceanário de Lisboa. Es ist das zweitgrößte Ozeanarium weltweit und befindet sich dort im Park der Nationen.
Die 1959 errichtete 113 m hohe Christusfigur Cristo Rei (Almada) liegt zwar auf der südlichen Seite des Tejo, gilt aber als Wahrzeichen Lissabons.

### Expo 98

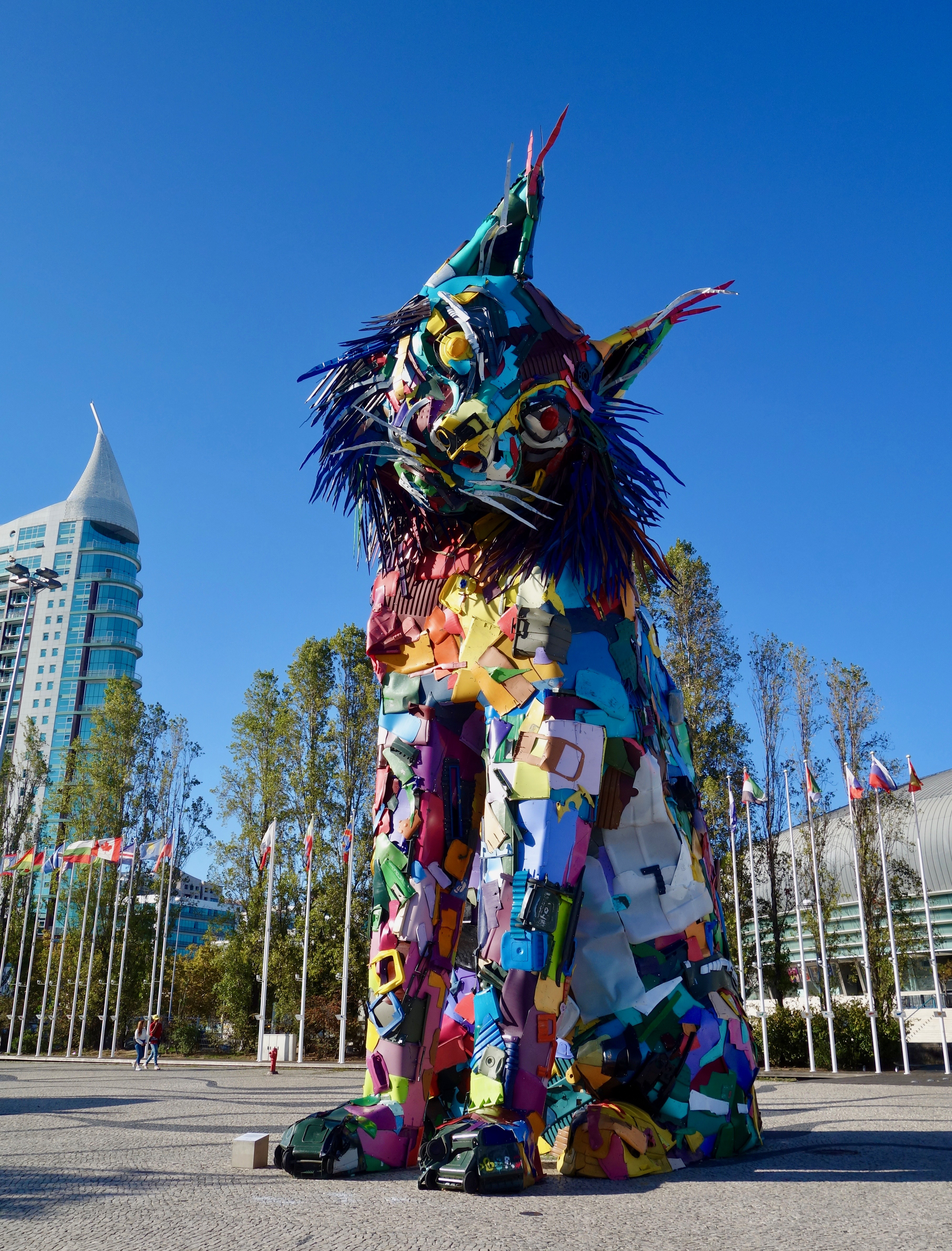
Der iberische Luchs von Artur Bordalo (Bordalo II) ist eine künstlerische Installation im Parque das Nações, die aus Müll und Plastik besteht.

Die Weltausstellung Expo 98 fand vom 22. Mai bis zum 30. September 1998 in Lissabon statt. Sie war die erste in Portugal und die vierte von bisher fünf auf der Iberischen Halbinsel (1888 Barcelona, 1929 Barcelona, 1992 Sevilla, 2008 Saragossa) und stand unter dem Motto „Os oceanos: um património para o futuro“, zu deutsch „Die Ozeane: Ein Erbe für die Zukunft“. An der Expo nahmen 143 Länder und 14 internationale Organisationen teil. Während der 132 Öffnungstage besuchten 10,12 Millionen Menschen die 340 Hektar große Weltausstellung. Heute wird das populäre Ausstellungsgelände unter dem Namen Parque das Nações vermarktet.

### Friedhöfe
Einige der Friedhöfe in Lissabon sind wegen ihrer kunstvoll gestalteten Gruften, Grabmäler oder der dort bestatteten Persönlichkeiten sehenswert. Der Cemitério dos Prazeres liegt im Westen der Stadt an der Endhaltestelle der Linie 28 der Lissaboner Straßenbahn. Vom Friedhofsgelände ist ein Blick zur Ponte 25 de Abril und der Statue Cristo Rei in Almada möglich. Einer der größten Friedhöfe, der Cemitério do Alto de São João liegt nordöstlich des Stadtzentrums an einem zum Tejo abfallenden Hang. Die Ursprünge des Cemitério dos Ingleses gehen auf das 17. Jahrhundert zurück. Er befindet sich in Nachbarschaft zum Jardim da Estrela.

### Parks

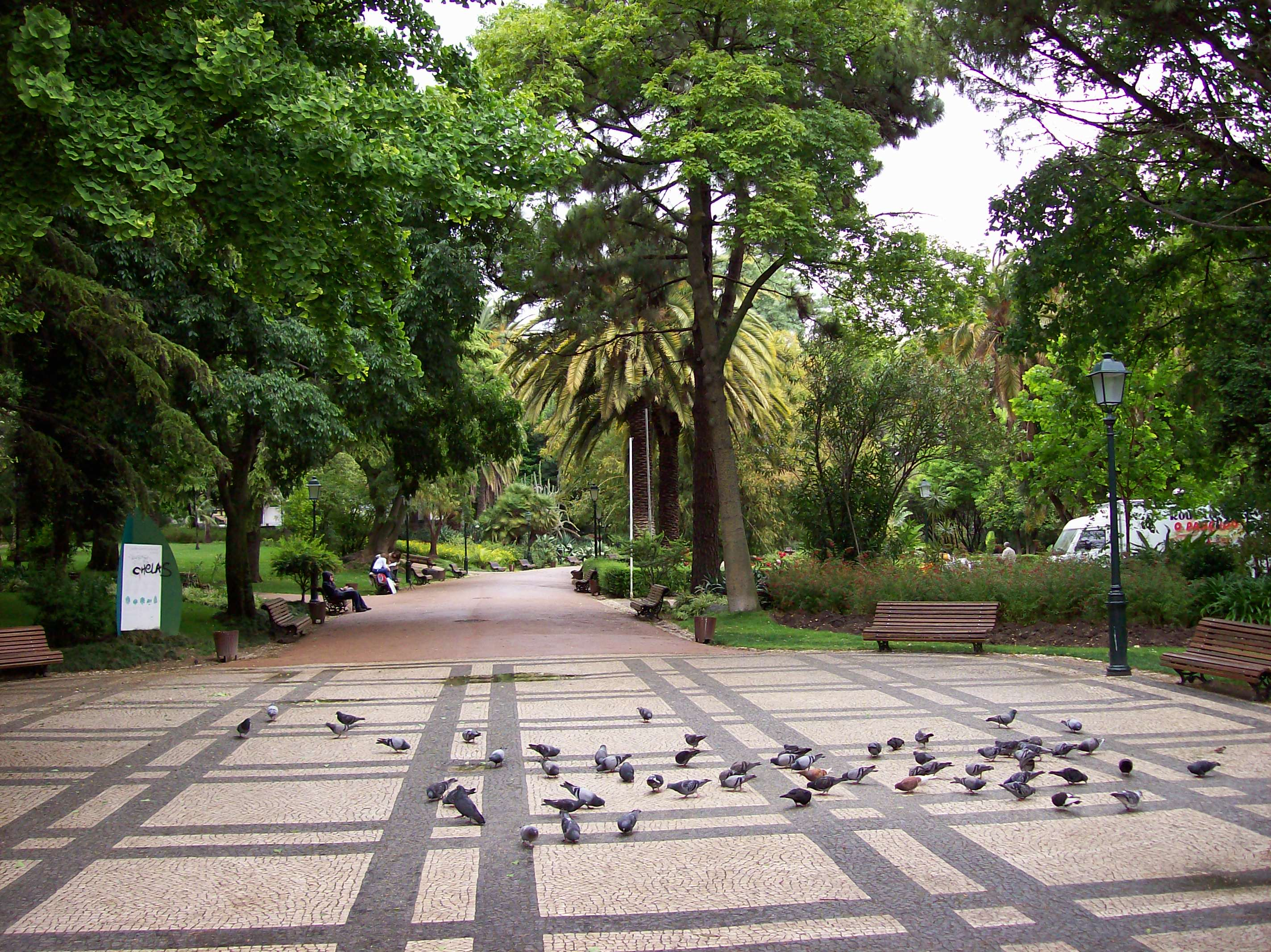
Park Jardim da Estrela

Der Parque Florestal de Monsanto ist der größte Park Lissabons. Er liegt im Westen der Stadt und umfasst 800 Hektar. Angelegt wurde er erst in den 1930er Jahren. Der größte Park in der Innenstadt ist dagegen der Parque Eduardo VII am oberen Ende der Prachtstraße Avenida da Liberdade in der Stadtgemeinde Avenidas Novas. Namensgeber des Parks war der britische König Eduard VII., der 1903 Portugal besuchte. Drittgrößter Park der Stadt ist der Jardim da Estrela aus dem Jahr 1852, er befindet sich gegenüber der Basilika da Estrela. Offiziell heißt er heute Jardim Guerra Junqueiro, wird im Alltag aber weiter Jardim da Estrela genannt. Der Jardim do Campo Grande, zu deutsch „Garten des großen Feldes“, ist ein über 12,5 Hektar großer Park in der Stadtgemeinde Campo Grande. Ebenfalls im Norden Lissabons liegt der 11 Hektar große Parque Botânico do Monteiro-Mor, der bereits in der zweiten Hälfte des 18. Jahrhunderts entstand.

### Straßen, Orte

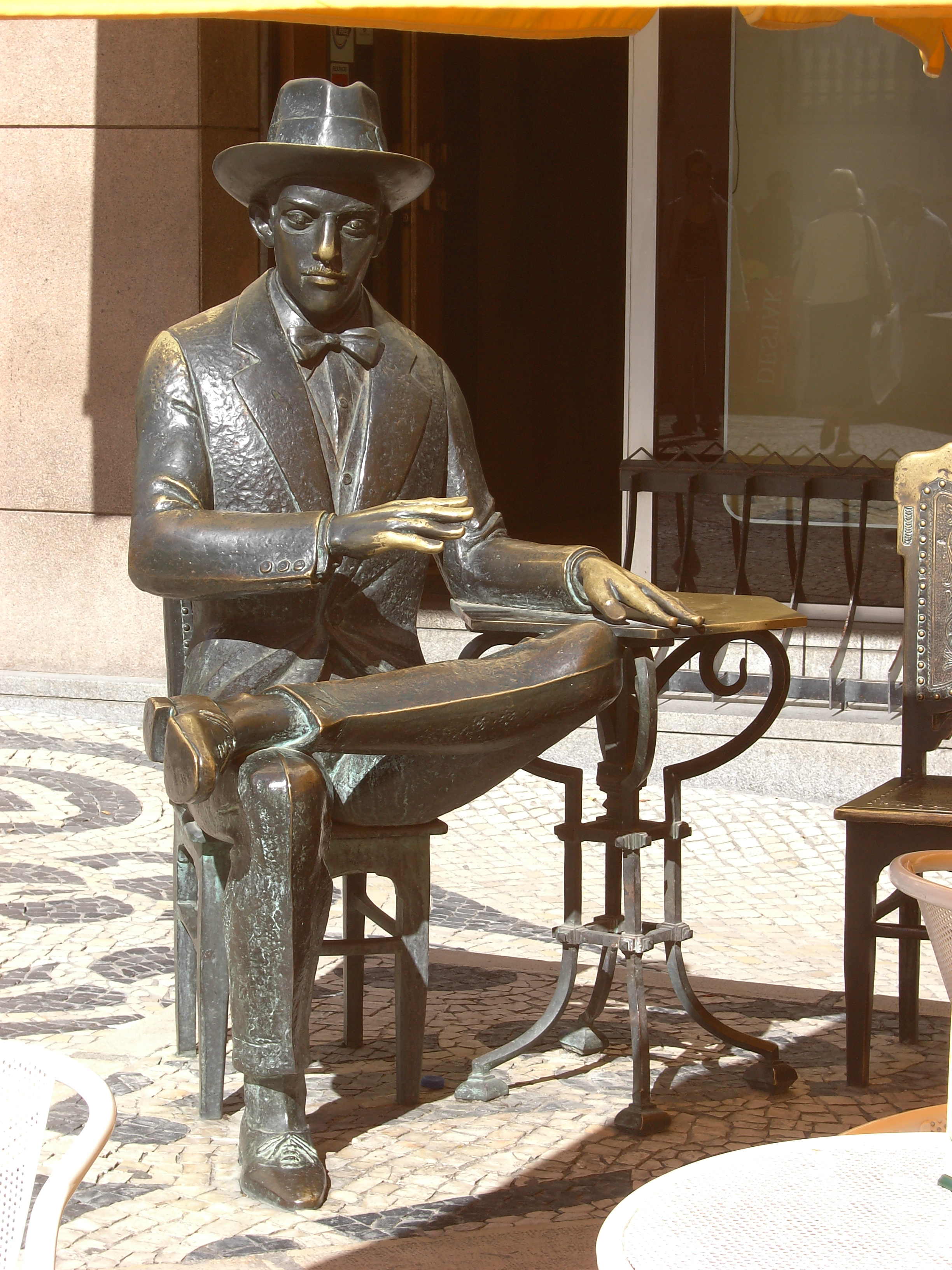
Bronzestatue von Fernando Pessoa vor dem Café A Brasileira

Die Avenida da Liberdade ist eine am Vorbild der Pariser Avenue des Champs-Élysées orientierte Prachtstraße in Lissabon. Sie verbindet die nach dem Erdbeben von 1755 angelegte Baixa (Unterstadt) mit den höher gelegenen Stadtvierteln im Norden und fand ab Beginn des 20. Jahrhunderts in den Avenidas Novas ihre Fortsetzung. Ein erstes Teilstück der Avenida wurde 1882 zum 100. Jahrestag des Todestages des Marquês de Pombal und des ihm gewidmeten Rundplatzes eingeweiht.
Mit „Miradouro“ bezeichnet man im Portugiesischen allgemeinen einen Aussichtspunkt. Die Miradouros zählen zu den schönsten Plätzen der Stadt. Sie liegen auf den Erhebungen ringsum und geben Blicke auf die Altstadt oder den Tejo frei.
Das Bairro Alto (Oberstadt) ist ein Stadtteil von Lissabon, der sich oberhalb des Geschäftsviertels Baixa befindet. Es ist vor allem wegen seines Nachtlebens bekannt. Zu den ältesten und bekanntesten Cafés der Stadt gehört das A Brasileira. Das Café im Chiado-Viertel wurde am 19. November 1905 von Adriano Telles gegründet. Es war ein beliebter Treffpunkt von Intellektuellen. Dort verkehrten unter anderem der portugiesische Dichter Fernando Pessoa und der Schriftsteller Aquilino Ribeiro. Seit 1988 steht vor dem Café eine Bronzestatue Pessoas.

### Museen

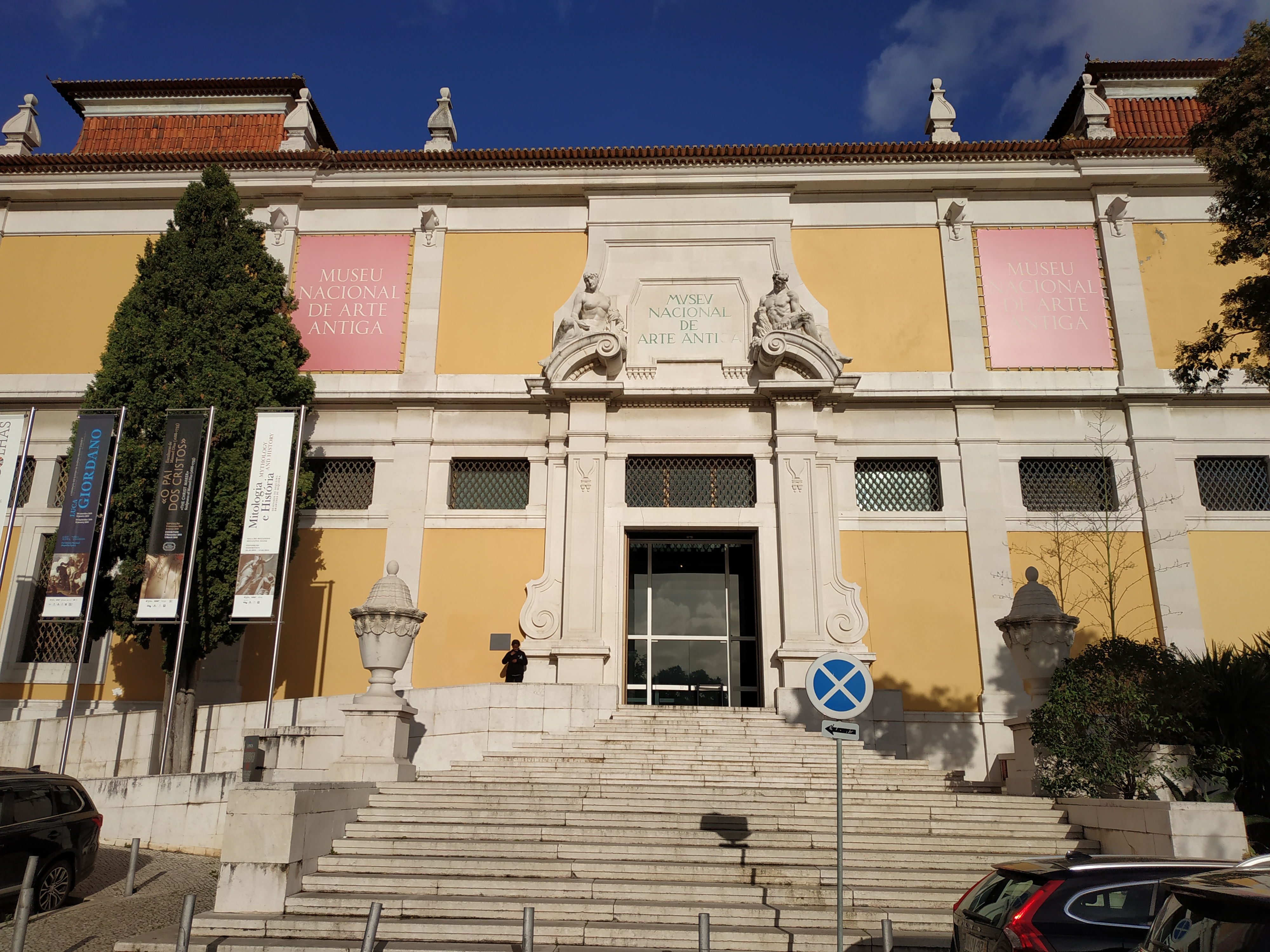
Museu Nacional de Arte Antiga

In Lissabon gibt es zahlreiche Museen. Das Museu Nacional de Arte Antiga (Nationalmuseum für alte Kunst) gehört zu den bedeutendsten Kunstmuseen Portugals. Ein bedeutender Schwerpunkt der Sammlung sind Werke portugiesischer Künstler. Es besitzt unter anderem Werke von Hieronymus Bosch, Albrecht Dürer, Pieter Brueghel der Jüngere, Piero della Francesca, Hans Holbein der Ältere und Raffael. Zwischen 1964 und 1969 entstand das Gebäude des Museu Calouste Gulbenkian. Die Dauerausstellung des Museums umfasst ein breites Spektrum an Kunstobjekten aus allen Epochen. 1984 wurde es um das Museum für Moderne Kunst erweitert. Zu den wohl bekanntesten Exponaten des Museums zählen die Werke von Rembrandt (Porträt eines alten Mannes), Claude Monet (Stillleben mit Melone) und Édouard Manet (Die Seifenblasen).
Im Stadtteil Belém liegt das Museu da Marinha (Marinemuseum). Es befindet sich in einem Teil des Westflügels vom Mosteiro dos Jerónimos, zusammen mit dem Museu Nacional de Arqueologia. Das Museu de Etnologia (Ethnologisches Museum) besitzt Artefakte aus der ganzen Welt. Größtenteils stammen sie aus den ehemaligen Kolonien. 1904 wurde das Museu Nacional dos Coches (Kutschenmuseum) auf Initiative von Königin Amalia eröffnet. Es beherbergt eine beträchtliche Kutschensammlung. Die älteste ausgestellte Kutsche stammt von dem spanischen König Philipp II. aus dem 16. Jahrhundert. Das von dem Industriellen und Kunstsammler José Berardo im Jahr 2007 eröffnete Museu Colecção Berardo ist im Centro Cultural de Belém untergebracht. Der Kunstsammler hat dem Museum eine beachtliche Sammlung moderner und zeitgenössische Kunst des 20. Jahrhunderts aus Europa und Übersee zur Verfügung gestellt.

### Theater

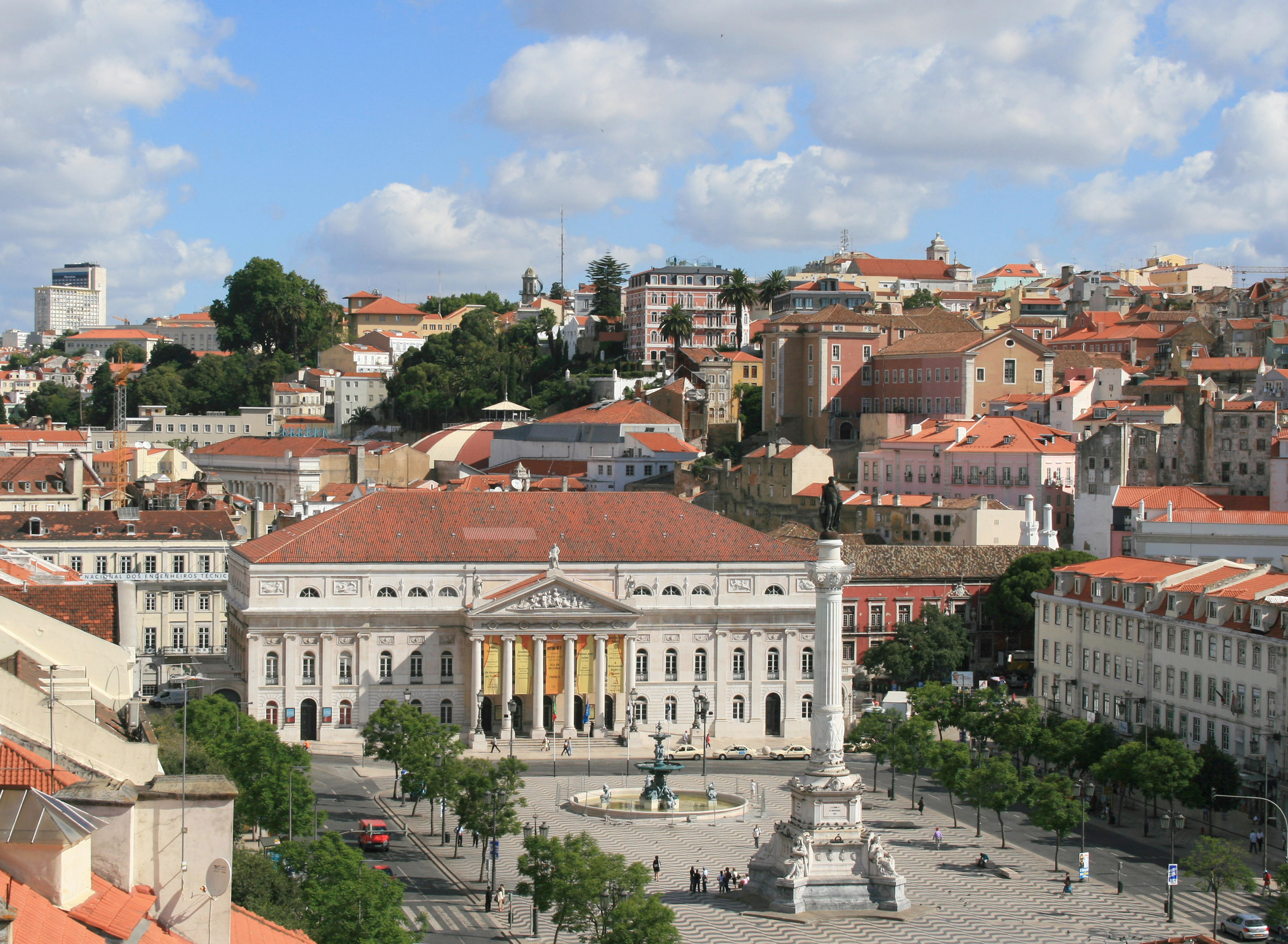
Teatro Nacional D. Maria II am Rossio

1854 gab es in Lissabon sechs Theater. Heute gibt es neben den staatlichen Theatern einige unabhängige Festspielhäuser, die ein reiches Aufführungsprogramm bieten. Das Teatro Nacional D. Maria II (dt. Nationaltheater Dona Maria) ist das älteste Sprech-Theater von Lissabon und liegt zentral am Rossio. Noch älter ist die Lissabonner Oper Teatro nacional de São Carlos, die im späten 18. Jahrhundert im Stadtteil Chiado erbaut wurde. Direkt daneben liegt das städtische Theater Teatro Municipal São Luiz. Ebenfalls im Chiado befindet sich auch das Teatro da Trindade aus der zweiten Hälfte des 19. Jahrhunderts. In der Nähe von der Praça de Espanha liegt das Teatro Aberto. Im Teatro Politeama, im Stil der 1920er Jahre, kommen überwiegend Erfolgsmusicals zur Aufführung. Die Balletttruppe Companhia Nacional de Bailado CBN zog nach der Expo in das Teatro Camões ein. Dort gastieren auch andere Ballettensembles. Weitere Theater sind u. a. das von Luís Miguel Cintra mitgegründete Teatro da Cornucópia, das Teatro da Comuna, das Teatro Municipal Maria Matos, das Teatro Taborda, das Teatro Tívoli, das von Raul Solnado gegründete Teatro Villaret sowie das Teatro Vasco Santana.
Von historischem Rang war das Cinema Roxy. Das Cinema São Jorge ist ein Premierenkino im Stadtzentrum, in dem auch die internationalen Filmfestivals Lissabons stattfinden, darunter Queer Lisboa, IndieLisboa, Doclisboa und Monstra. Ein weiteres altes Kino war das Animatógrafo do Rossio.

### Musik

#### Fado

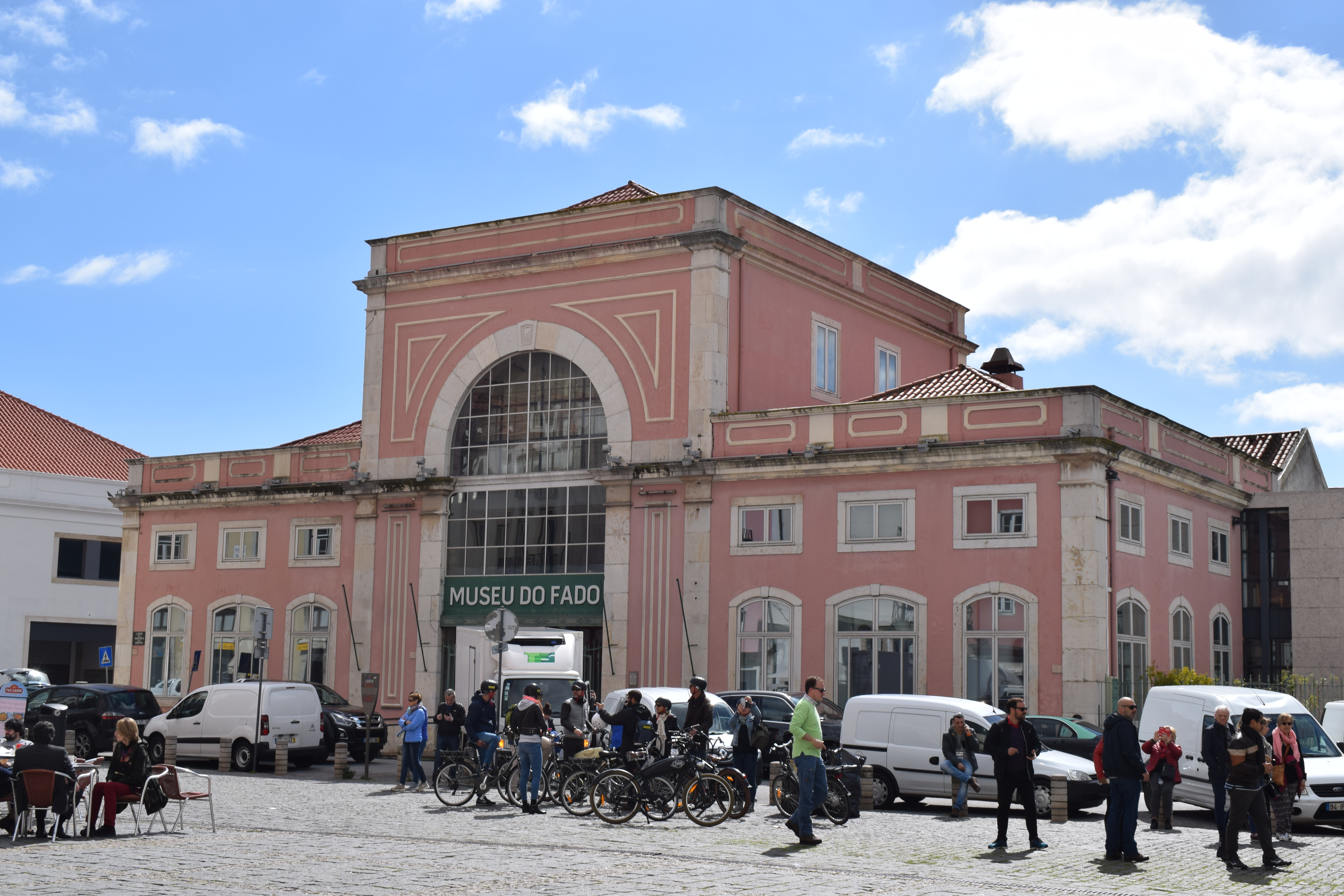
Fadomuseum

Die international bekannteste der traditionellen Musikarten in Lissabon ist der Fado, oft mit wehmütiger aber auch teils heiterer Grundstimmung gesungen, und meist nur von einer Klassischen Gitarre und einer Portugiesischen Gitarre begleitet. Fado wird abendlich vor allem in Kneipen der Stadtviertel Bairro Alto und Alfama dargeboten. Neben den traditionellen Fadolokalen wie O Faia, Café Luso, Senhor Vinho u. v. m. hat in den letzten Jahren der erst 1995 eröffnete Clube de Fado einige Bedeutung erlangt. Mit dem Fado verbindet sich international besonders der Name der populärsten Fado-Sängerin Portugals, Amália Rodrigues. Als Nachfolgerin der 1999 verstorbenen Künstlerin wird international häufig die Sängerin Mariza genannt, doch auch so unterschiedliche Namen wie Ana Moura, Mísia, Carminho oder Cristina Branco haben international bereits einige Bekanntheit erreicht. Unter den männlichen Sängern zählt der 1982 verstorbene Alfredo Marceneiro zu den stilprägendsten Namen. Als bedeutendster zeitgenössischer Sänger galt zuletzt der 2021 verstorbene Carlos do Carmo, während sich unter den folgenden Generationen insbesondere Camané einen Namen gemacht hat.
Seinen Ursprung hat der Fado in den Armenvierteln von Lissabon, wo er zunächst in den anrüchigen Kneipen im Stadtteil Mouraria auftauchte. Ob er sich ursprünglich aus den Gesängen der portugiesischen Seeleute entwickelte oder aus brasilianischen Musikrichtungen wie Lundum oder Modinha entstand, ist aus heutiger Sicht nicht mehr zweifelsfrei festzustellen. Das Museu do Fado im traditionsreichen Alfama-Viertel widmet sich ausführlich der Geschichte des Fados.
Seit 2011 steht der Fado auf der Liste des immateriellen Weltkulturerbes der UNESCO.

#### Klassik
Das bedeutendste Opernhaus der Stadt ist das 1793 eröffnete Teatro Nacional de São Carlos. Daneben finden Konzerte und Aufführungen in einer Vielzahl weiterer Konzertorte regelmäßig statt, etwa im Centro Cultural de Belém. Zu den bedeutendsten Orchestern der Stadt zählen das Orquestra Metropolitana de Lisboa, das Orquestra Sinfonietta de Lisboa, das Orchester der Gulbenkian-Stiftung, und das Orquestra do Conservatóro Nacional, das Orchester des Nationalkonservatoriums in Lissabon, heute Teil der ESTC.

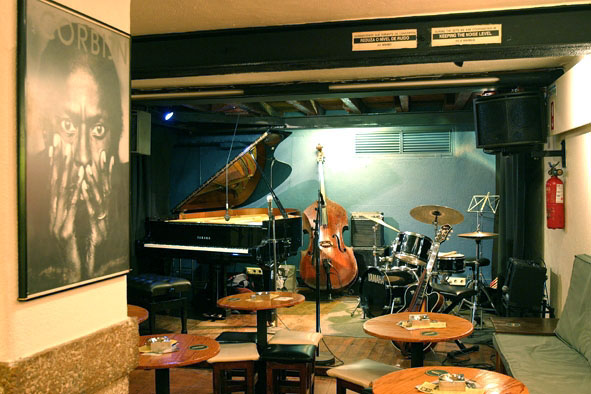
Im Hot Clube de Portugal

#### Jazz, Rock und Co.
Lissabon beherbergt eine Vielzahl Clubs, Konzertorte und Bars aller Richtungen, darunter mit dem Hot Clube de Portugal den ältesten noch bestehenden Jazzclub Europas. Dank seiner Geschichte als Metropole des Portugiesischen Weltreichs ist Lissabon Heimat vieler afrikanischer Einwanderer und daher auch ein Zentrum afrikanischen Musikschaffens in Europa, mit Konzertlokalen, Bars und einer Vielzahl Musiker. In der international vielbeachteten Samplerreihe der New Yorker Red Hot Organization erschien 1998 zur Lissabonner Weltausstellung die CD Red Hot + Lisbon, die sich dieser vielfältigen musikalischen Einflüsse in Lissabon widmet.
Auch die verschiedensten Subkulturen wie Punk, Gothic, Rockabilly, Heavy Metal, Hip-Hop u. v. m. sind hier präsent. Der Konzertklub Rock Rendez-Vous spielte in den 1980er Jahren eine besondere Rolle in der Entfaltung der verschiedenen Subkulturen und förderte damit das Entstehen einer vielschichtigen Bandbreite von Bands in der Stadt.
→ Siehe auch: Übersicht über Lissabonner Bands und Klubs
Vor allem das Bairro Alto verwandelt sich allnächtlich durch seine Vielzahl Bars und Clubs in ein belebtes Ausgehviertel, aber auch in den alten Vierteln Alfama und Mouraria, am Cais do Sodré, oder im modernen Kneipenviertel in den ehemaligen Docks am Fluss in Alcântara, den Docas, existieren eine Reihe Musiklokale für jeden Geschmack. Zur lebendigen Musikszene der Stadt gehören auch eine Vielzahl Musiklabels, etwa das international renommierte Jazzlabel Clean Feed Records. Mit dem Super Bock Super Rock findet in Lissabon ein großes Rockfestival statt, zudem hat das international bekannte Rock-in-Rio-Festival mehrmals hier Station gemacht.

### Regelmäßige Veranstaltungen
Seit 1984 treffen sich Jazz-Freunde jährlich beim internationalen Jazzfestival Jazz em Agosto der Gulbenkian-Stiftung in der portugiesischen Hauptstadt. Das Rockmusik-Festival
Rock in Rio fand 2006 und 2008 in Lissabon statt. Außerdem findet, neben anderen regelmäßigen Messen, jährlich eine Tourismus-Messe in der FIL-Messe statt.
Folgende portugiesische Filmfestivals finden jedes Jahr in Lissabon statt:
- Doclisboa – Internationales Dokumentarfilmfestival
- Queer Lisboa – das Festival des schwulen und lesbischen Kinos (Festival de Cinema Gay e Lésbico de Lisboa)
- IndieLisboa – Internationales Festival des Independentfilms (Festival internacional de cinema independente)
- Monstra – internationale Animationsfilme
- Hola Lisboa – iberische und lateinamerikanische Filme (Festival de Cinema Ibero-Americano)
- MOTELX – Horrorfilme (Festival Internacional de Cinema de Terror de Lisboa)
- FESTin – Filme des portugiesischen Sprachraums (Festival de Cinema Itinerante da Língua Portuguesa)
- PLAY – Kinder- und Jugendfilme
- LEFFEST Lisbon & Sintra Film Festival (ehemals Lisbon & Estoril Film Fest) – internationale Filme

Jährliche Tourismus-Messe im Frühjahr in Lissabon.
- Feira Internacional de Turismo[57]

Fest zur Feier des Schutzheiligen Antonius von Lissabon.
- Festas de Lisboa, auch einfach Santo António, jährlich zum 13. Juni in den Altstadtvierteln wie Alfama, Graça, Mouraria, Bica oder Madragoa, und mit großen Umzügen auf der Avenida da Liberdade und anderen Alleen[58]

Flohmarkt:
- Feira da Ladra

### Naherholung

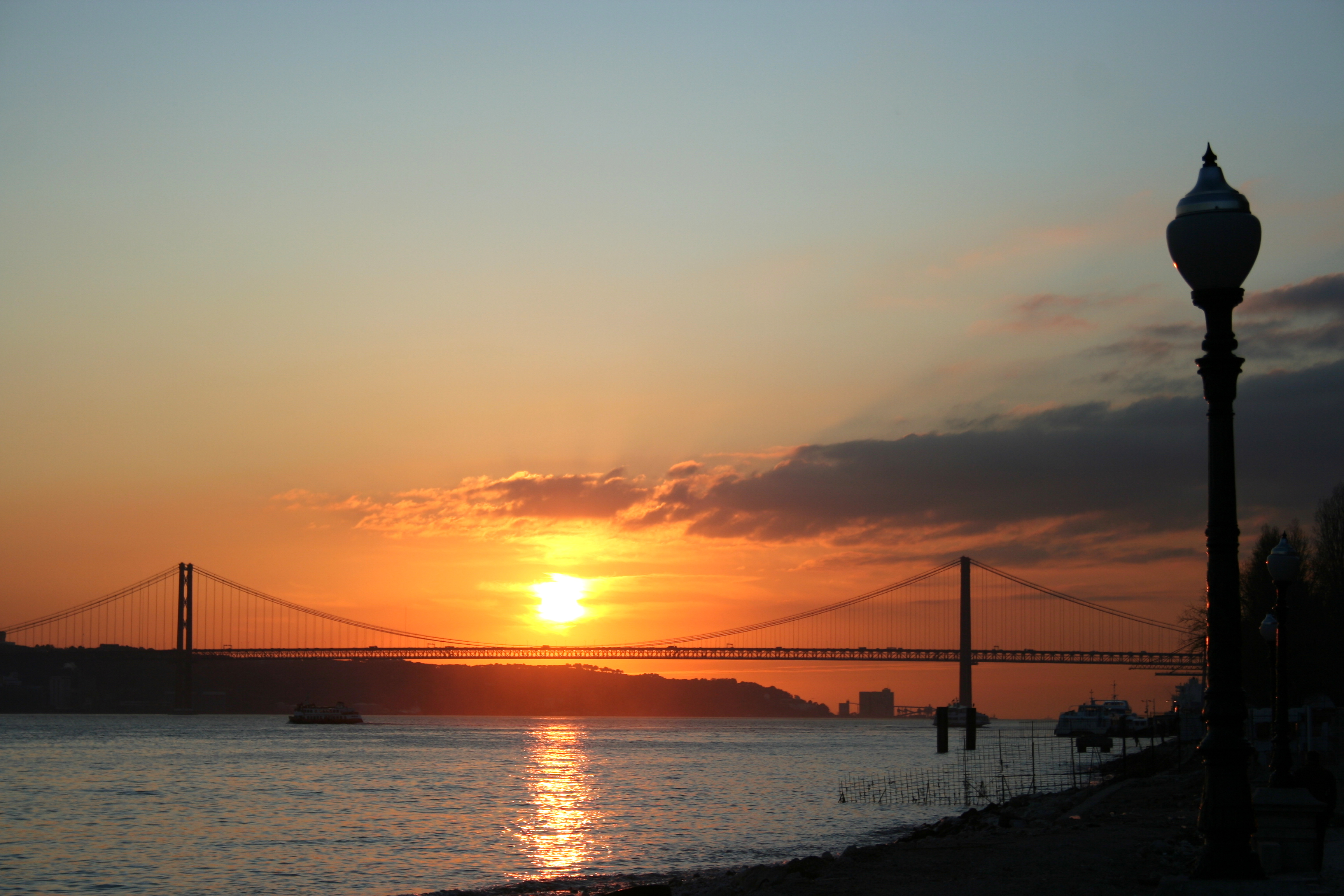
Ponte 25 de Abril

Die traditionsreichen Seebäder Cascais und Estoril liegen in der Umgebung von Lissabon. Estoril gilt als Rückzugsort der reichen Oberschicht Lissabons und liegt am Rand der Estremadura. Berühmt wurde der Ort wegen seines Casinos. Bei Estoril befindet sich auch das Autódromo, eine Rennstrecke, auf der jährlich der Große Preis von Portugal für Motorräder ausgetragen wird. Die Nachbarstadt Cascais liegt an einer sandigen Bucht des Atlantiks, etwa 25 Kilometer westlich von Lissabon. Ab 1870 verbrachte die königliche Familie regelmäßig den Sommer in Cascais, wodurch der Ort auch den Adel und gehobene Bürgerschichten anzog. Der Ort verfügt über einen Yachthafen mit etwa 600 Liegeplätzen. Das Naturreservat Serra da Arrábida in der Region Lisboa e Vale do Tejo erstreckt sich westlich von Setúbal an der vom Meer abgewandten Küsten. Dort gibt es eine Reihe von seltenen Pflanzen und Tieren. Der Naturpark erstreckt sich mit einer Fläche von 10821 ha auf einem bis zu 8 km breiten und 22 km langen Streifen entlang der Küste. Seine Begrenzung bilden die Städte und Dörfer Sesimbra und Santana im Westen, Azeitão und Quinta do Anjo im Norden sowie Palmela und Setúbal im Osten.

### Kulinarische Spezialitäten
In den zahllosen Gaststätten und Restaurants und Lokalitäten werden Speisen aus internationaler und einheimischer Küche serviert. Es gibt jedoch nur wenige originäre Lissabonner Spezialitäten, die nicht auch anderswo angeboten werden. Die Portugiesische Küche basiert auf deftigen und traditionell zubereiteten Gerichten unter Verwendung von Fleisch, Fisch, Gemüse, Reis, Bohnen und Kartoffeln. Der Stockfisch ist sowohl Spezialität als auch ein Nationalgericht Portugals. Unzählige Rezepte gibt es auch für den gesalzenen und getrockneten Kabeljau. Beliebt sind ebenfalls Sardinen, gegrillt als Sardinhas assadas, außerdem Tintenfische, Langusten, Krebse, Thunfisch, Schwertfisch, Aal, Garnelen und weitere Meerestiere. Typisch ist auch Ameijoas na cataplana, ein Muscheleintopf mit Schweinefleisch, Speck und Zwiebeln. Neben Rindfleisch wird in Portugal häufig auch Ziegenfleisch (Cabrito) und Lammfleisch (Borrego) gegessen.
International bekannt ist der portugiesische Portwein, ein Likörwein, der vor allem zu Desserts getrunken wird. Zu den Spezialitäten gehört ferner das Pastel de Nata oder Pastel de Belém. Das Puddingtörtchen – bestehend aus Kuchen- oder Blätterteig, gefüllt mit cremigem Vanillepudding und bestäubt mit Zimt und Puderzucker – wurde vermutlich bereits vor dem 18. Jahrhundert von Mönchen des Hieronymus-Klosters in dem Lissabonner Stadtteil Santa Maria de Belém hergestellt.
Nach der Säkularisation der Klöster beschlossen die Mönche im Jahr 1837, Delikatessen zu produzieren, welche an die Lissabonner verkauft werden sollten. Heute besuchen viele Einheimische und Touristen die große Caféterie der dortigen Fabrik, um die Pastéis zu erwerben. Das Originalrezept kennen nur wenige Pâtissiers.

### Lissabon im Film
Die Stadt ist Zentrum des Portugiesischen Films. Sie war seit Beginn der Filmkunst aber auch immer wieder selbst Gegenstand von internationalen und nationalen Filmproduktionen, sei es als Dokumentation, sei es als Spielfilm. Schwerpunkte sind dabei die Rolle des neutralen Lissabons im Zweiten Weltkrieg, der Charme seiner alten Viertel, und seine Rolle für die portugiesische Kultur, hier vor allem der Fado und der Schriftsteller Fernando Pessoa.

## Sport

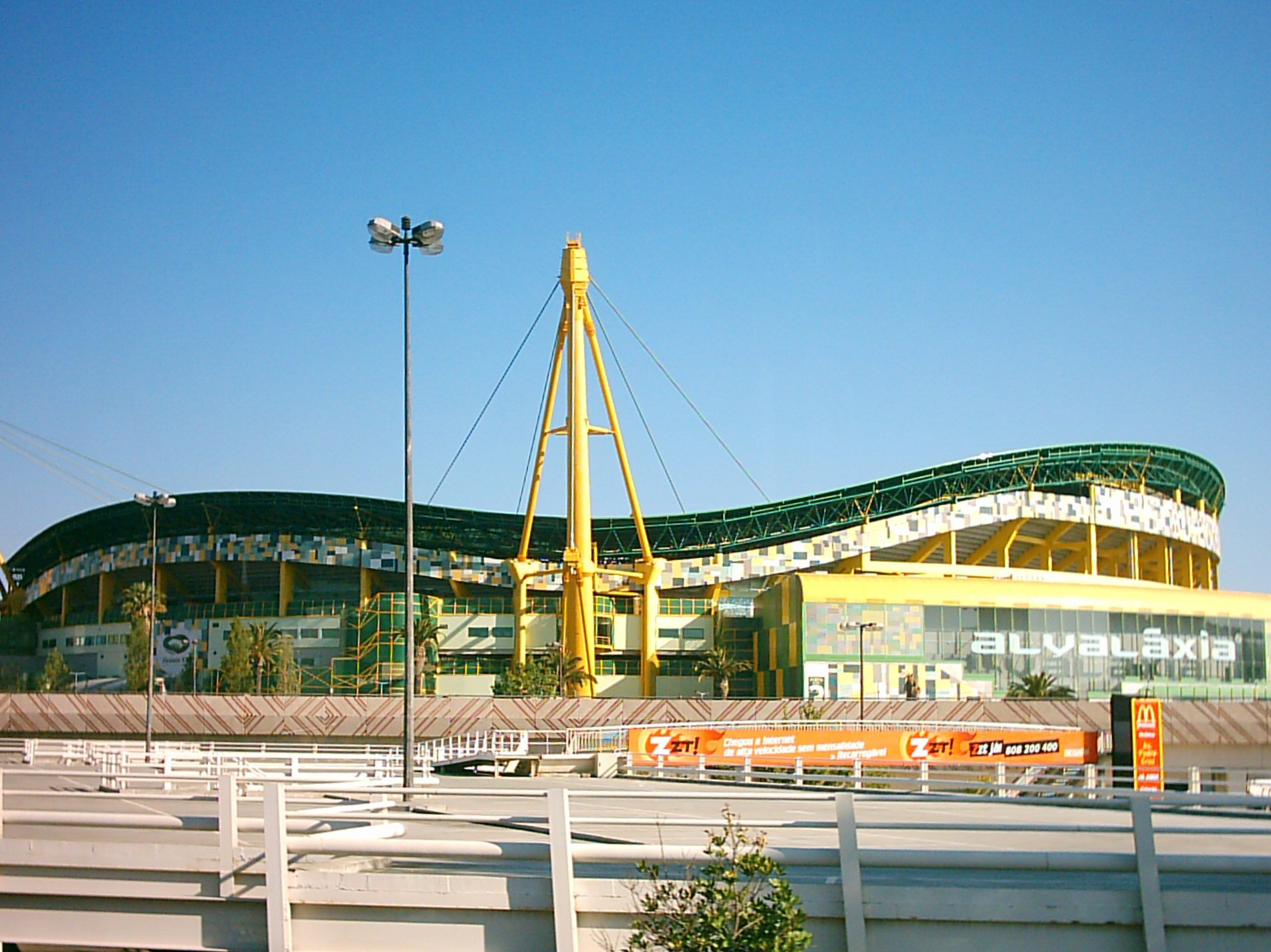
José-Alvalade-Stadion

Lissabon besitzt diverse sportliche Einrichtungen. Das Estádio da Luz und das José-Alvalade-Stadion sind die größten Stadien in der Stadt. Die Stadt war im Laufe ihrer Geschichte immer wieder Austragungsort von Welt- und Europameisterschaften.

### Welt-, Europa- und nationale Meisterschaften
In Lissabon fanden die Fechtweltmeisterschaften 1947, die Junioren-Fußballweltmeisterschaft 1991, die Kurzbahneuropameisterschaften 1999, die Leichtathletik-Hallenweltmeisterschaften 2001, die UCI-Straßen-Weltmeisterschaften 2001, die Fechtweltmeisterschaften 2002 und die Handball-Weltmeisterschaft der Herren 2003.
In der Zeit von 1938 bis 1945 fand der Portugiesische Fußballpokal jährlich in Lissabon statt. Seit 2004 wird in Lissabon die internationale Europameisterschaften im Brazilian Jiu Jitsu ausgetragen. Im Mai 2014 und im August 2020 fand im Lissabonner Estádio da Luz das Finale der UEFA Champions League statt.

### Fußball
Der Fußballclub Benfica Lissabon ist portugiesischer Rekordmeister und gewann 1961 und 1962 den Europapokal der Landesmeister. Der Austragungsort der Heimspiele ist das Estádio da Luz. Das Stadion mit einem Fassungsvermögen von 65.000 Zuschauerplätzen war Austragungsort von drei Gruppenspielen, einem Viertelfinale und dem Endspiel der Fußball-Europameisterschaft 2004. Für das Turnier wurde das Stadion komplett neu gebaut.
Der Lissabonner Fußballclub Sporting Clube de Portugal (Sporting Lissabon) war der Gewinner des Europapokals der Pokalsieger 1964. Die Fußballmannschaft von Sporting trägt ihre Heimspiele im Estádio José Alvalade XXI aus. Das Stadion mit 52.000 Plätzen war Austragungsort der Fußball-Europameisterschaft 2004. Das von der UEFA mit fünf Sternen ausgezeichnete Stadion liegt direkt neben der alten Anlage.
Das Estádio do Restelo ist das Fußballstadion des Clubs Belenenses Lissabon und befindet sich im Stadtteil Belém. Das Stadion wurde offiziell am 23. September 1956 eingeweiht und fasst rund 32.500 Zuschauer.
Weitere Fußballvereine aus Lissabon mit Erstligavergangenheit sind bzw. waren Atlético, Oriental, Casa Pia, Carcavelinhos und der CF Unidos, der heute im Vorort Pontinha beheimatet ist. Im Großraum Lissabon sind oder waren Estrela Amadora, Estoril Praia und der FC Alverca erstklassig, aus den am gegenüberliegenden Tejoufer gelegenen Städten der Amora FC, der Seixal F.C., Fabril Barreiro, FC Barreirense und CD Montijo.
Erfolgreichster Vertreter Lissabons im nationalen Frauenfußball ist der CF Benfica.

### Sonstige Sportarten

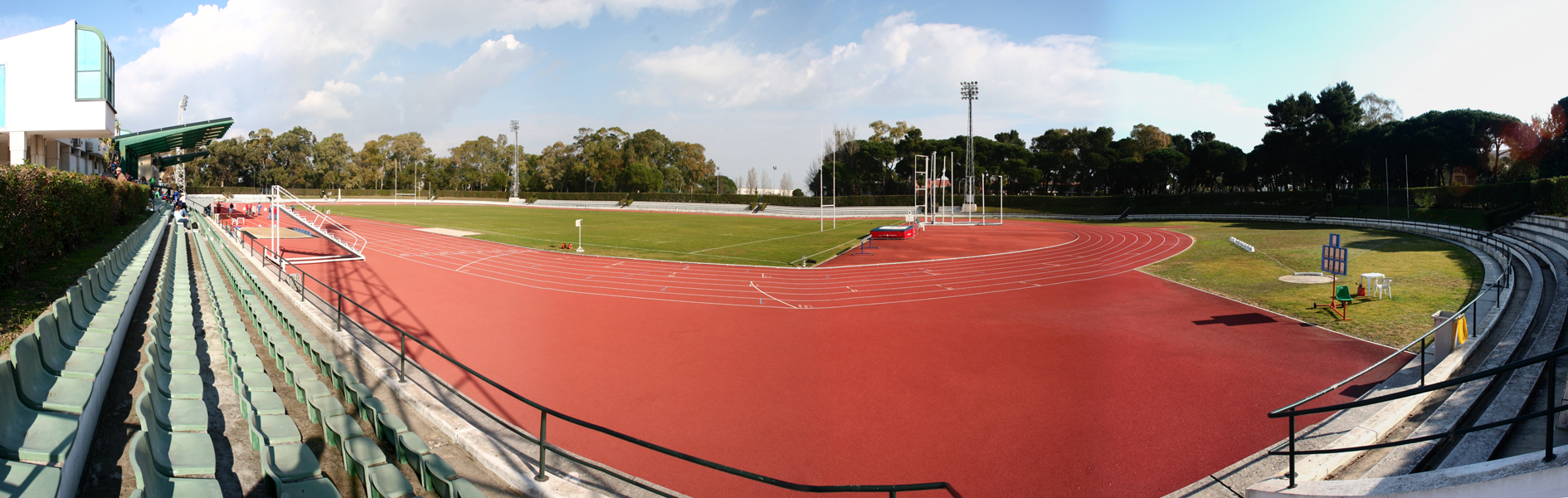
Das Estádio Universitário de Lisboa

In der Handball-Liga LPA spielen vier Vereine aus Lissabon: Sporting Clube de Portugal, Sport Lisboa e Benfica, Clube de Futebol Os Belenenses und Boa-Hora. In der Basketball-Liga UZO spielen die Lissabonner Vereine SL Benfica und União Lisboa. Der Lissabon-Halbmarathon (pt. Meia Maratona de Lisboa) ist einer der größten und sportlich bedeutendsten Halbmarathons weltweit. Er findet seit 1991 in Lissabon statt, in der Regel im März. Der erste Transeuropalauf fand vom 19. April bis 21. Juni 2003 statt und führte in 64 Tagesetappen ohne Ruhetag von Lissabon nach Moskau. Ende Dezember 2005 begann die Rallye Dakar (vormals Paris-Dakar) zum ersten Mal in der Hauptstadt Portugals.
Die portugiesische Rugby-Union-Nationalmannschaft trägt ihre Heimspiele meist im Lissaboner Estádio Universitário de Lisboa auf dem Gelände der Universität Lissabon aus. In der Stadt befindet sich auch der Verbandssitz der Federação Portuguesa de Rugby.

## Wirtschaft und Infrastruktur

### Wirtschaft

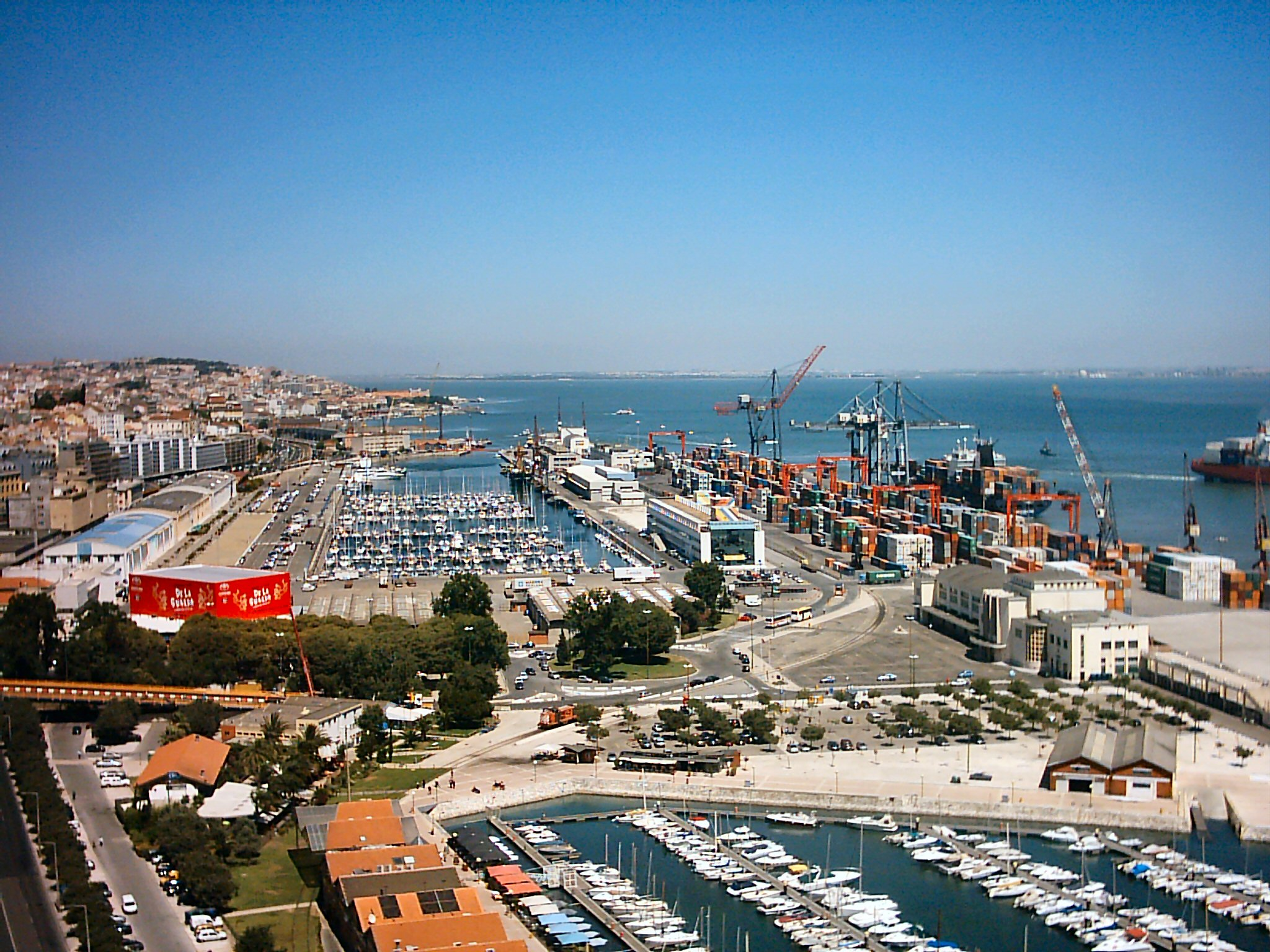
Hafen

Der Raum Lissabon ist das wohlhabendste Gebiet in Portugal, dessen Bruttoinlandsprodukt über dem europäischen Durchschnitt liegt (Lissabon erzeugt 45 % des portugiesischen BIP). Im Großraum Lissabon sind 1.300.500 Menschen erwerbstätig. Die Arbeitslosenquote in der Stadt lag im Jahr 2004 bei 8 %. Lissabons Wirtschaft beruht in erster Linie auf der Dienstleistungsindustrie. Der Lissabonner Seehafen hat als Schnittstelle des Land- und Seeverkehrs, als maritimes Dienstleistungszentrum und als Industriestandort eine große wirtschaftliche Bedeutung. In der Lissabonner Metropolregion ist besonders das Südufer des Tejo stark industrialisiert. 7 der 10 größten börsennotierten Unternehmen in Portugal haben ihren Sitz in Lissabon. Dazu gehören unter anderem die Unternehmen Energias de Portugal, Portugal Telecom und Jerónimo Martins. Die Lissabonner Börse ist mit den Börsen in Amsterdam, Brüssel und Paris Teil der „Mehrländerbörse“ Euronext. Sie wird als Euronext Lisboa bezeichnet.
In einer Rangliste der Städte nach ihrer Lebensqualität belegte Lissabon im Jahre 2018 den 38. Platz unter 231 untersuchten Städten weltweit.

### Straßenverkehr

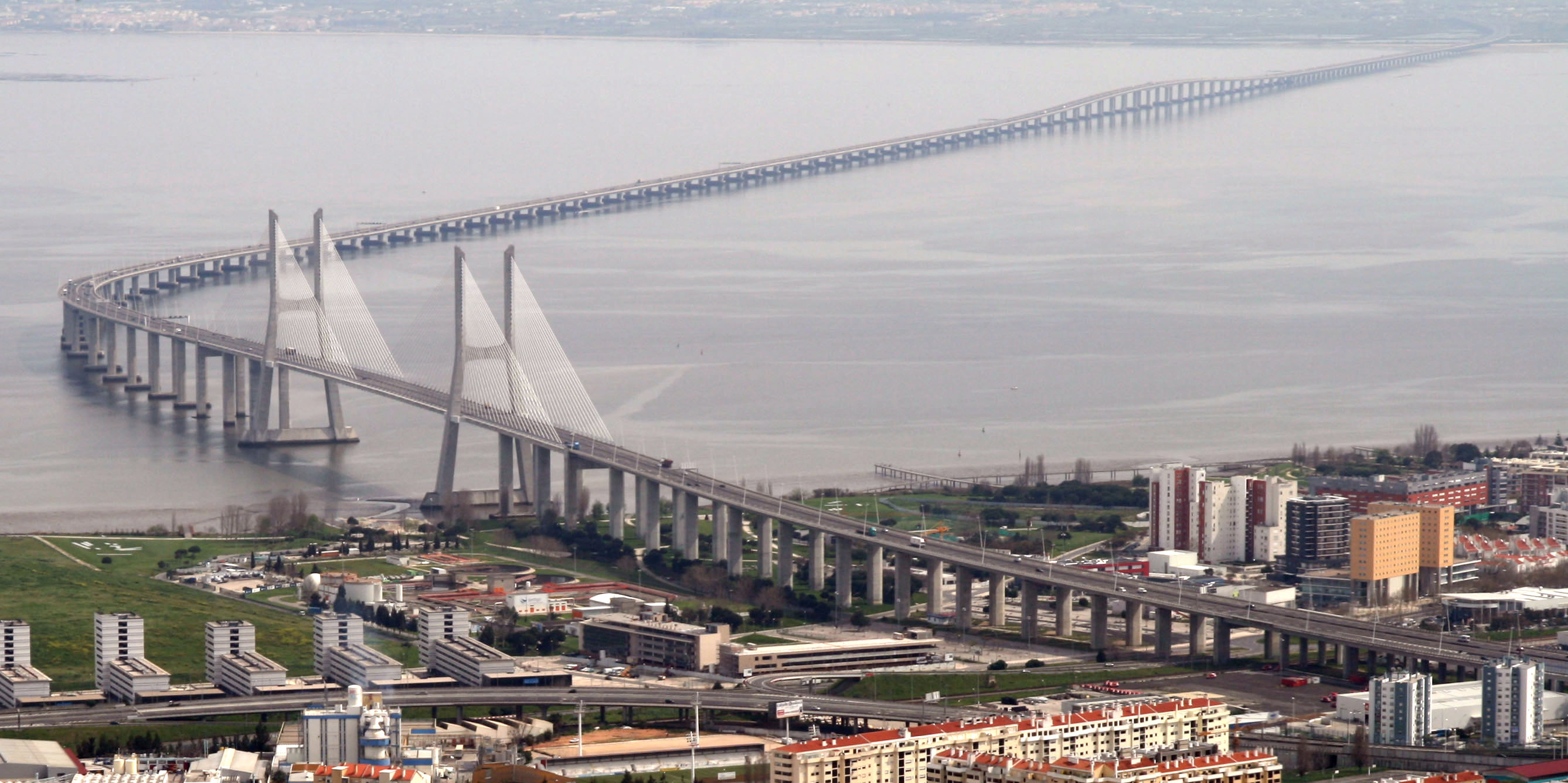
Ponte Vasco da Gama

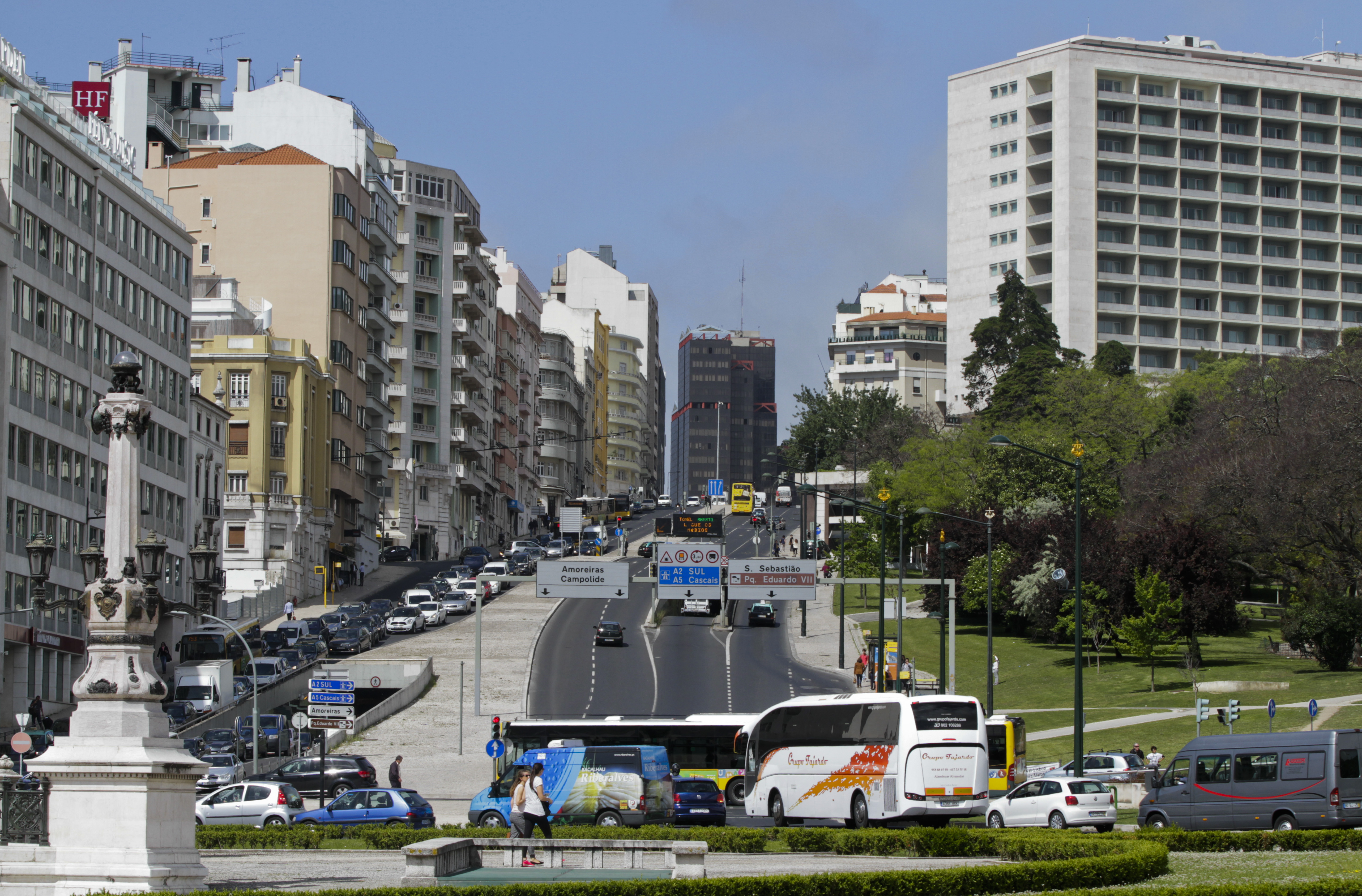
Avenida Joaquim António de Aguiar, Blick vom Praça do Marquês de Pombal

Durch die Lage am Tejo war Lissabon lange Zeit vom Süden aus nur durch Fährverkehr direkt zu erreichen. Die erste Brücke wurde 1951 nördlich der Stadt an einer Engstelle des Flusses in Vila Franca de Xira im Norden gebaut. Die Ponte 25 de Abril (1013 m Spannweite und 2287 m Länge) wurde 1966 fertiggestellt und verband erstmals Lissabon mit Almada auf der Tejo-Südseite. Seit 1999 besteht unterhalb der Autofahrbahn auch eine Eisenbahnverbindung. Die A2 führt dann weiter ins östliche Landesinnere bzw. nach Madrid/Spanien. Mit der Ponte Vasco da Gama, einer der längsten Schrägseilbrücken der Welt und der zweitlängsten Brücke in Europa, gibt es seit 1998 eine direkte Autobahnverbindung (A12/IP1) über die Bucht zwischen Moscavide/Sacavém auf der rechten und Montijo/Alcochete (Município)/Alcochete, bzw. Setúbal mit seinen Industrien auf der linken Seite des Tejo.
Nördlich geht mit der Autobahn A8 eine Verbindung nach Leiria, und die A1 führt an der Küste entlang bis nach Porto, dem zweitwichtigsten Zentrum des Landes.

### Bahnverkehr

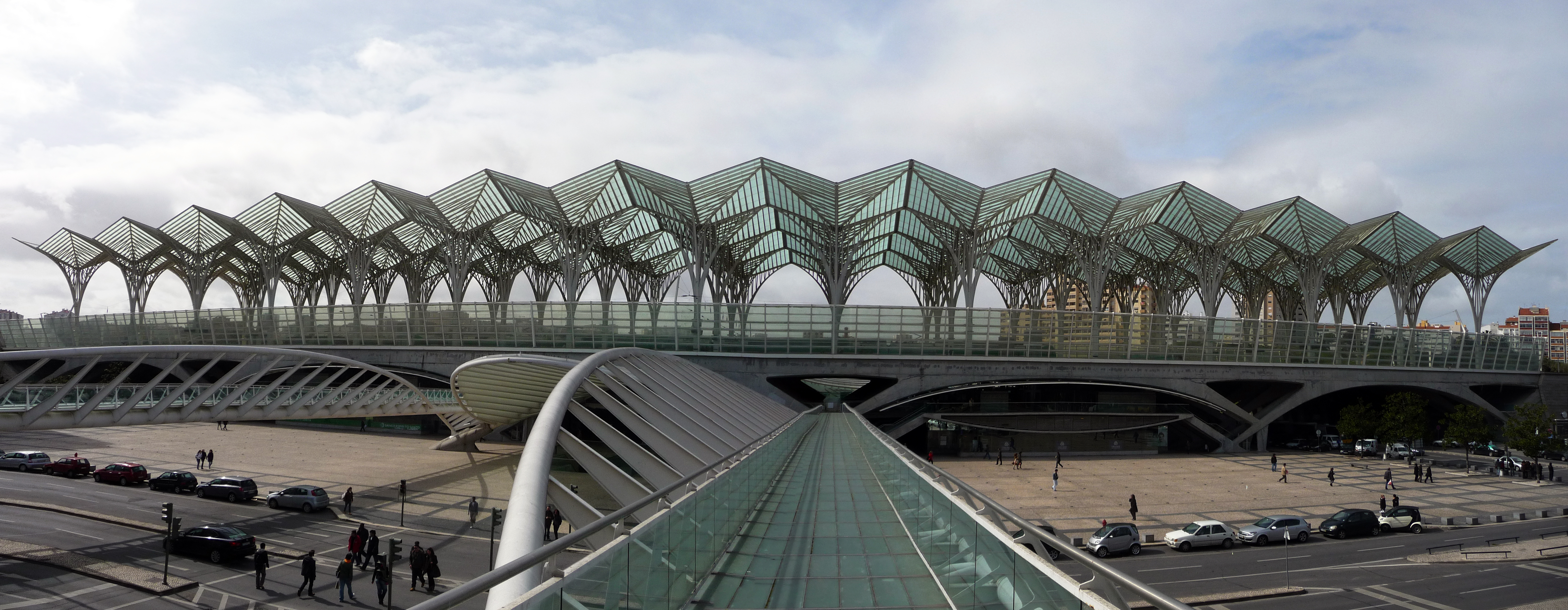
Bahnhof Oriente

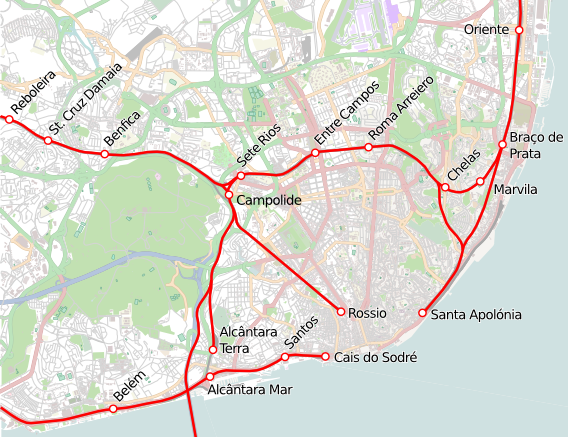
Im Personenverkehr bediente Strecken

Die portugiesische Hauptstadt ist neben Porto der Hauptknotenpunkt des portugiesischen Eisenbahnnetzes. Vier Bahnstrecken laufen auf Lissabon zu, die – verbunden durch die Ringstrecke Linha de Cintura – an verschiedenen Bahnhöfen im Lissabonner Stadtgebiet enden. Der wichtigste Bahnhof ist der Bahnhof Santa Apolónia an der Linha do Norte; dort enden alle internationalen Züge aus Spanien und Frankreich sowie der Großteil der nationalen Hochgeschwindigkeitszüge Alfa Pendular. Des Weiteren liegt im Nordosten Lissabons der Bahnhof Oriente, der zukünftig, mit dem Bau des normalspurigen Hochgeschwindigkeitsnetzes RAVE, zum neuen Hauptbahnhof der Stadt avancieren soll. Für den Vorortverkehr verbleiben unter anderem noch die beiden Kopfbahnhöfe Cais do Sodré (Strecke nach Cascais) und Rossio (Strecke nach Sintra) sowie die an der Linha de Cintura gelegenen Bahnhöfe Sete Rios und Entrecampos. Hier beginnt auch die Linie auf die Südseite des Tejo nach Setúbal, die vom privaten Eisenbahnunternehmen Fertagus betrieben wird.

### Fährverkehr
Es existieren mehrere Fährverbindungen über den Tejo nach Barreiro, Cacilhas, Montijo, Porto Brandão, Seixal und Trafaria.
Anlegestellen auf der rechten Tejoseite sind: Belem, Cais do Sodré und Terreiro do Paço. Betreiber aller Linien ist inzwischen die Transtejo & Soflusa, Markenzeichen sind die blau-weißen Katamaranfähren, die mit 55 km/h die Überfahrt auf dem Tejo auf ein Drittel verkürzt haben.

### ÖPNV
Der ÖPNV wird hauptsächlich von den beiden Unternehmen Carris (Companhia dos Carris de Ferro de Lisboa) und der Metropolitano de Lisboa übernommen. Die Carris bedient über 100 Buslinien und sechs Straßenbahnlinien (12, 15, 18, 24, 25 und 28). Die Straßenbahn (pt. Eléctrico) verkehrt teilweise mit historischen Wagen, etwa auf der Linie 28. Zudem betreibt sie in der Stadt vier Elevadores (dt. Aufzüge), drei davon sind Standseilbahnen und einer ist ein senkrecht fahrender Aufzug, der Elevador de Santa Justa. Die drei Standseilbahnen wurden gegen Ende des 19. Jahrhunderts gebaut, als in Lissabon damit begonnen wurde, die seit 1873 verkehrende Pferdestraßenbahn ab 1890 durch Kabelstraßenbahnen und später durch elektrische Straßenbahnen zu ersetzen. Die Metro Lissabon umfasst vier Linien, die teilweise über das Stadtgebiet hinaus führen. Das inzwischen 38 Kilometer lange U-Bahn-Netz wird kontinuierlich ausgebaut.
Seit Juli bzw. September 2022 können Personen bis zum Alter von 18 Jahren, Studenten bis zum Alter von 23 Jahren und Personen ab 65 Jahren den ÖPNV Lissabons kostenlos benutzen. Voraussetzung ist, dass sie in Lissabon leben.

### Flughafen

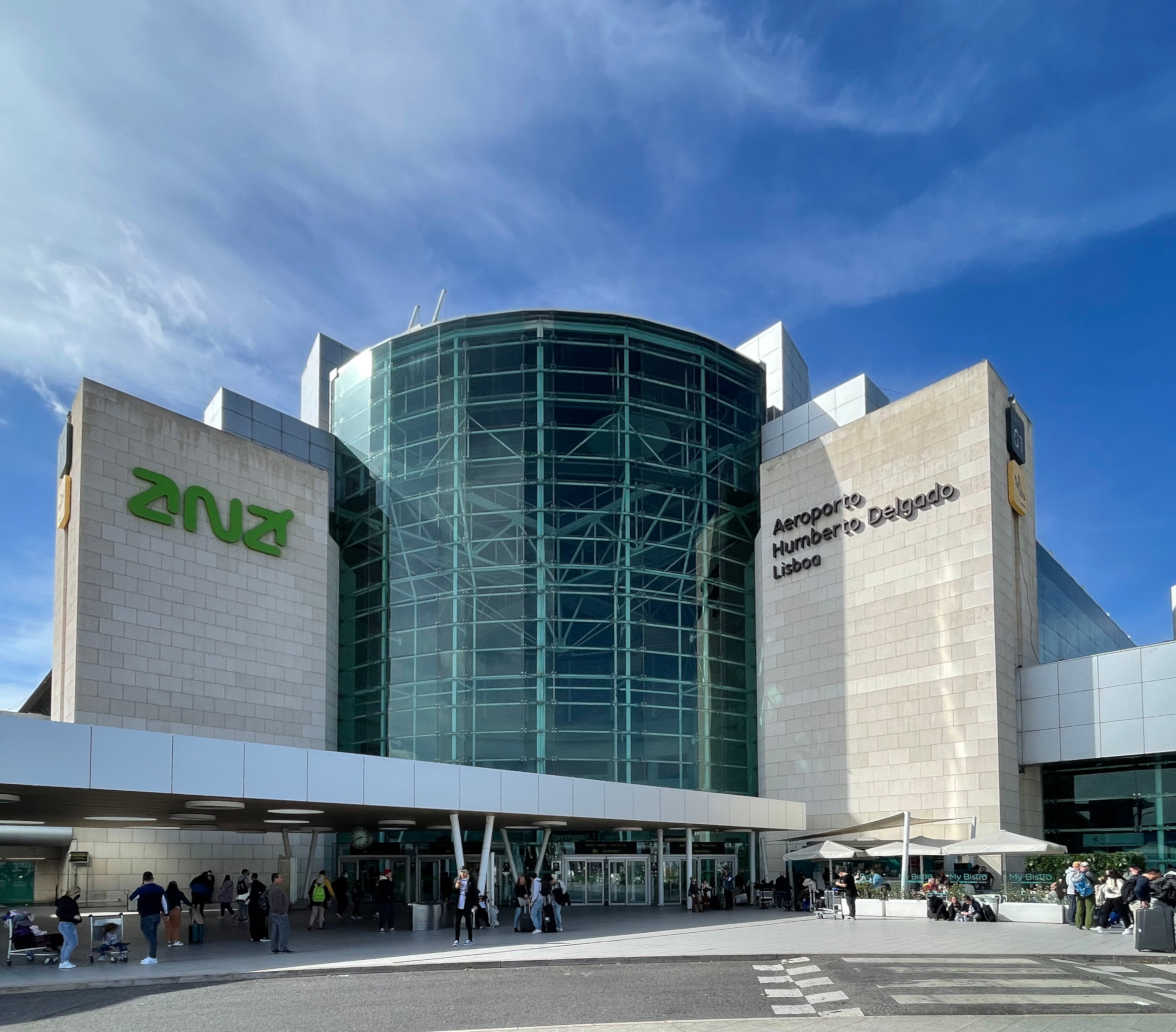
Flughafen Lissabon 2022

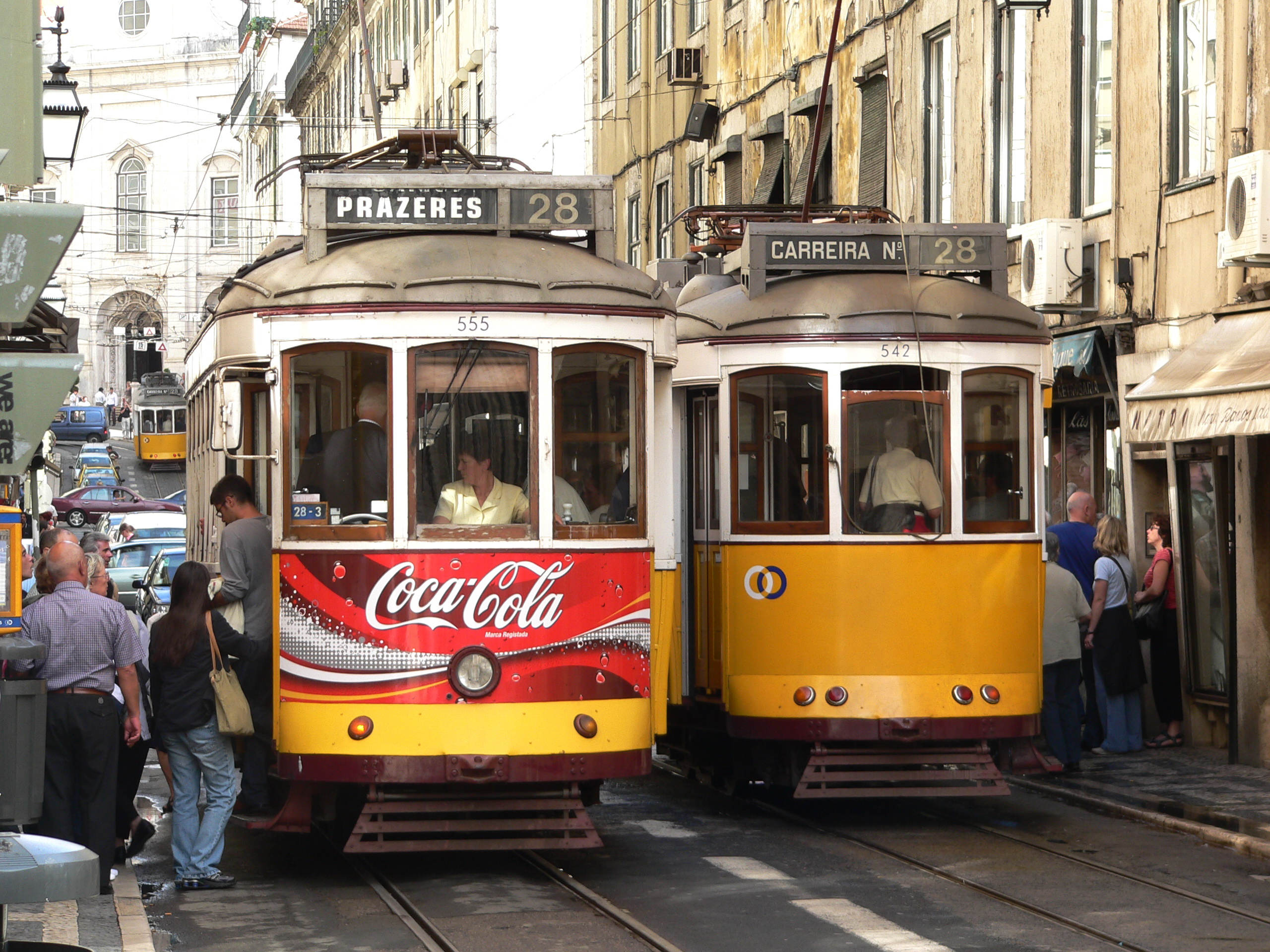
Straßenbahn 28

Der Internationale Flughafen Lissabon-Portela liegt sechs Kilometer nördlich des Zentrums und in der Verlängerung der Autobahn A12. Seit geraumer Zeit wird über den Bau des neuen Flughafens Novo Aeroporto Lisboa diskutiert. Am 10. Januar 2008 verkündete der Premier José Sócrates, dass dieser auf dem Militärgelände Campo de Tiro Alcochete nördlich von Alcochete entstehen soll. Die portugiesischen Fluggesellschaften TAP Portugal, White Airways, Portugália Airlines und EuroAtlantic Airways haben ihren Sitz in Lissabon.

### Hafen
Der Lissabonner Hafen zieht sich auf einer Länge von über 10 km an der Uferlinie der Stadt entlang. Außerdem gibt es noch zahlreiche Anlagen auf der Tejo-Südseite in Trafaria, Porto Brandão, Almada, Seixal, Barreiro und Montijo, die zum Porto de Lisboa gehören und von der Hafenverwaltung APL betrieben werden, auch wenn sie außerhalb des eigentlichen Stadtgebiets liegen. Diese Anlagen haben sich auf Getreide und Öl spezialisiert. Auf der Nordseite im Stadtgebiet Lissabons werden dagegen vor allem Container umgeschlagen. Hier gibt es auch direkte Anschlüsse an das Zugnetz in Alcântara und Santa Apolónia, wo die beiden großen Containerterminals der Stadt liegen. Die größten und tiefsten Docks liegen dabei in Alcântara. Insgesamt umschließen die Docks des Lissabonner Hafens eine Wasserfläche von 430.000 m².
Kreuzfahrtschiffe legen häufig in Lissabon an, um einen Stopp auf dem Weg von Nordeuropa ins Mittelmeer, auf die Kanaren oder nach Südamerika zu machen. Für sie gibt es drei Terminals: Gare Marítima da Rocha Conde de Óbidos, Terminal de Cruzeiros de Santa Apolónia sowie in dessen Nachbarschaft das moderne Terminal de Cruzeiros de Lisboa.
Für Privat-Yachten stehen vier Anlegestellen mit der Doca de Alcântara, Doca de Santo Amaro und der Doca de Belém e Doca do Bom Sucesso zur Verfügung. Insgesamt haben hier etwa 1.100 Schiffe Platz.

## Bildung und Wissenschaft

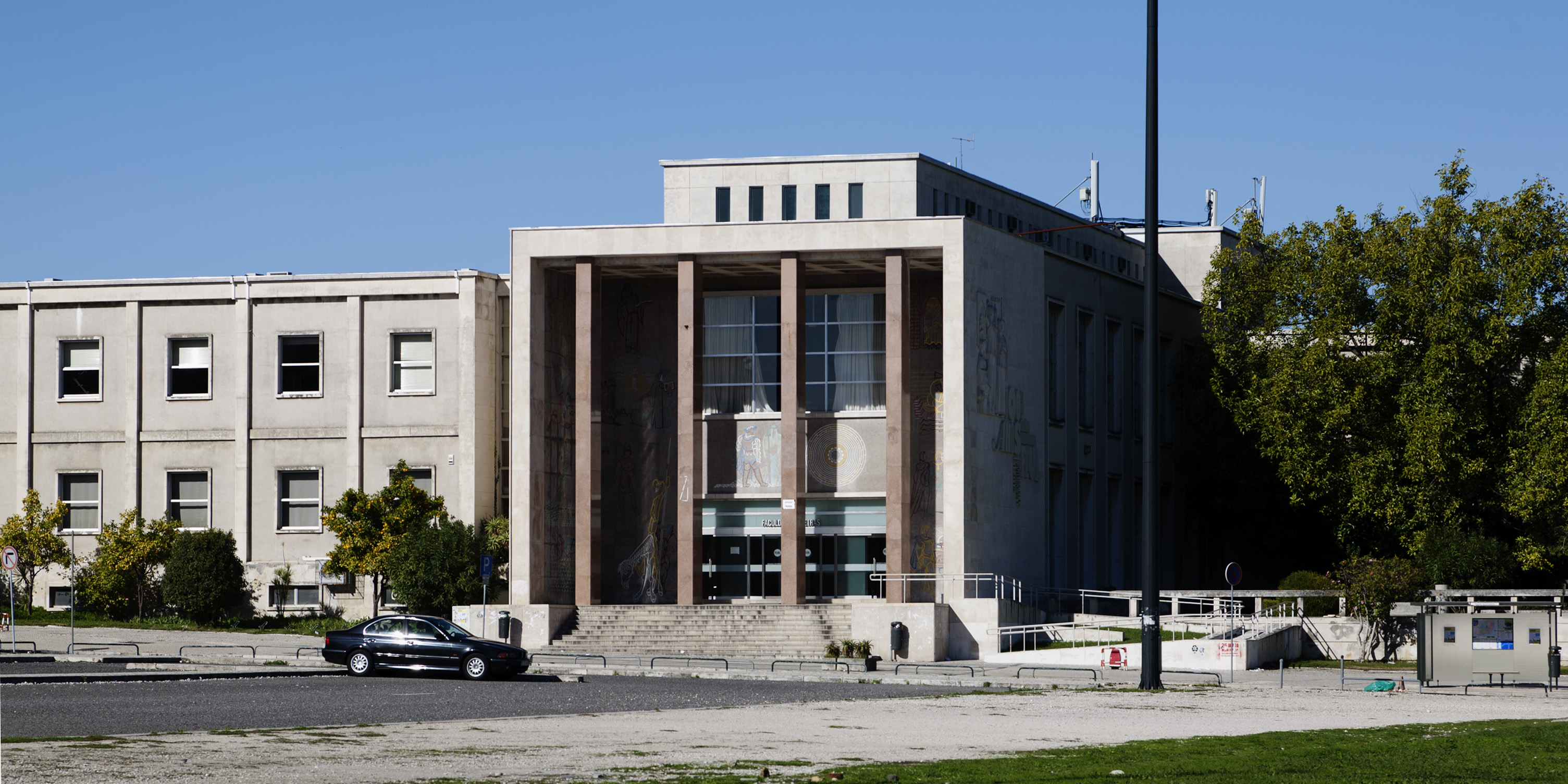
Universität Lissabon

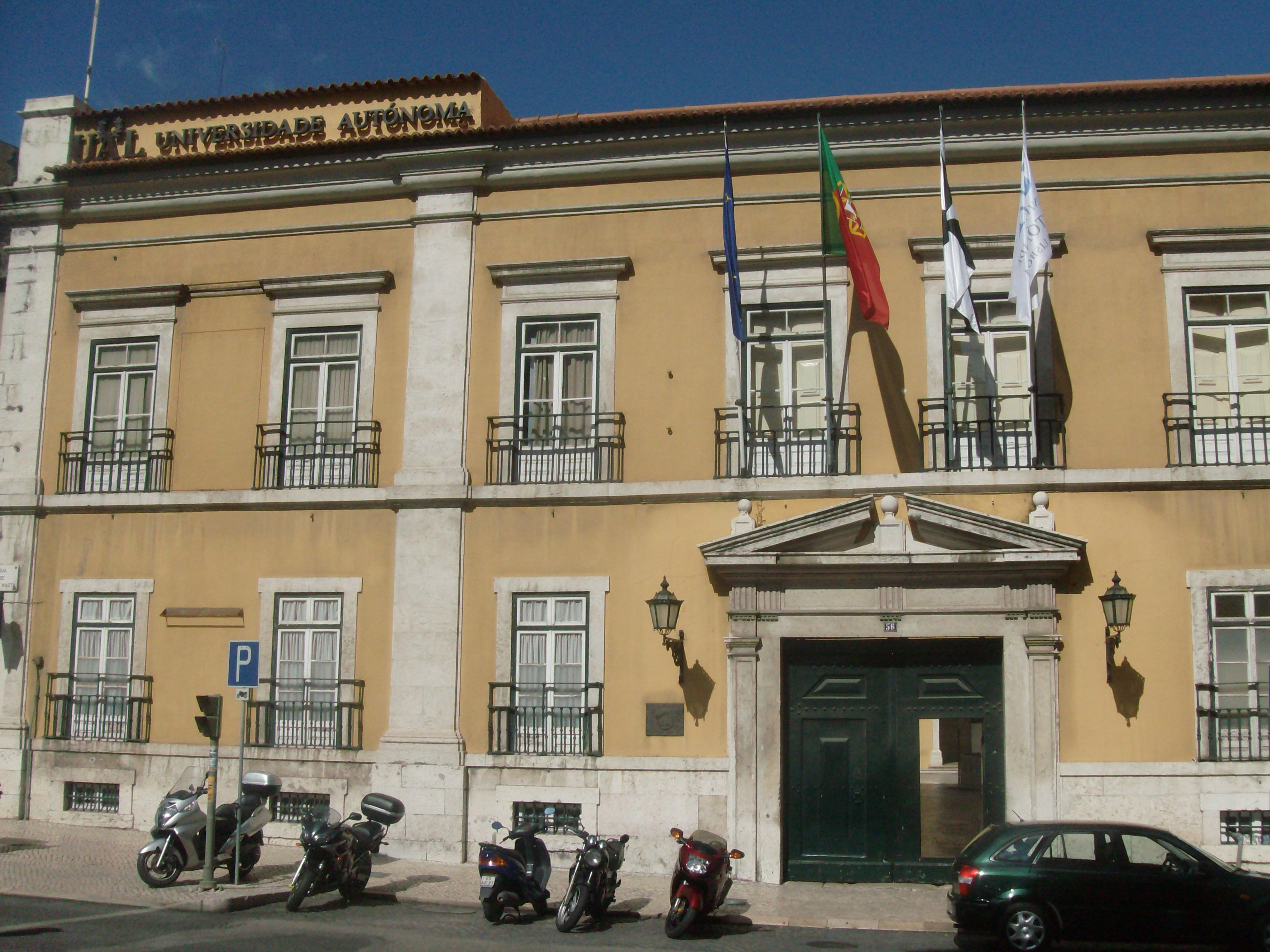
Autonome Universität Lissabon

Lissabon hat mehrere Universitäten und ist neben Coimbra die wichtigste Universitätsstadt in Portugal.
Die Universität Lissabon wurde 1288 gegründet und 1290 vom Papst bestätigt. Sie gehört zu den ältesten Universitäten in Europa, wurde aber erst nach mehr als 400-jähriger Pause 1911 neu gegründet. Sie ist mit über 47.000 Studenten in acht Fakultäten die größte Universität in Portugal. Seit 1991 befindet sich das Nationalarchiv (Arquivo Nacional da Torre do Tombo) in einem modernen Gebäude auf dem Campus der Universität. Die Sternwarte Lissabon (pt. Observatório Astronómico de Lisboa) wurde 1992 der Universität Lissabon angeschlossen und im Jahr 1995 in die naturwissenschaftliche Fakultät integriert. Als größte Klinik gehört das Universitätskrankenhaus Hospital de Santa Maria mit 1500 Betten auch zu ihr. Am 31. Dezember 2012 fusionierte die Technische Universität Lissabon mit der Universität Lissabon zur neuen Universität Lissabon (Universidade de Lisboa).
Die Katholische Universität Portugal wurde 1971 als eine katholische, öffentliche Bildungseinrichtung in Lissabon gegründet. Über 11.000 Studenten studieren an 18 Fakultäten an mehreren Regionalen Zentren. Im Jahr 1988 wurde die staatliche Fernuniversität Universidade Aberta gegründet. Neben ihrem Sitz in Lissabon unterhält sie noch zwei Regionalniederlassungen in Porto und Coimbra. Dazu kommen 16 lokale Studienzentren in Portugal und eines in Mosambik. Zu den weiteren Universitäten in Lissabon gehören die Universität Lusíada, die Universidade Nova de Lisboa und die Autonome Universität Lissabon.
Die Deutsche Schule Lissabon ist die älteste deutsche Schule der Iberischen Halbinsel und die zweitälteste aller deutschen Auslandsschulen. Sie wurde 1848 von einem evangelischen Pfarrer der deutschen Gemeinde in Lissabon ins Leben gerufen. Die Schule musste während des Ersten Weltkriegs im Jahre 1916 zwangsweise schließen. Ihrer Wiedereröffnung erfolgte 1922. Am Ende des Zweiten Weltkriegs endete erneut der Schulbetrieb. Dieser wurde nach Neueröffnung am 20. Oktober 1952 wieder aufgenommen.
Die 1796 gegründete Portugiesische Nationalbibliothek hat ihren Sitz sich im Lissabonner Stadtteil Campo Grande. Ihr angegliedert ist die Biblioteca da Ajuda, die auf die königliche Bibliothek (Biblioteca Real) zurückgeht und im Palácio Nacional da Ajuda untergebracht ist.

## Persönlichkeiten
Lissabon ist Geburtsort zahlreicher bekannter Persönlichkeiten. Dazu gehören die Lyrikerin Alcipe, die Künstlerin Helena Almeida, der UN-Generalsekretär und ehemalige portugiesische Premierminister António Guterres, der Präsident der Europäischen Kommission José Manuel Barroso, der Arzt und Papst Johannes XXI., die Sängerin Amália Rodrigues, sowie der ehemalige Ministerpräsident und Staatspräsident Mário Soares.
Zudem sind eine Reihe international bekannter Persönlichkeiten insbesondere in den 2010er Jahren nach Lissabon gezogen. Als bekannteste Namen dürften die Popmusikerin Madonna, der französische Modedesigner Christian Louboutin oder der ehemalige Fußballspieler Éric Cantona sein, auch Schauspieler wie der deutsch-irische Michael Fassbender, die Italienerin Monica Bellucci, der US-Amerikaner John Malkovich und eine Reihe bekannter brasilianischer Darsteller sind darunter.
Unter früheren Bewohnern des Großraums Lissabons finden sich zudem der kanadische Musiker Bryan Adams, der italienische Autor Antonio Tabucchi, die deutsche Historikerin Vera Leisner oder auch der britische Fotojournalist Joshua Benoliel.

## Auszeichnungen
Die Stadt Lissabon ist im Dezember 2011 von der Londoner Academy of Urbanism mit dem Titel „European City of the Year 2012“ ausgezeichnet worden und erhielt die UNESCO-Auszeichnung für Fado.